# Герои Советского Союза на почтовых марках

«Герои Советского Союза на почтовых марках» — тема в филателии, отражённая на почтовых марках, главным образом СССР, России и бывших союзных республик, которые посвящены Героям Советского Союза — довоенным, Великой Отечественной войны, освоения космического пространства.

## Выпуски СССР
Герои Советского Союза, изображённые на почтовых марках СССР, — это львиная доля всех почтовых миниатюр на эту тематику. Условно их можно разделить на выпуски довоенных лет, периода Великой Отечественной войны и послевоенных лет, когда звание Героя Советского Союза присваивали не только лицам, отличившимся на войне, но и лётчикам-космонавтам СССР.

### Довоенные выпуски
25 января 1935 года вышла серия почтовых марок СССР, посвящённых героям челюскинской эпопеи. Прозванная филателистами «челюскинской», она стала первой серией, которая увековечила подвиги Героев Советского Союза. Художник В. Завьялов изобразил на марках портреты первых Героев Советского Союза и эпизоды спасения полярников. Марка номиналом в 5 копеек посвящена первому Герою А. В. Ляпидевскому, первым долетевшему до лагеря полярников (на марке показана посадка его АНТ-4 на льдину) и вывезшему женщин и детей. На 10-копеечной марке изображён С. А. Леваневский и его неудачная посадка на торосы Колючинской губы. На марке номиналом в 15 копеек — портрет М. Т. Слепнёва и момент посадки тяжело больного начальника экспедиции О. Ю. Шмидта в самолёт. Лётчик перевёз его в Ном на Аляске для оказания медицинской помощи. Марка номиналом в 20 копеек изображает И. В. Доронина, сумевшего совершить посадку на одной лыже, не повредив самолёт. 25-копеечная миниатюра посвящена М. В. Водопьянову, сумевшему за два дня (12 и 13 апреля) выполнить три рейса на льдину. Момент завершающего полёта и запечатлён на марке. На марке достоинством в 30 копеек — портрет В. С. Молокова, который на своём самолёте Р-5 с бортовым номером «2» вывез со льдины 39 человек, и момент очередной посадки на ледовый аэродром. Предпоследняя марка в серии номиналом в 40 копеек демонстрирует портрет командира авиаотряда Н. П. Каманина и один из последних моментов челюскинской эпопеи, когда боцман Загорский с собаками идёт к воздушному судну Каманина.
В марте 1939 года в почтовом обращении появились три марки СССР с портретами первых женщин — Героев Советского Союза: П. Д. Осипенко, М. М. Расковой и В. С. Гризодубовой, составлявших отважный экипаж самолёта «Родина».

Герои Советского Союза на довоенных марках почты СССР
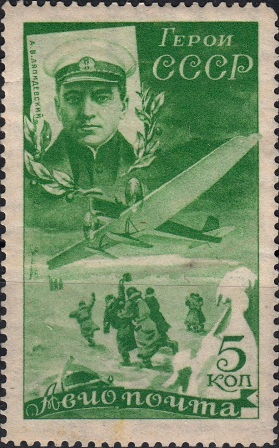
Анатолий Ляпидевский  (ЦФА [АО «Марка»] № 488), 1935 год.
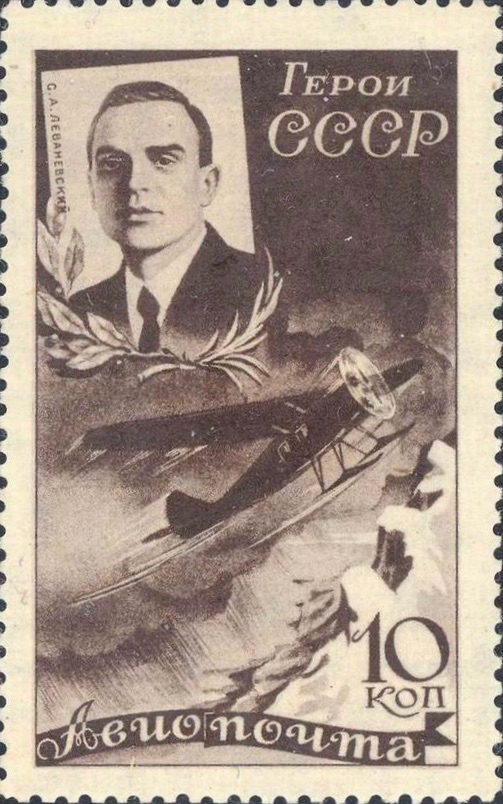
Сигизмунд Леваневский  (ЦФА [АО «Марка»] № 489), 1935 год.
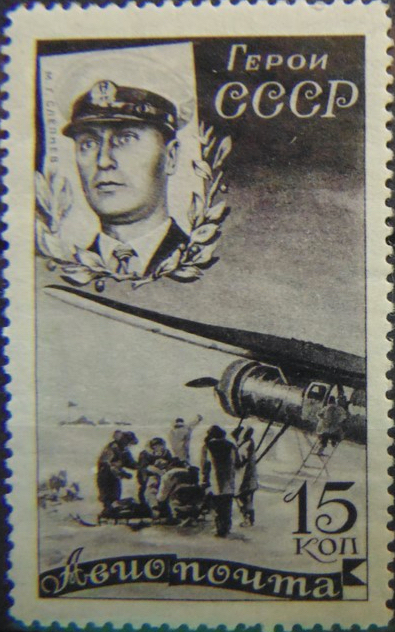
Маврикий Слепнёв  (ЦФА [АО «Марка»] № 490), 1935 год.
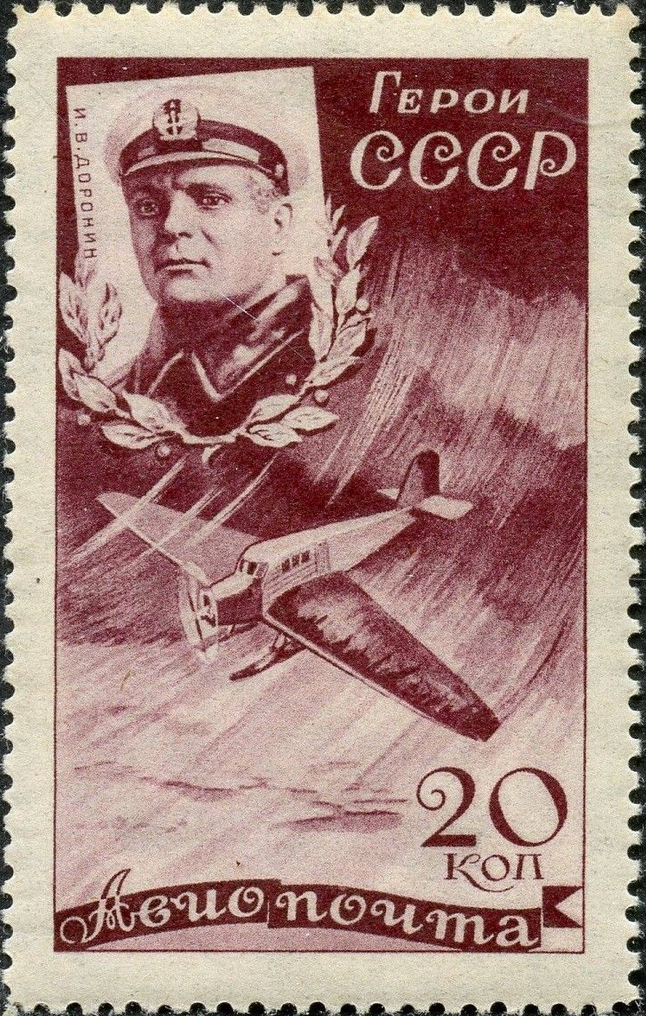
Иван Доронин  (ЦФА [АО «Марка»] № 491), 1935 год.
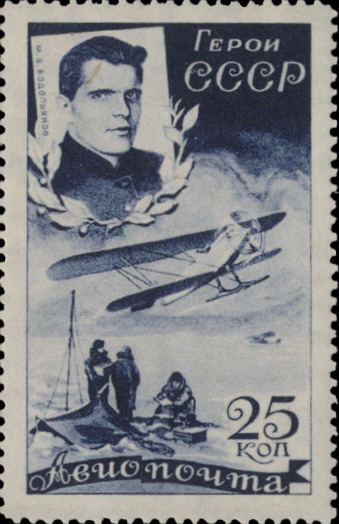
Михаил Водопьянов  (ЦФА [АО «Марка»] № 492), 1935 год.
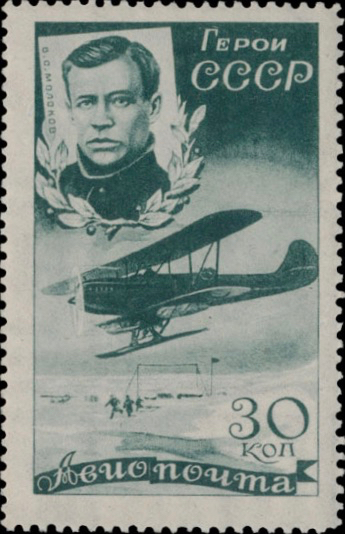
Василий Молоков  (ЦФА [АО «Марка»] № 493), 1935 год.
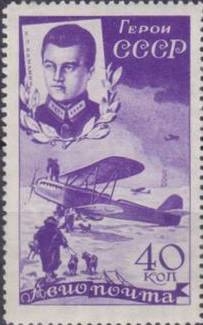
Николай Каманин  (ЦФА [АО «Марка»] № 494), 1935 год.
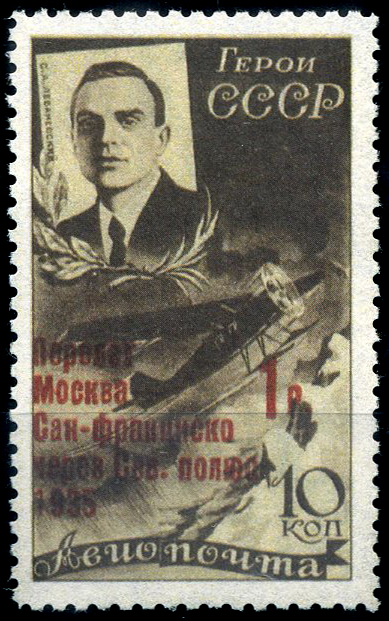
Сигизмунд Леваневский[2]  (ЦФА [АО «Марка»] № 514), 1935 год.
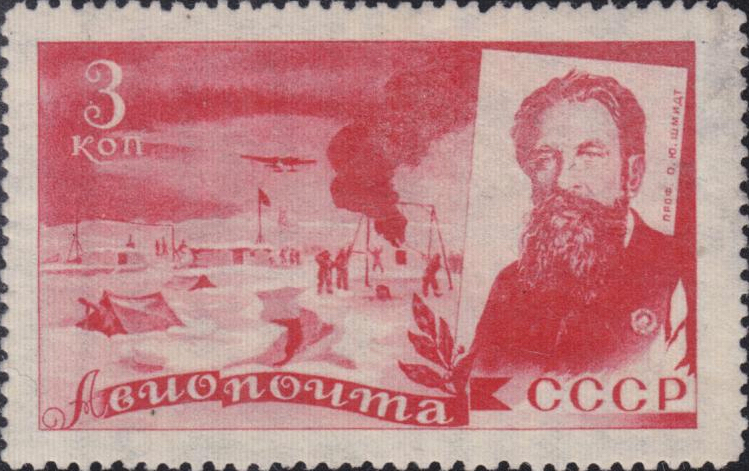
Отто Шмидт  (ЦФА [АО «Марка»] № 487), 1935 год.
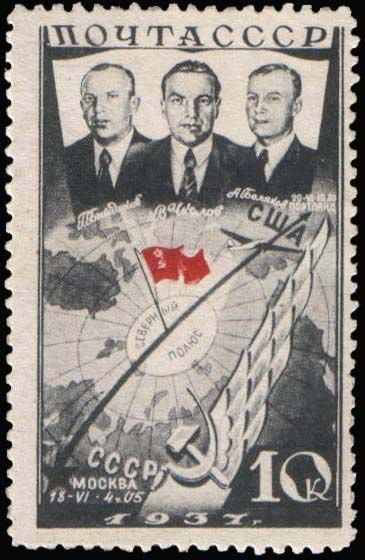
Георгий Байдуков, Александр Беляков, Валерий Чкалов  (ЦФА [АО «Марка»] № 595), 1938 год.
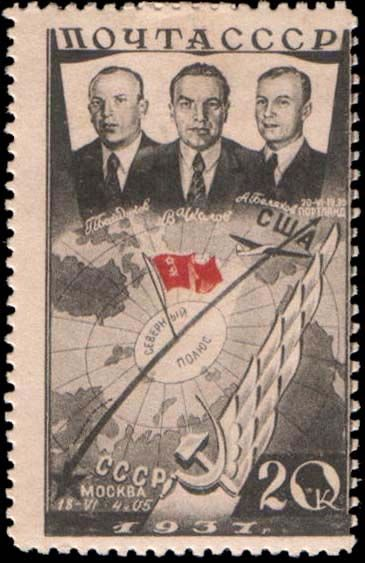
Георгий Байдуков, Александр Беляков, Валерий Чкалов  (ЦФА [АО «Марка»] № 596), 1938 год.
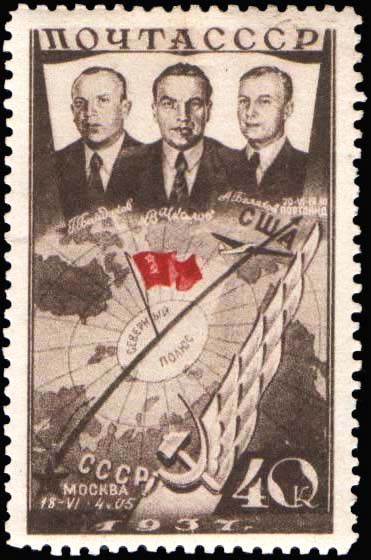
Георгий Байдуков, Александр Беляков, Валерий Чкалов  (ЦФА [АО «Марка»] № 597), 1938 год.
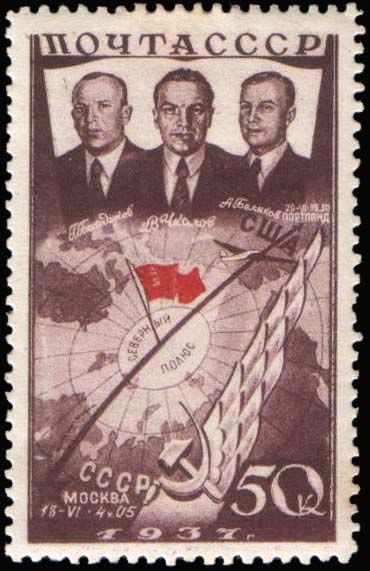
Георгий Байдуков, Александр Беляков, Валерий Чкалов  (ЦФА [АО «Марка»] № 598), 1938 год.
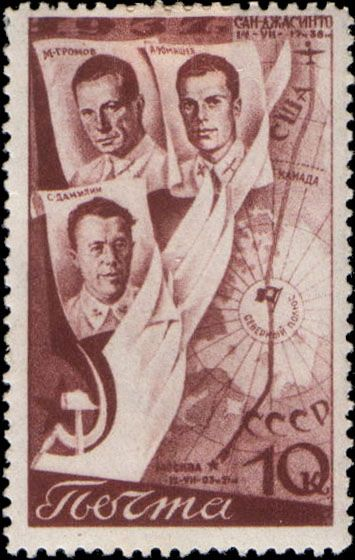
Сергей Данилин, Михаил Громов, Андрей Юмашев  (ЦФА [АО «Марка»] № 599), 1938 год.
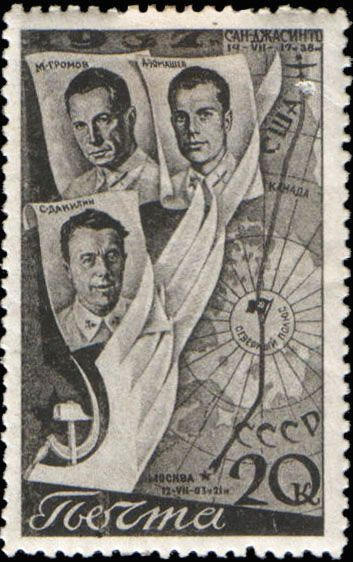
Сергей Данилин, Михаил Громов, Андрей Юмашев  (ЦФА [АО «Марка»] № 600), 1938 год.
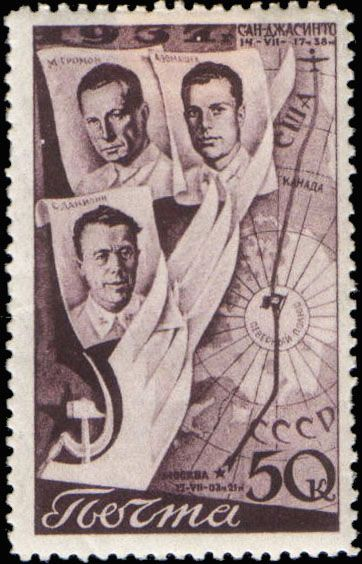
Сергей Данилин, Михаил Громов, Андрей Юмашев  (ЦФА [АО «Марка»] № 601), 1938 год.
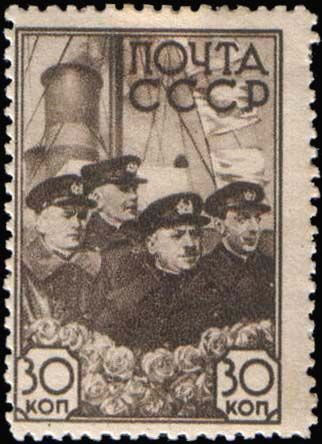
Герои-Папанинцы  (ЦФА [АО «Марка»] № 604), 1938 год.
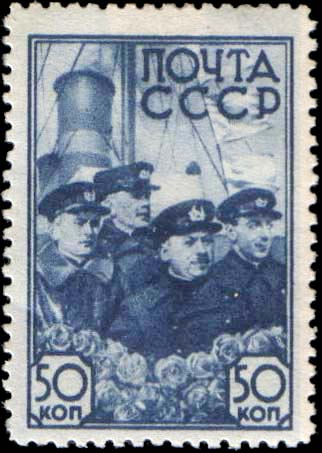
Герои-Папанинцы  (ЦФА [АО «Марка»] № 605), 1938 год.
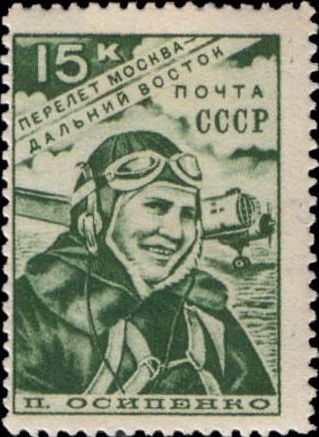
Полина Осипенко  (ЦФА [АО «Марка»] № 660), 1939 год.
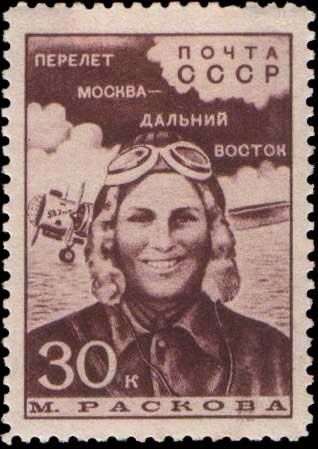
Марина Раскова  (ЦФА [АО «Марка»] № 661), 1939 год.
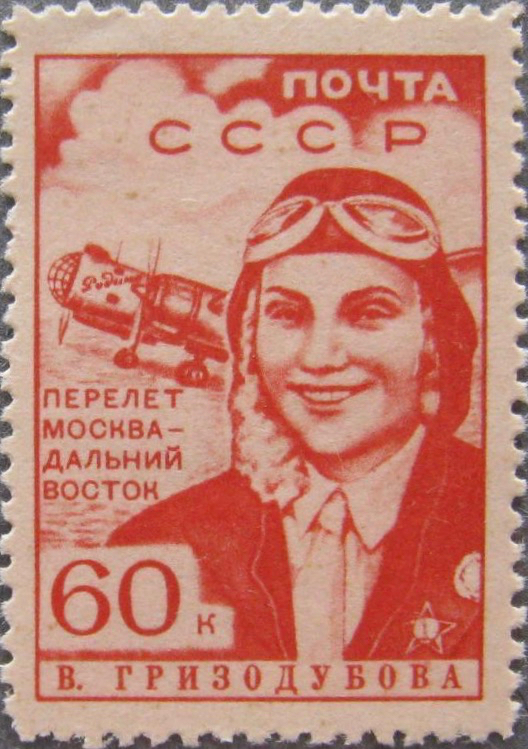
Валентина Гризодубова  (ЦФА [АО «Марка»] № 662), 1939 год.
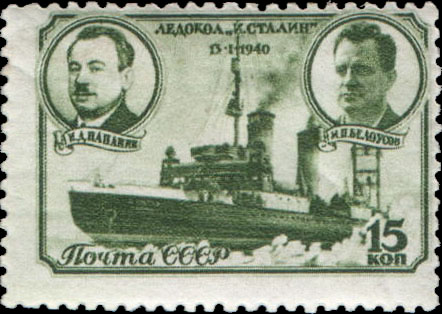
Михаил Белоусов, Иван Папанин  (ЦФА [АО «Марка»] № 729), 1940 год.
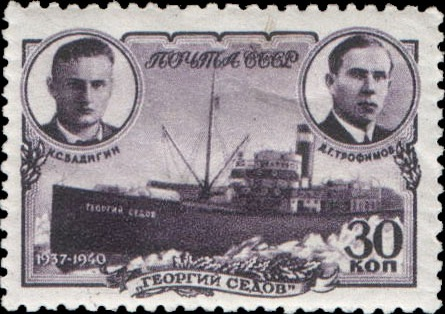
Константин Бадигин  (ЦФА [АО «Марка»] № 730), 1940 год.
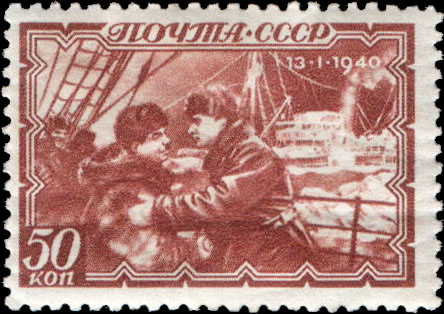
Встреча Константина Бадигина и Ивана Папанина  (ЦФА [АО «Марка»] № 731), 1940 год.
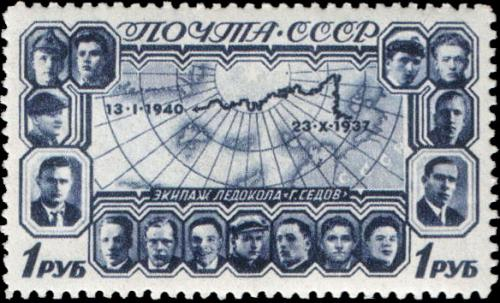
15 человек экипажа ледокола «Георгий Седов»  (ЦФА [АО «Марка»] № 732), 1940 год.

### Выпуски военного времени
Во время Великой Отечественной войны были изданы три серии почтовых марок СССР под общим названием «Герои Советского Союза, павшие в Великой Отечественной войне 1941—1945 гг.». Первый выпуск, появившийся в ноябре 1942 года, содержал две марки одинакового рисунка, но разного цвета и номинала, посвящённые подвигу Зои Космодемьянской. На марках второго выпуска, вышедших в апреле 1944 года, снова изображена Зоя Космодемьянская и участники подпольной организации «Молодая гвардия», среди которых Ульяна Громова и Любовь Шевцова. Одна из марок третьего выпуска (октябрь 1944 года) посвящена снайперам Марии Поливановой и Наташе Ковшовой.

Герои Советского Союза на почтовых марках СССР военных лет
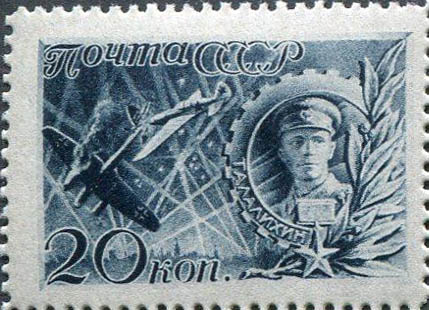
Виктор Талалихин  (ЦФА [АО «Марка»] № 823), 1942 год.
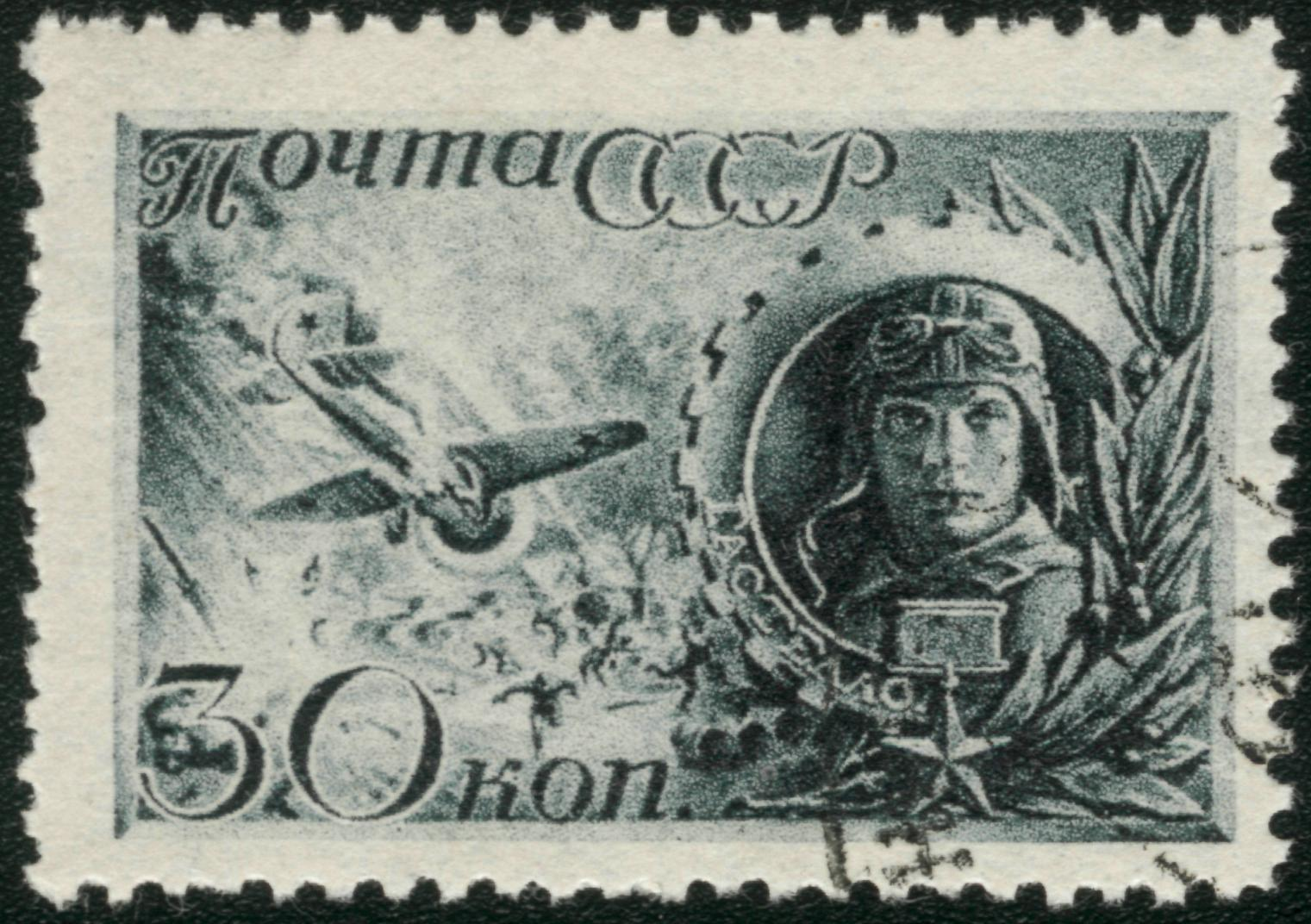
Николай Гастелло  (ЦФА [АО «Марка»] № 824), 1942 год.
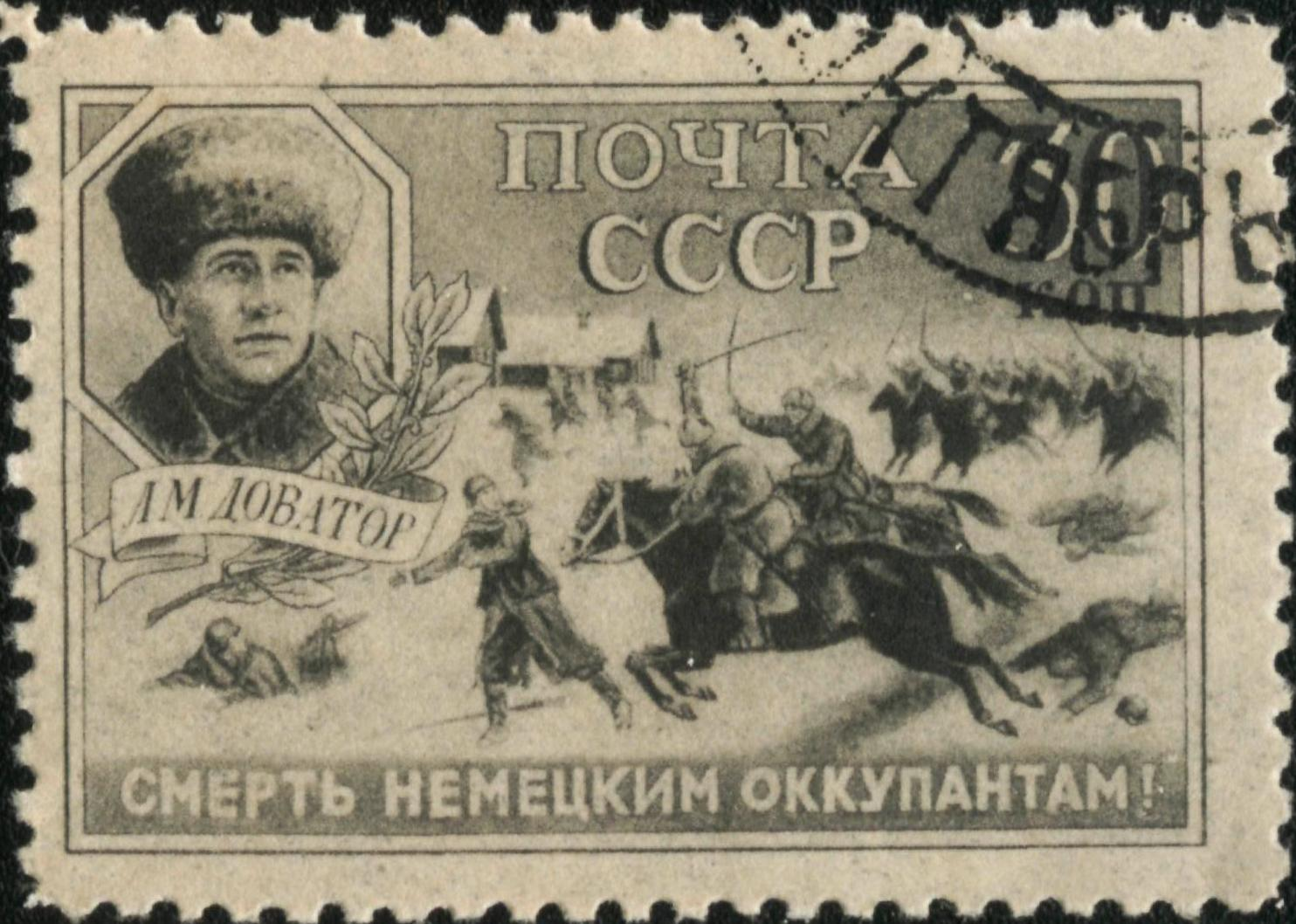
Лев Доватор  (ЦФА [АО «Марка»] № 825), 1942 год.
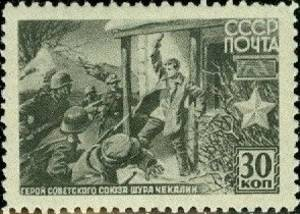
Александр Чекалин  (ЦФА [АО «Марка»] № 826), 1942 год.
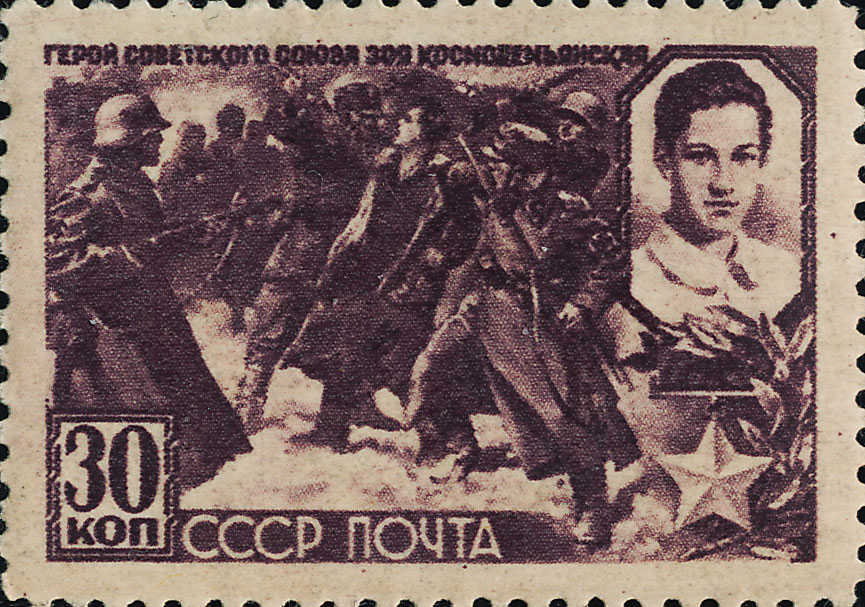
Зоя Космодемьянская  (ЦФА [АО «Марка»] № 827), 1942 год.
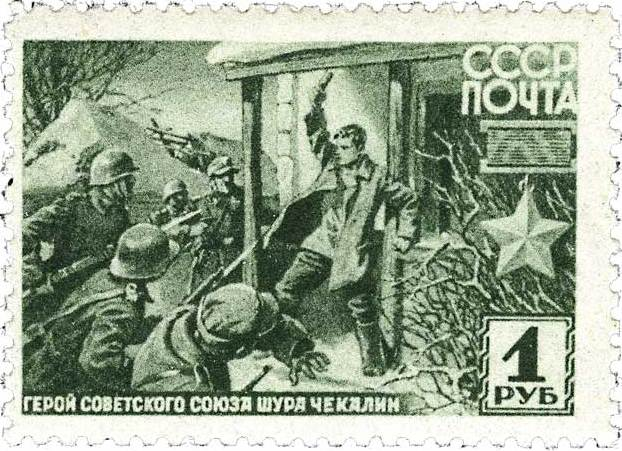
Александр Чекалин  (ЦФА [АО «Марка»] № 828), 1942 год.
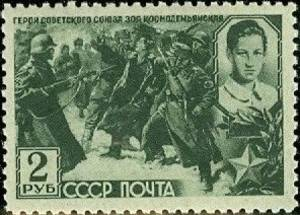
Зоя Космодемьянская  (ЦФА [АО «Марка»] № 829), 1942 год.
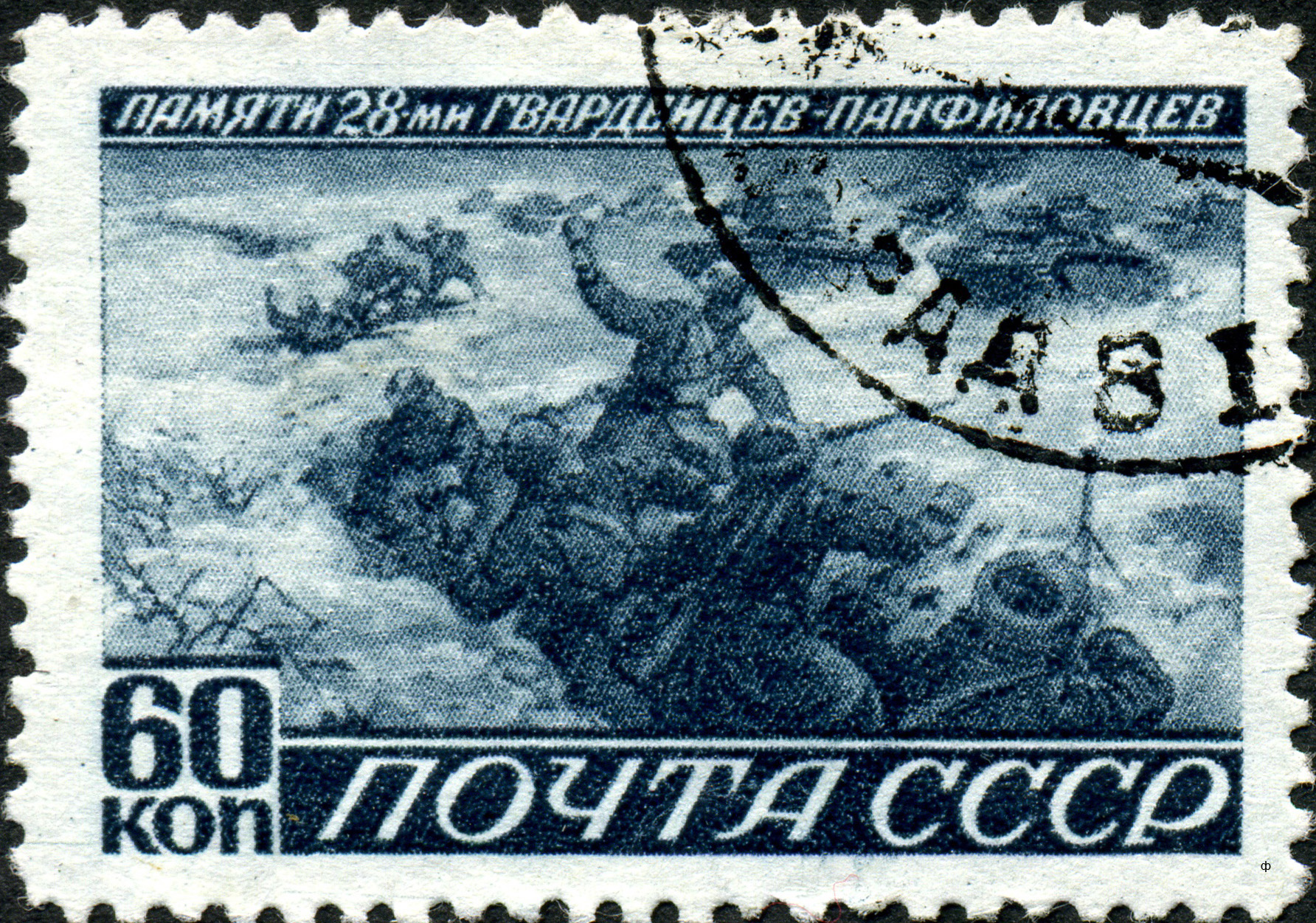
Подвиг героев-панфиловцев  (ЦФА [АО «Марка»] № 844), 1943 год.
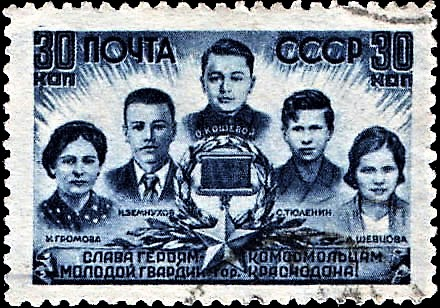
Герои-молодогвардейцы  (ЦФА [АО «Марка»] № 887), 1944 год.
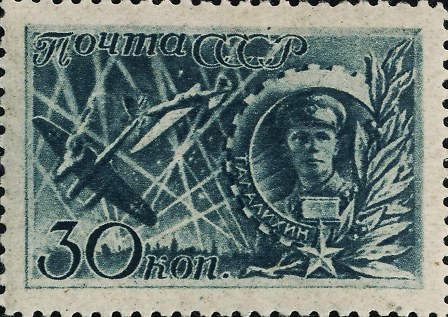
Виктор Талалихин  (ЦФА [АО «Марка»] № 888), 1944 год.
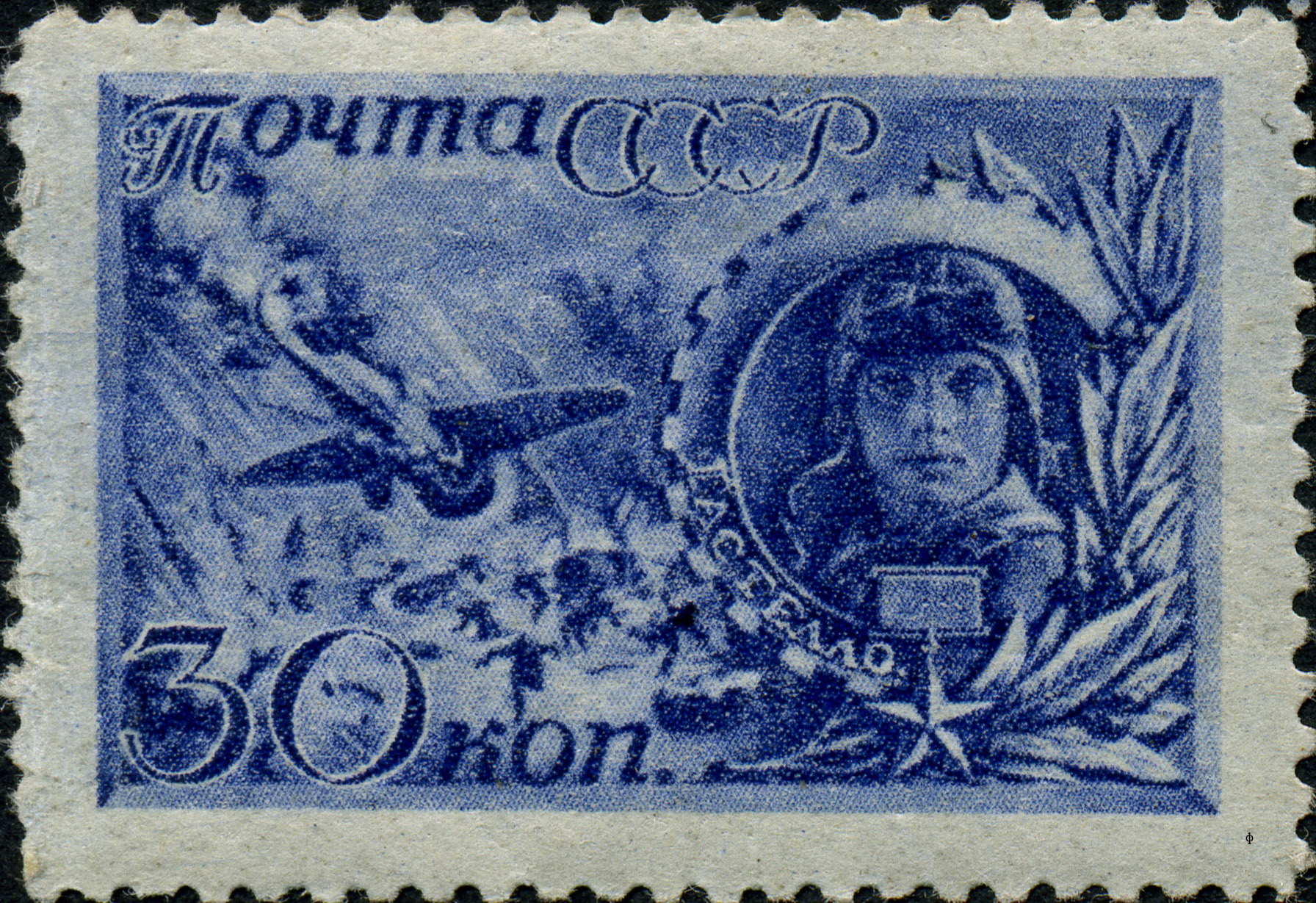
Николай Гастелло  (ЦФА [АО «Марка»] № 889), 1944 год.
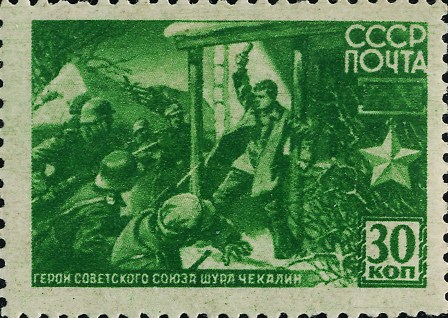
Александр Чекалин  (ЦФА [АО «Марка»] № 890), 1944 год.
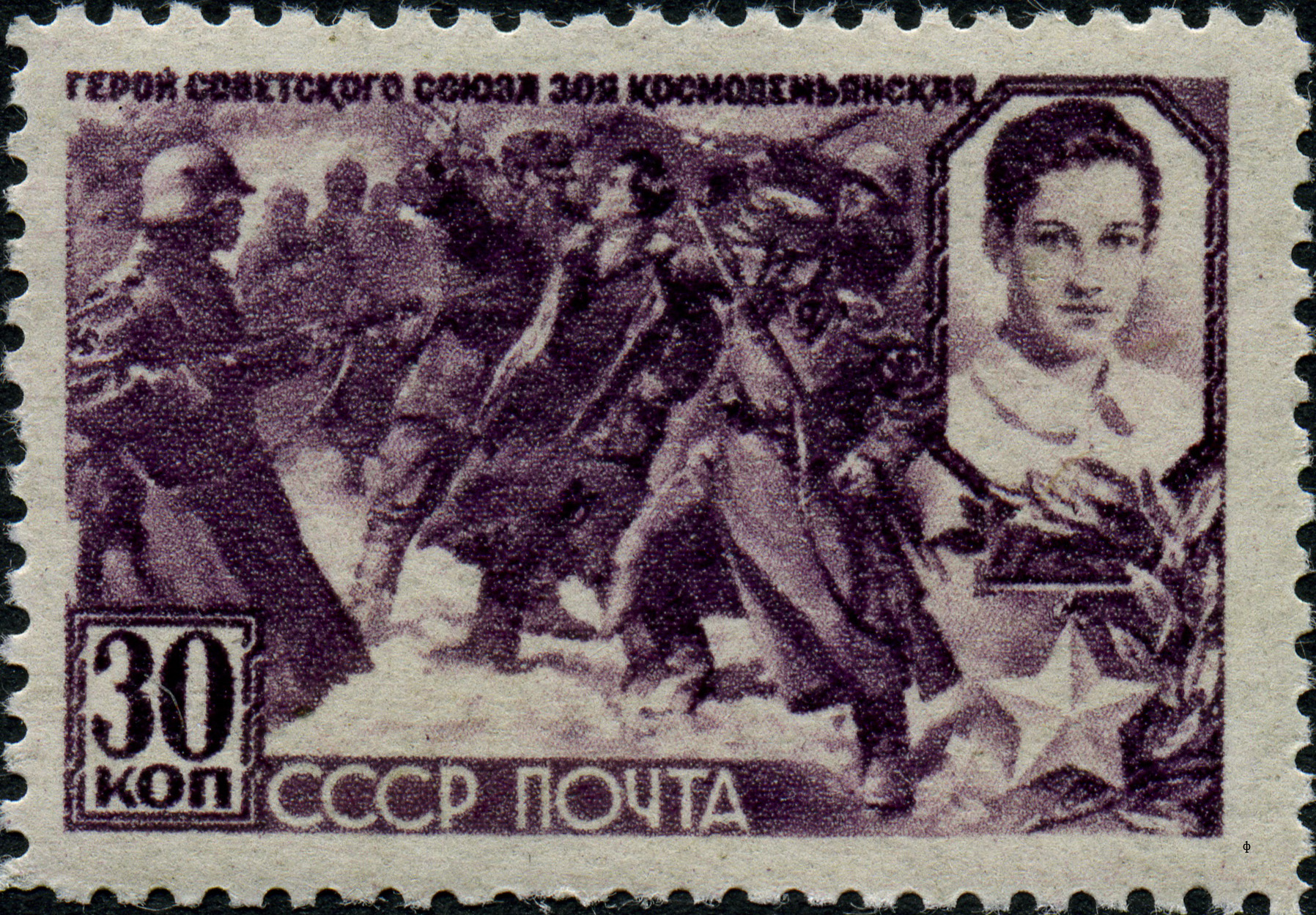
Зоя Космодемьянская  (ЦФА [АО «Марка»] № 891), 1944 год.
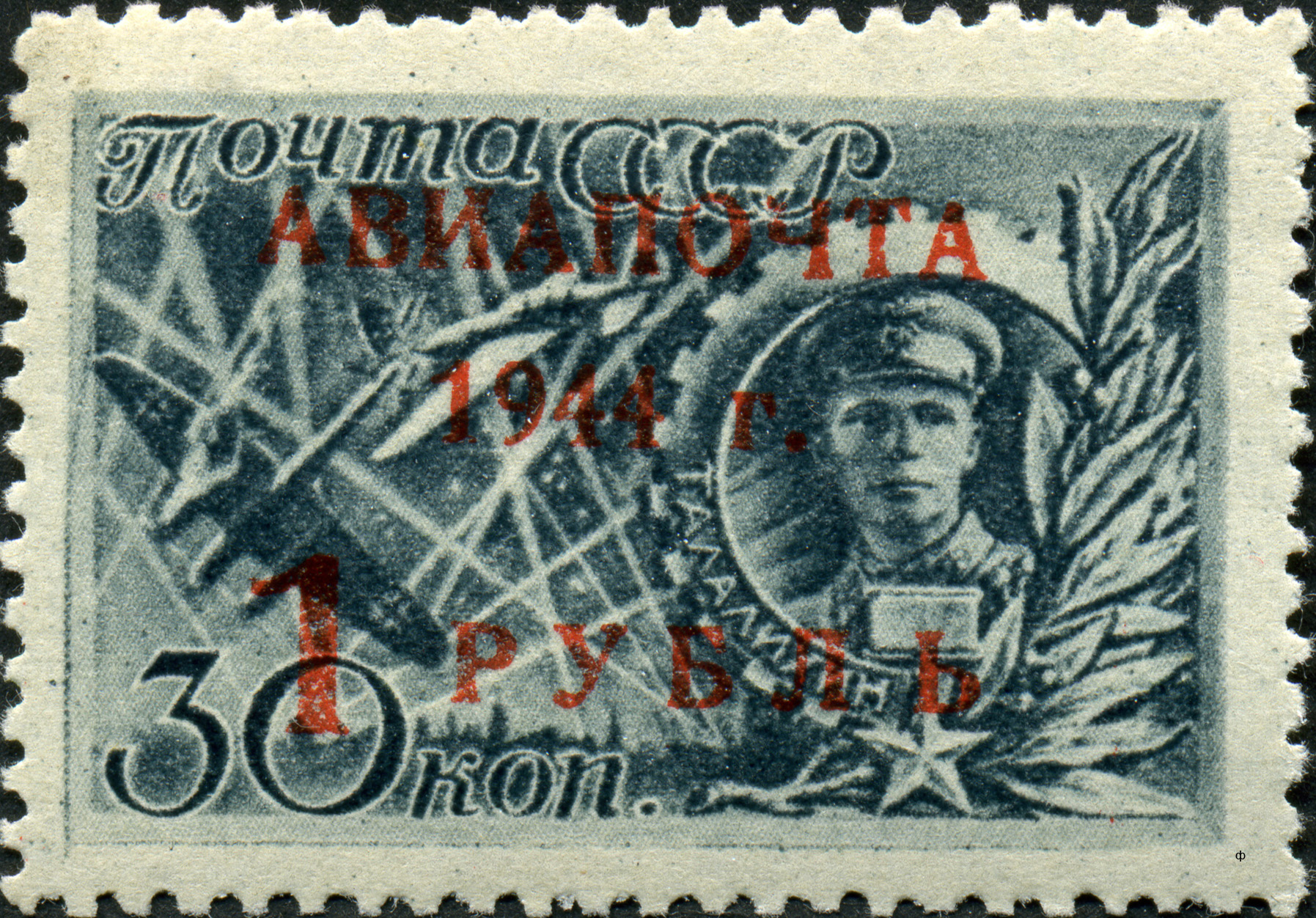
Виктор Талалихин  (ЦФА [АО «Марка»] № 892), 1944 год.
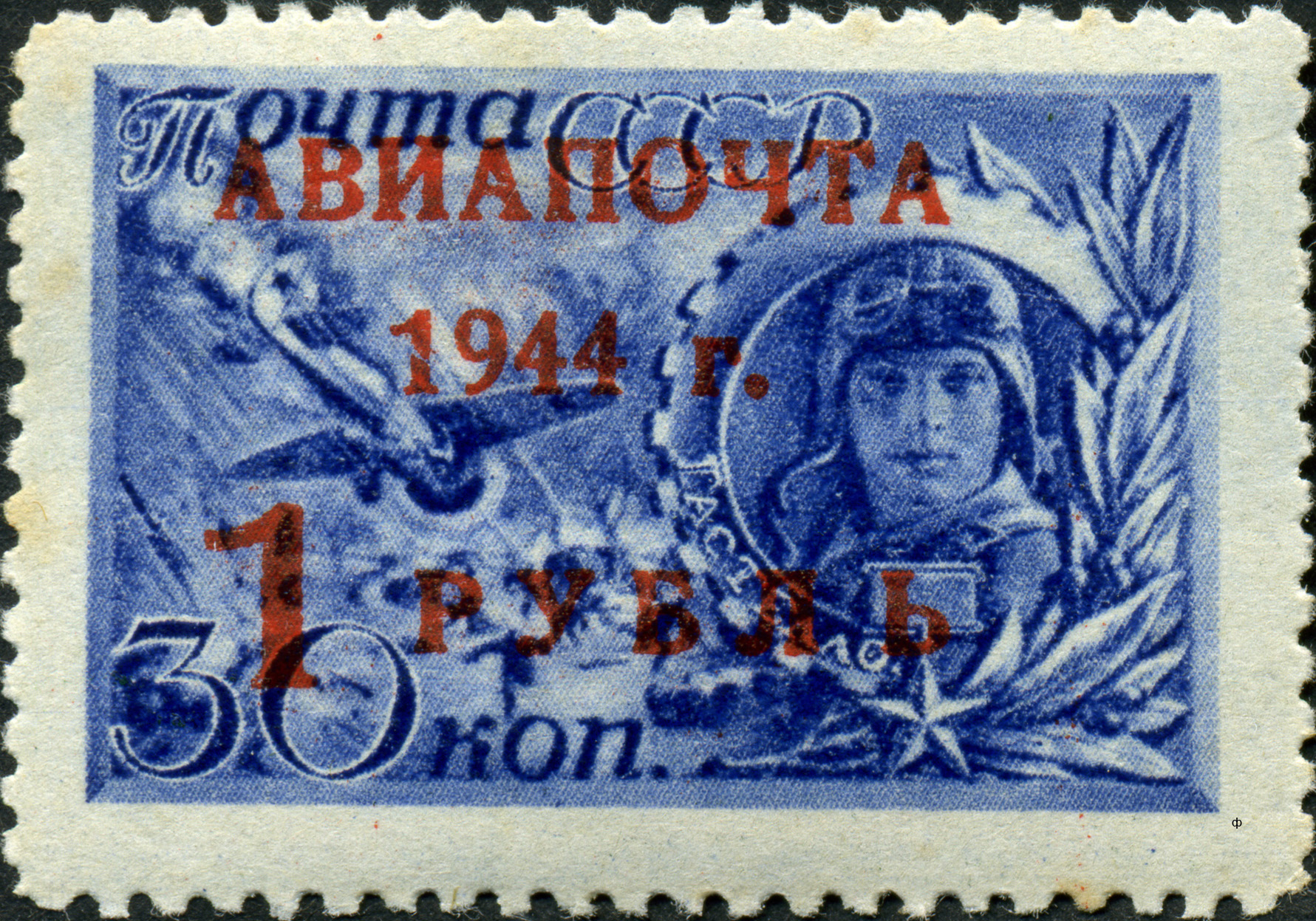
Николай Гастелло  (ЦФА [АО «Марка»] № 893), 1944 год.
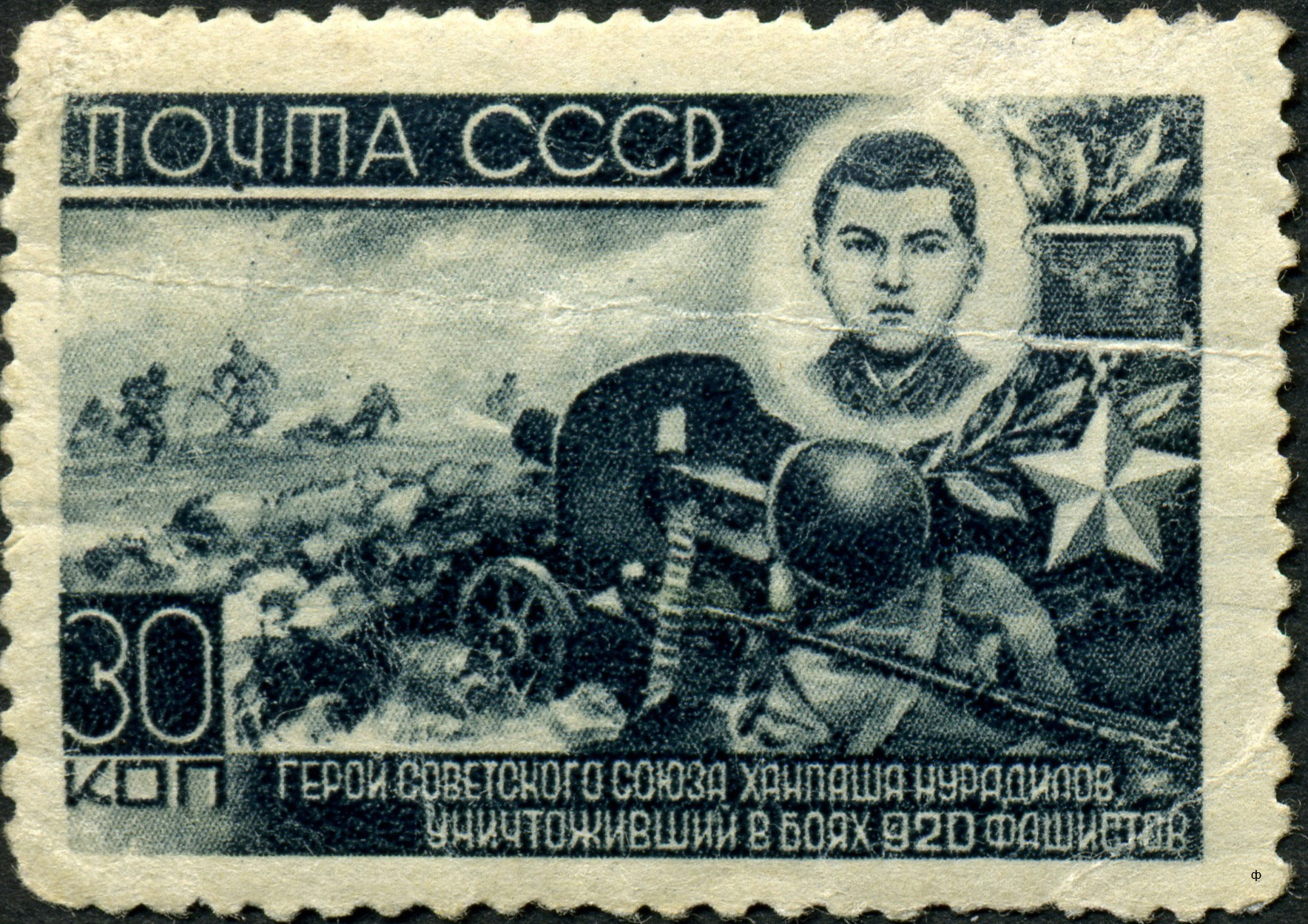
Гвардии сержант Ханпаша Нурадилов  (ЦФА [АО «Марка»] № 923), 1944 год.
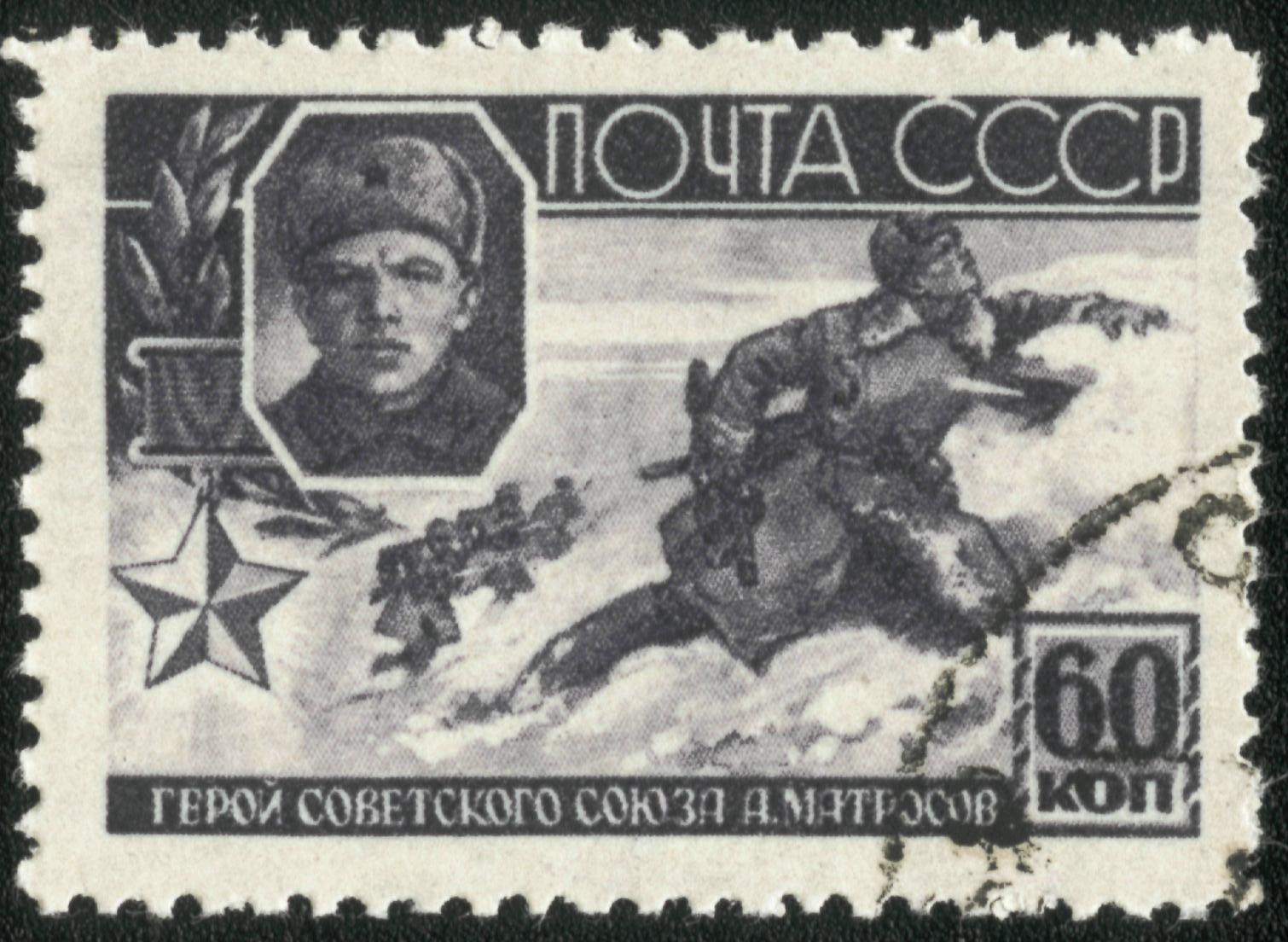
Гвардии рядовой Александр Матросов  (ЦФА [АО «Марка»] № 924), 1944 год.
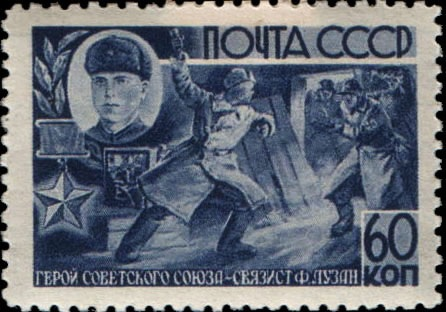
Ефрейтор Фёдор Лузан
 (ЦФА [АО «Марка»] № 925), 1944 год.
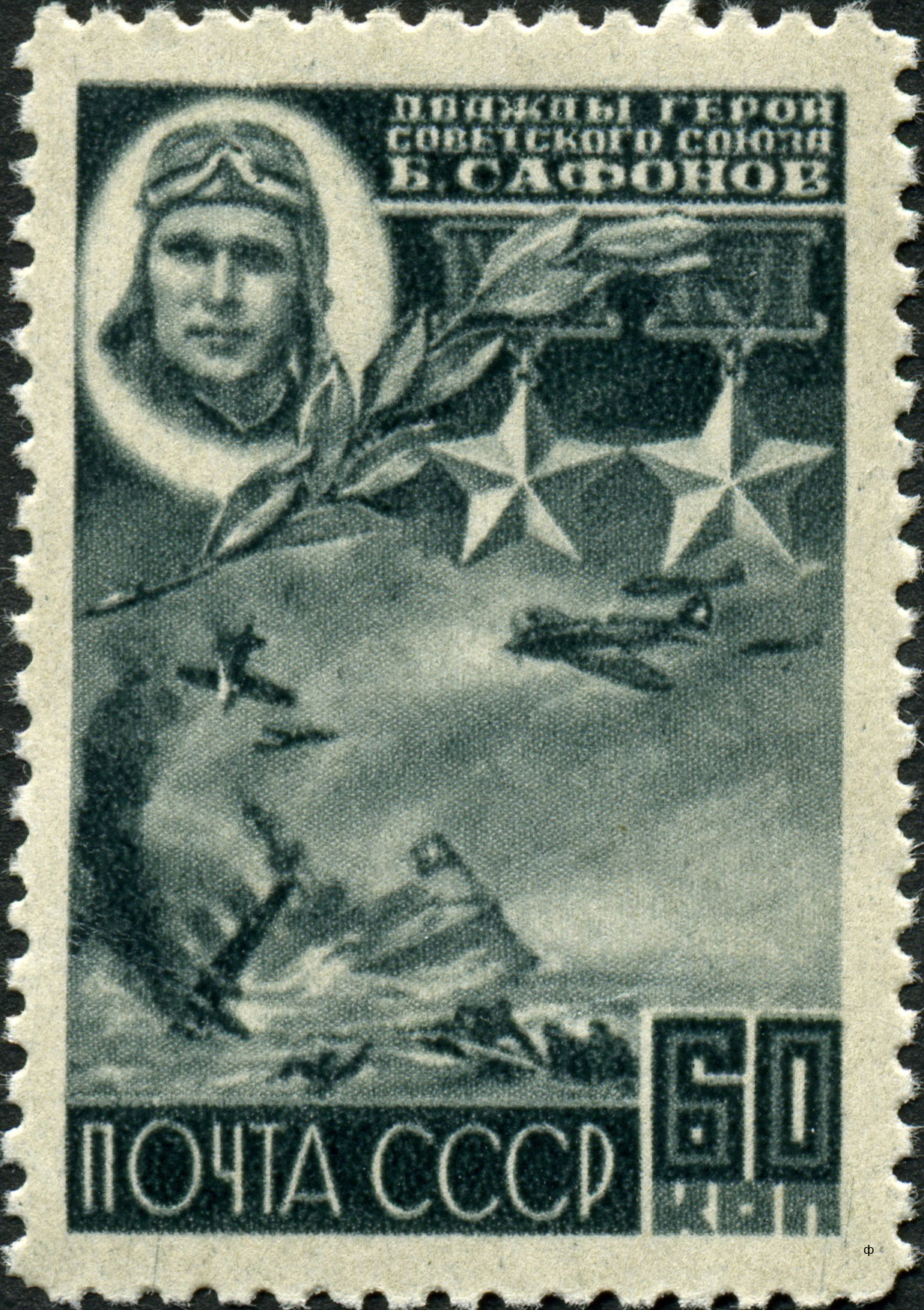
Подполковник Борис Сафонов  (ЦФА [АО «Марка»] № 926), 1944 год.
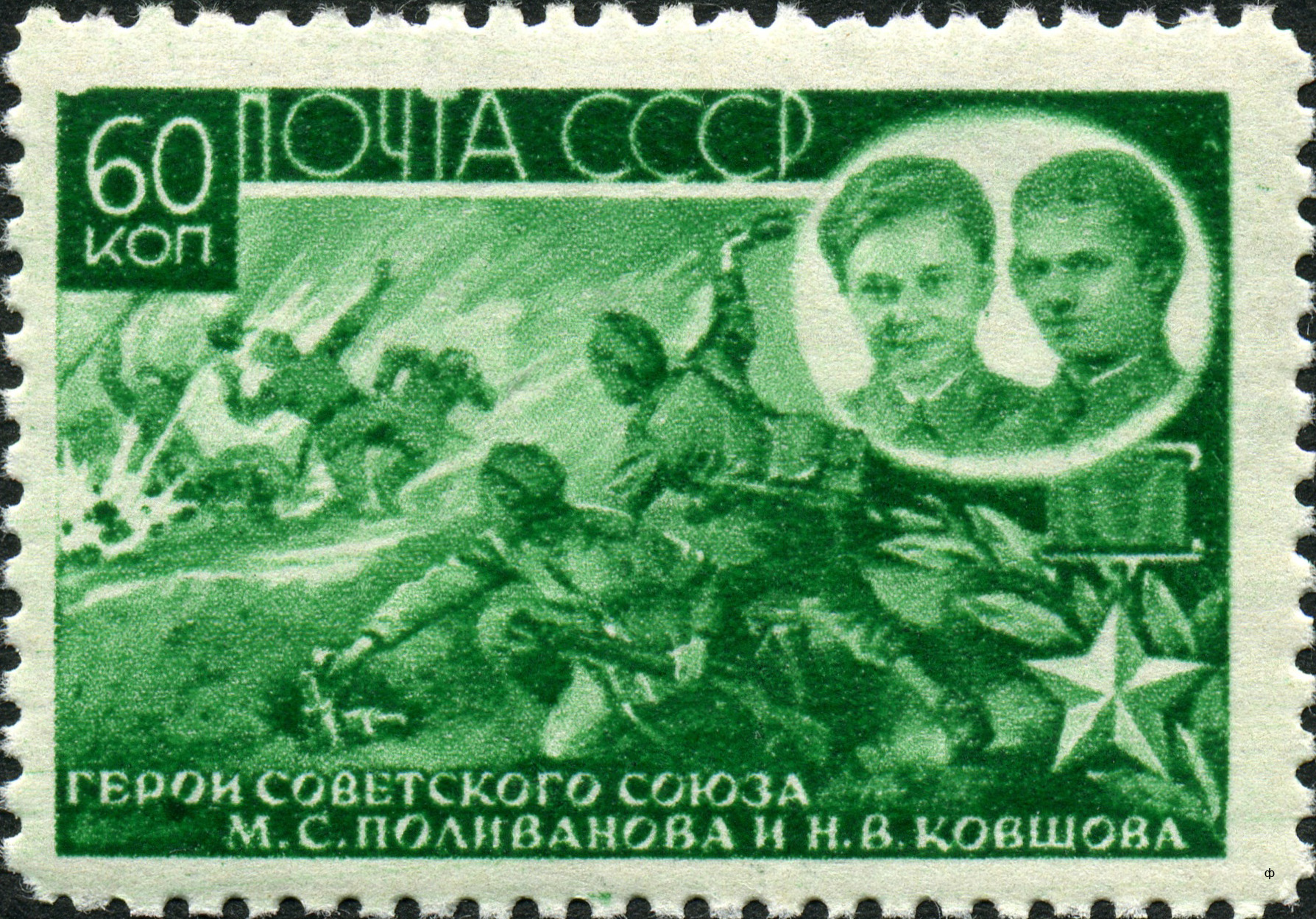
Снайперы Мария Поливанова и Наталья Ковшова  (ЦФА [АО «Марка»] № 927), 1944 год.

### Послевоенные выпуски
В послевоенный период в Советском Союзе выходили как отдельные марки в честь героев, так и целые серии. На них были запечатлены некоторые довоенные Герои Советского Союза, удостоенные этого звания военные и политические деятели, участвовавшие в Великой Отечественной войне на фронтах или во главе советского правительства (Сталин), а начиная с 1961 года к их числу добавились герои-космонавты.

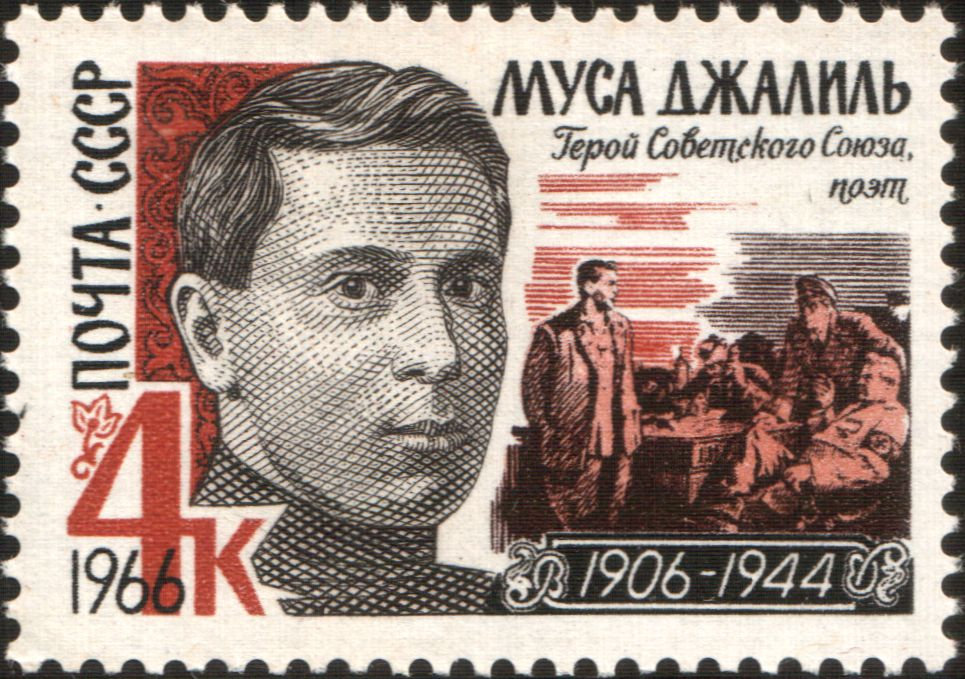
Муса Джалиль
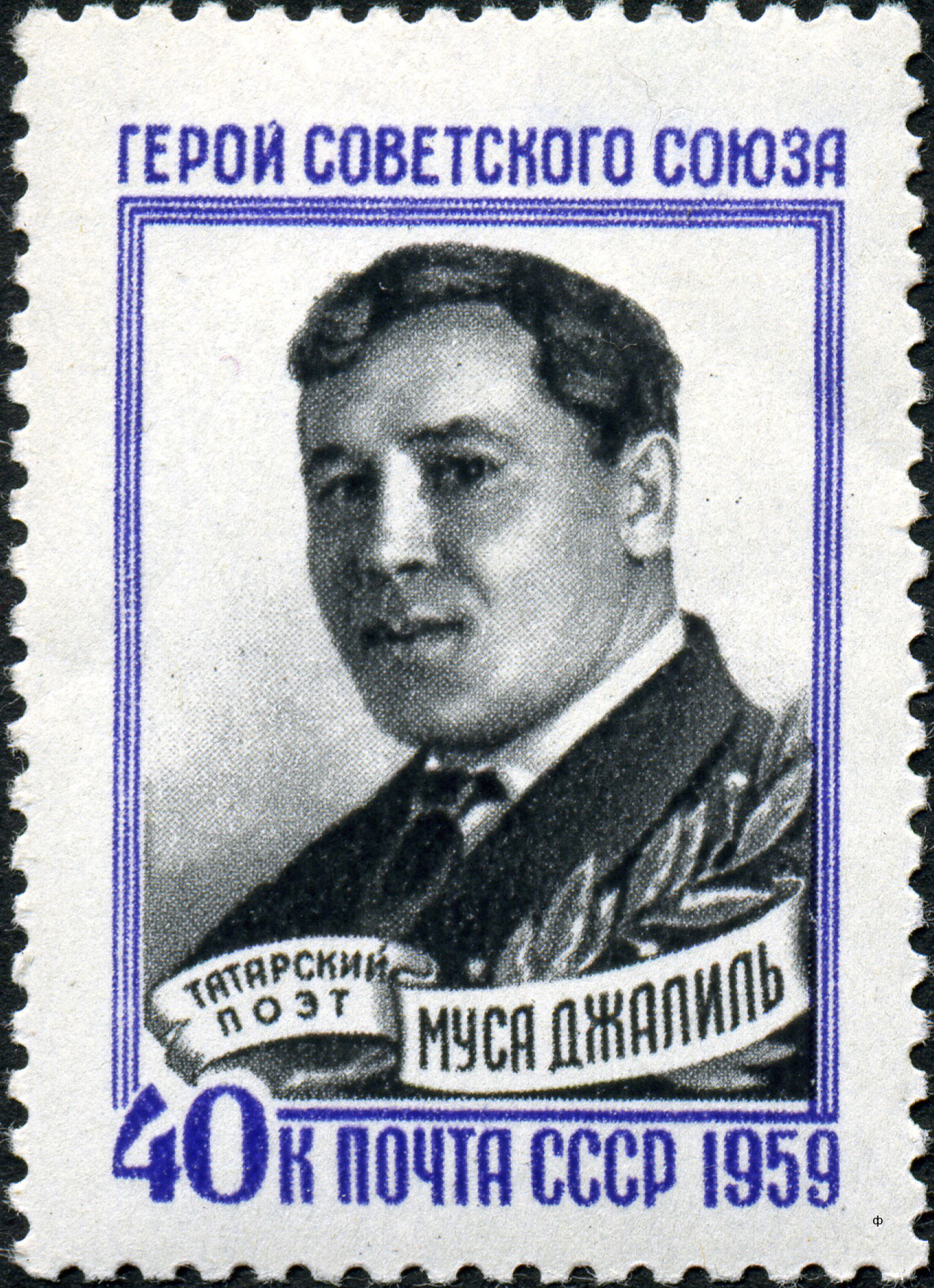
Муса Джалиль
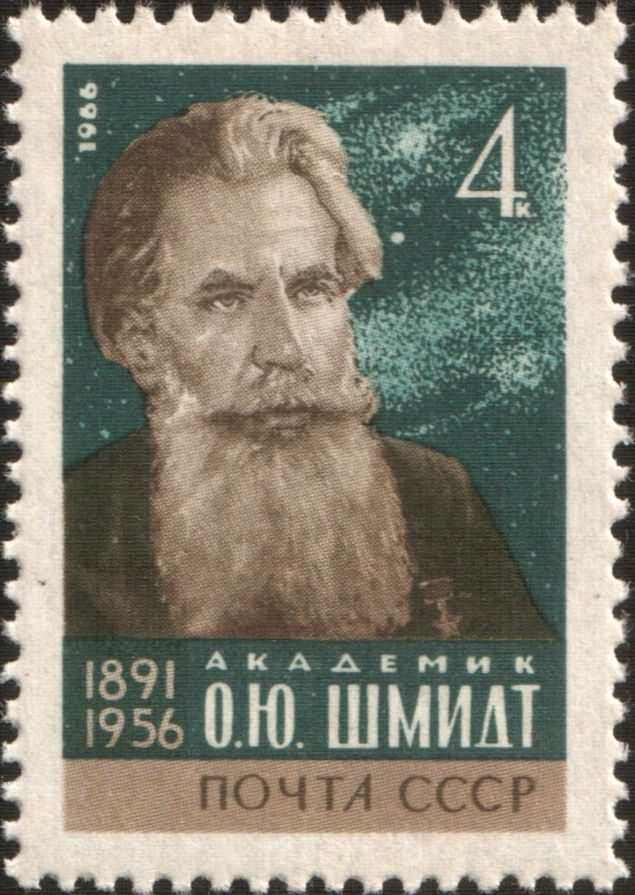
Отто Шмидт
Леонид Брежнев
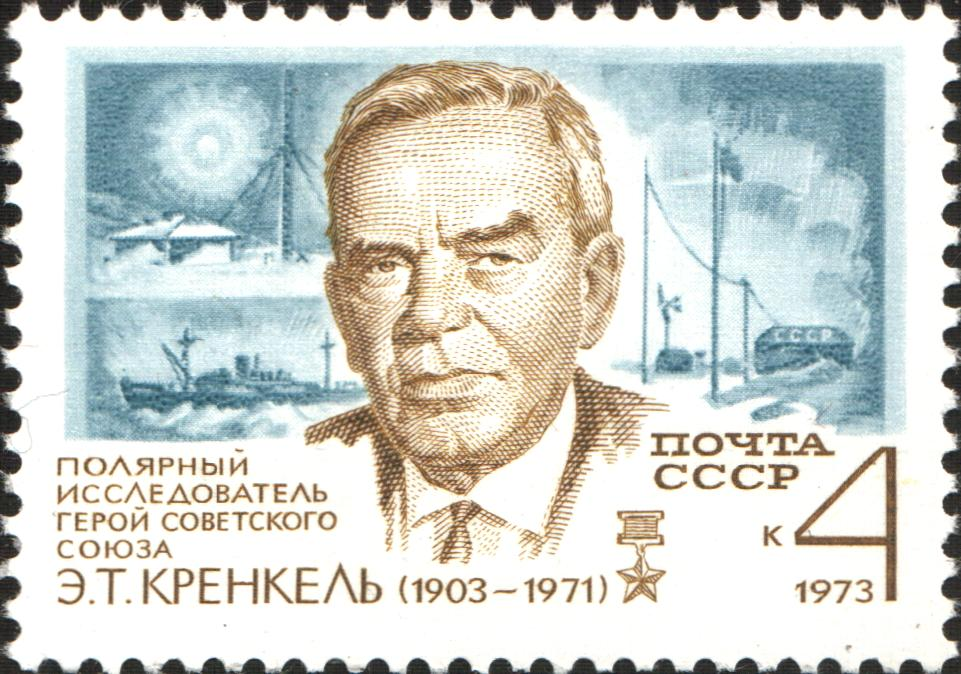
Эрнст Кренкель
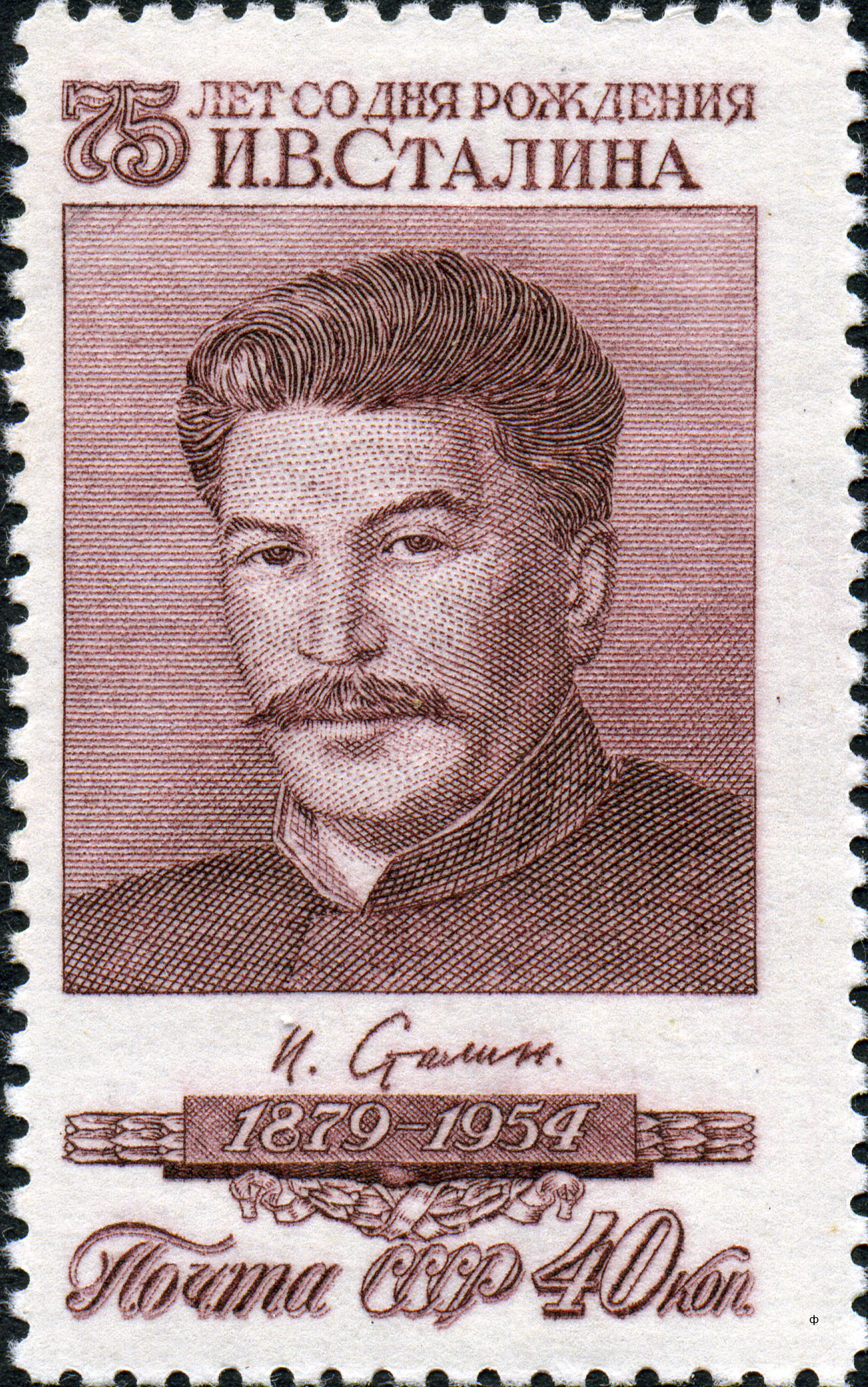
Иосиф Сталин
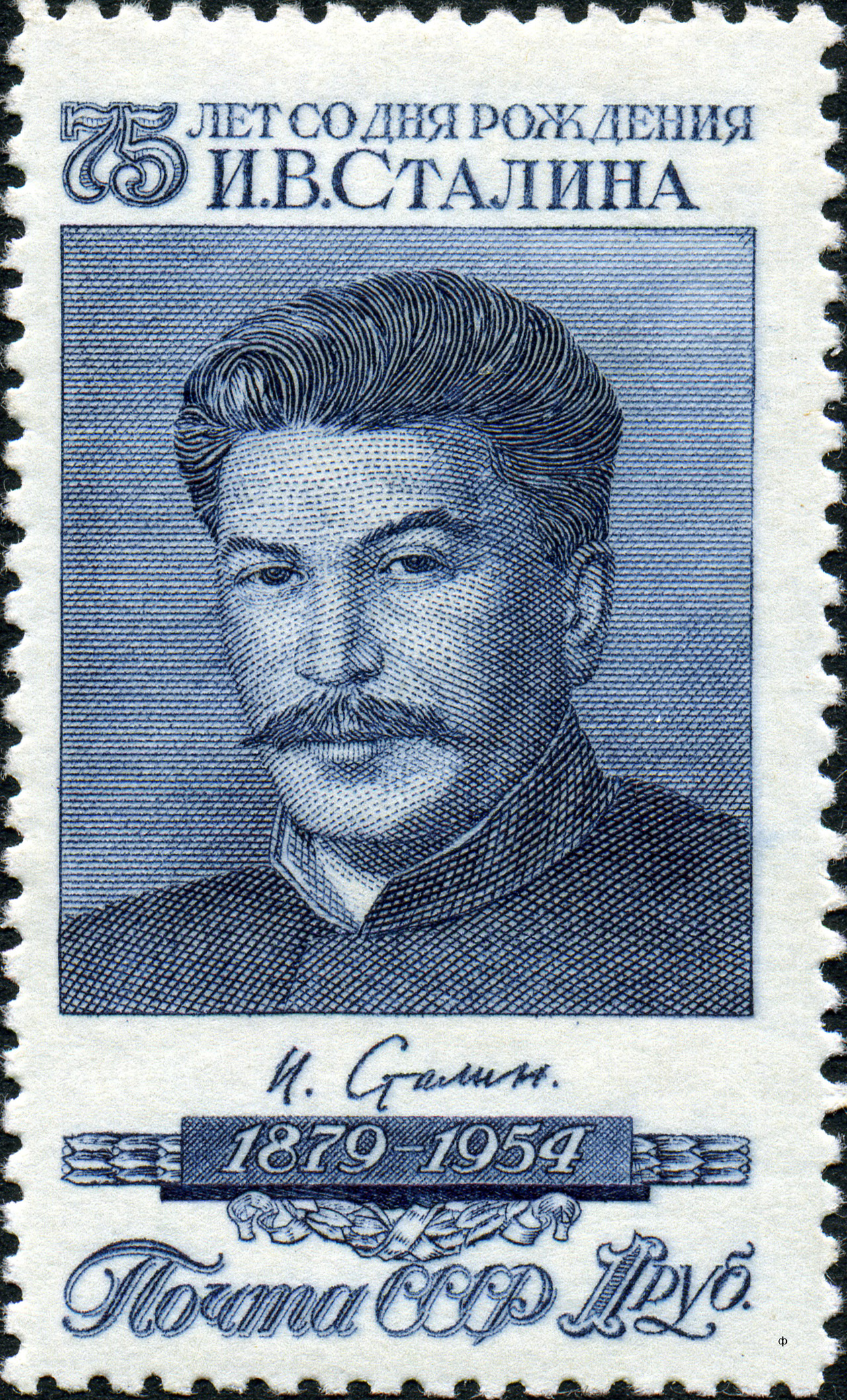
Иосиф Сталин

#### «Зачислены навечно в списки части»
В феврале 1960 года в СССР начался выпуск почтовых марок большой серии под названием «Герои Великой Отечественной войны, зачисленные навечно в списки воинских частей». Для марок этой серии, выходившей на протяжении ряда лет, характерна надпись «Зачислен навечно в списки части». Во времена СССР зачисление героев в списки воинских частей производилось приказами министра обороны СССР в знак признания совершения особо выдающегося подвига. На многих марках этой серии изображены Герои Советского Союза. В 1960 году вышли две марки, посвящённые Герою Советского Союза лётчику-истребителю Т. М. Фрунзе и дважды Герою Советского Союза генералу армии И. Д. Черняховскому. В 1961 году появилась марка в память о подвиге Героя Советского Союза сержанта В. П. Мирошниченко, ценой собственной жизни взорвавшего мост через реку Снопоть. В феврале 1962 года были изданы ещё две марки, запечатлевшие подвиг Героя Советского Союза танкиста гвардии лейтенанта В. С. Шаландина и подводника капитана 2-го ранга М. И. Гаджиева. Автором рисунков всех этих марок был художник Л. Голованов.
Ряд марок серии, посвящённых памяти А. М. Матросова (1963), У. М. Аветисяна (1963), матроса И. М. Сивко, дважды Героя Советского Союза генерал-майора авиации И. С. Полбина, дважды Героя Советского Союза генерал-лейтенанта авиации Г. П. Кравченко, старшины Н. Я. Ильина, гвардии рядового А. Е. Угловского, танкиста гвардии старшего лейтенанта А. А. Космодемьянского (1969), выполнил художник-график В. Завьялов.
Несколько почтовых марок серии выпущены по рисункам художника В. Пименова.

#### «Герои Великой Отечественной войны»
«Герои Великой Отечественной войны 1941—1945 гг.» — ещё одна серия почтовых марок, выходившая в советское время и увековечивавшая Героев Советского Союза.

Герои Советского Союза, изображённые на почтовых марках СССР
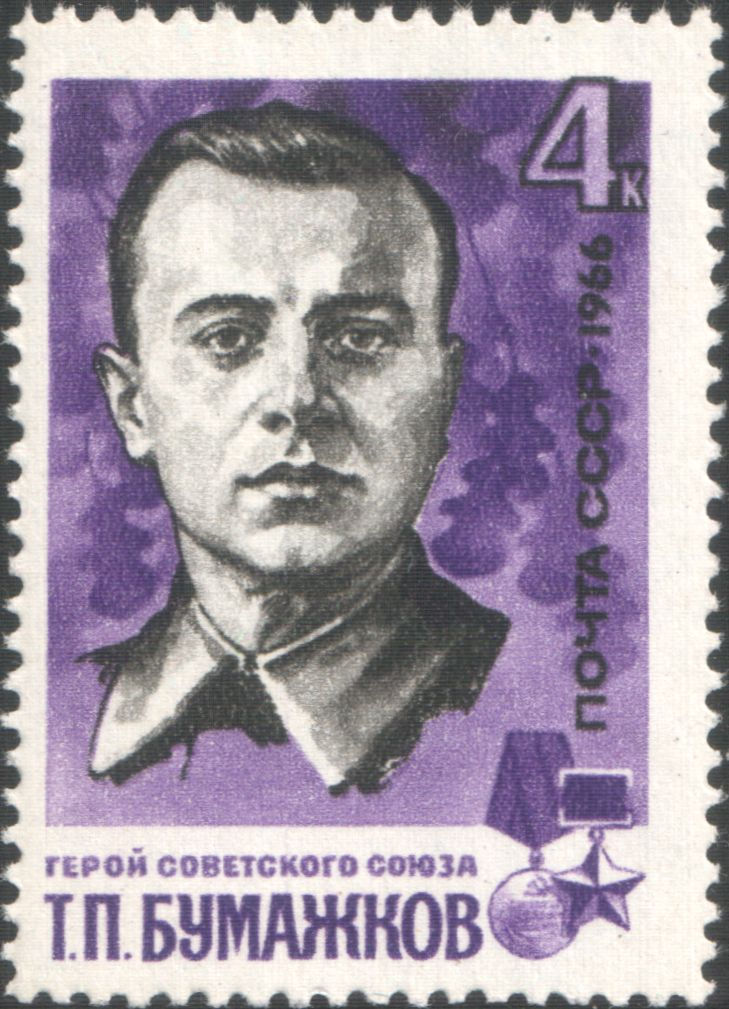
Тихон Бумажков
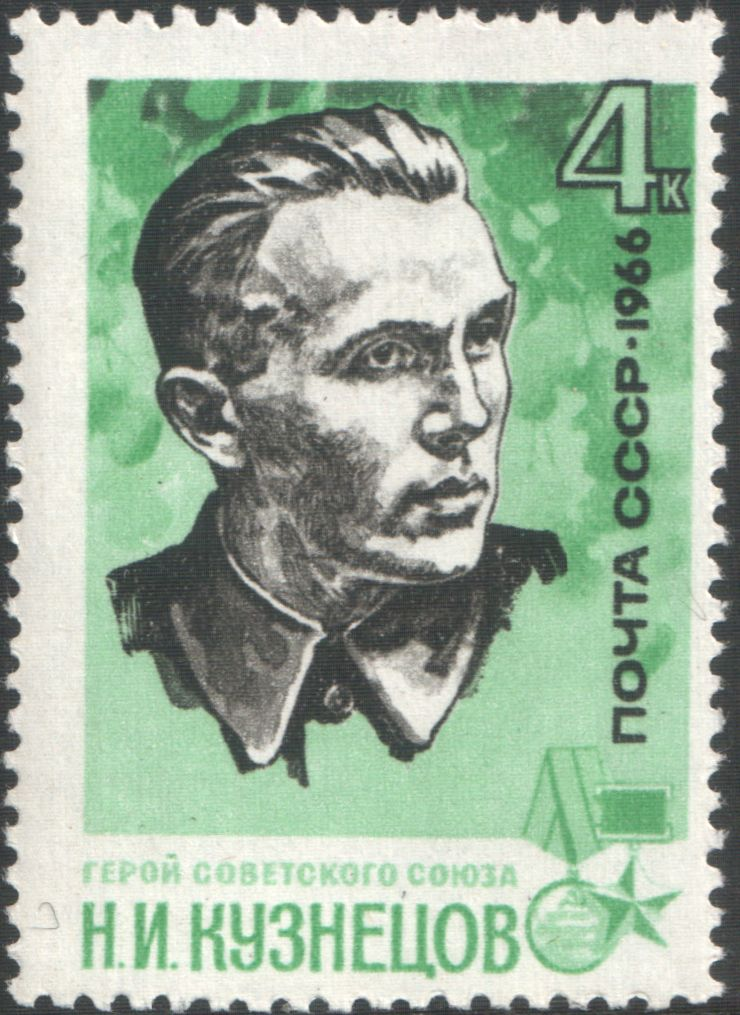
Николай Кузнецов
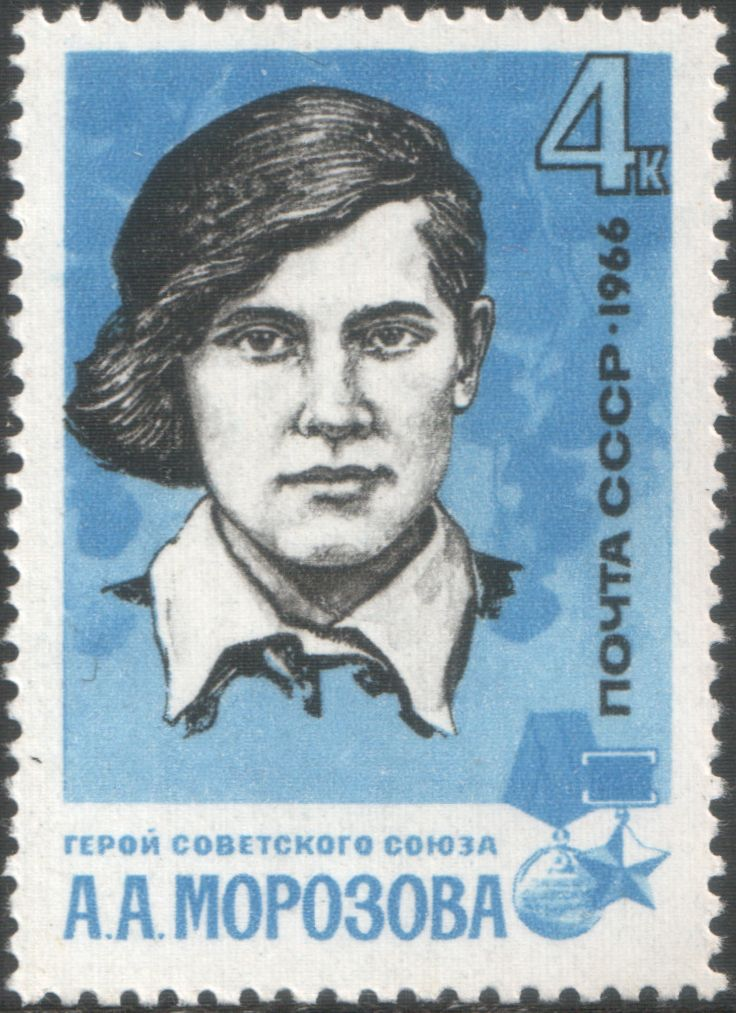
Анна Морозова
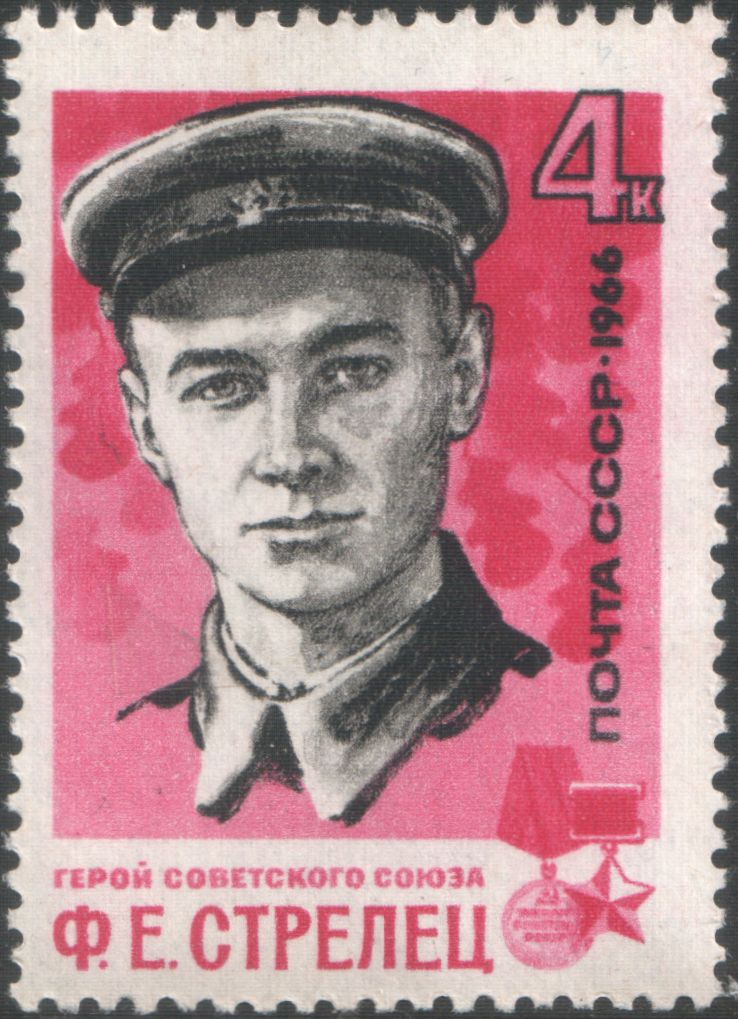
Филипп Стрелец
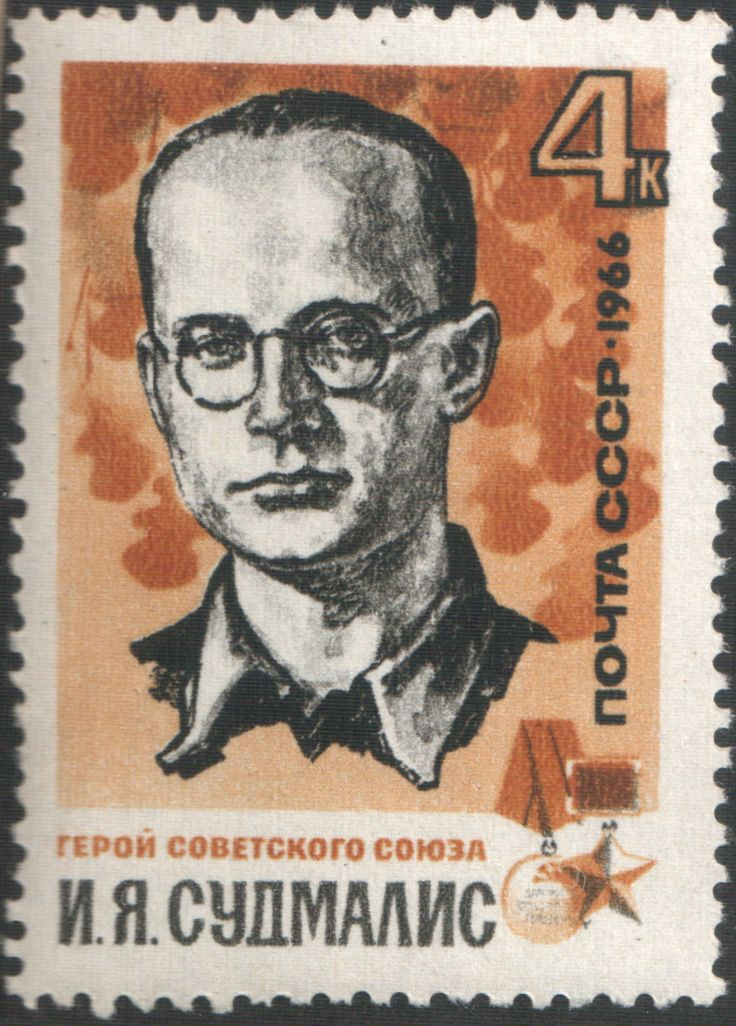
Имант Судмалис
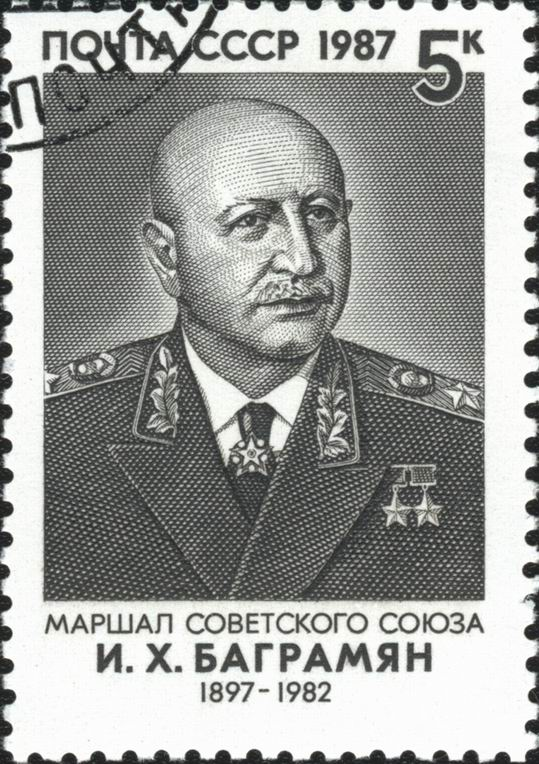
Иван Баграмян
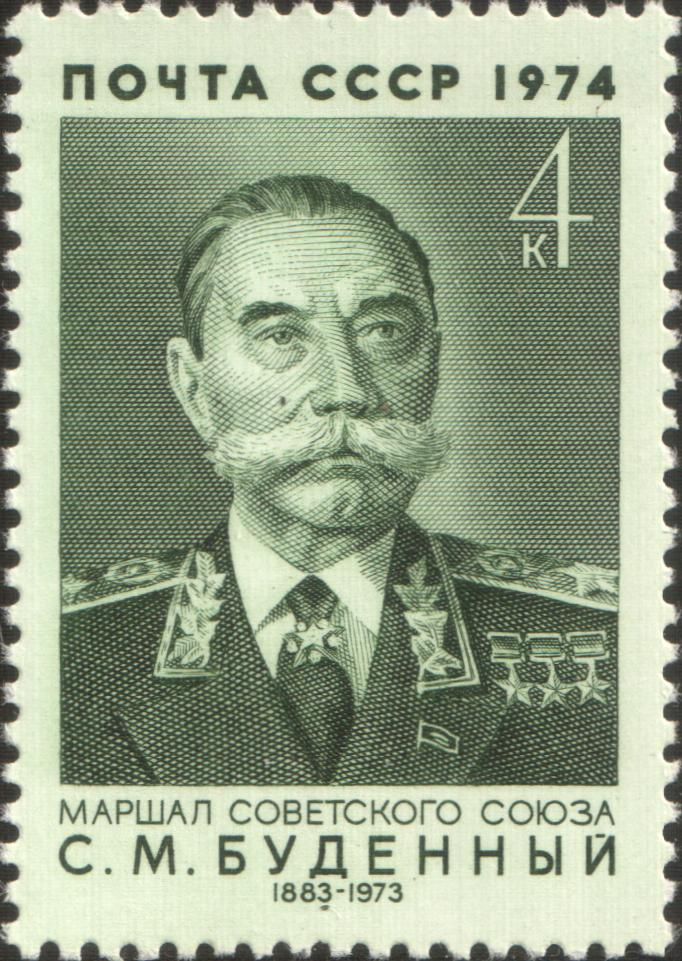
Семён Будённый
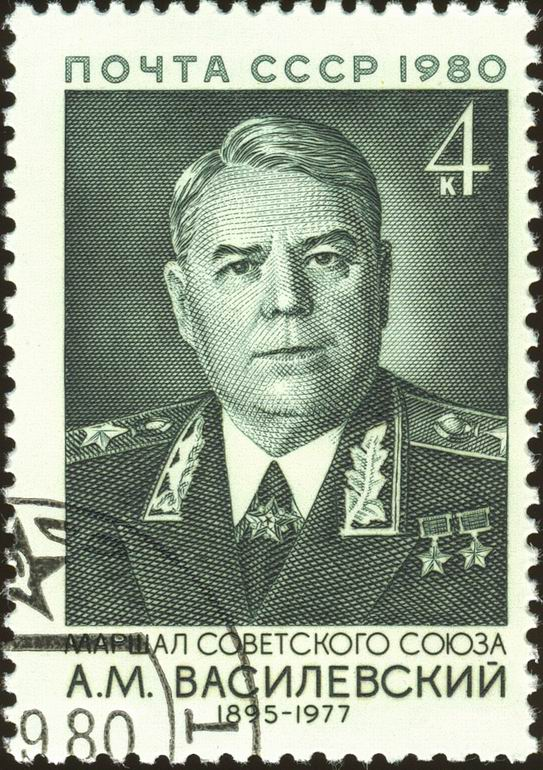
Александр Василевский
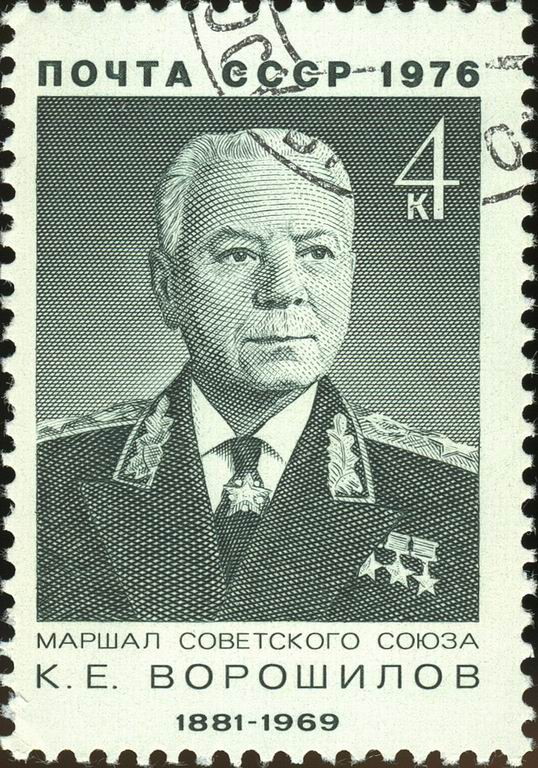
Климент Ворошилов
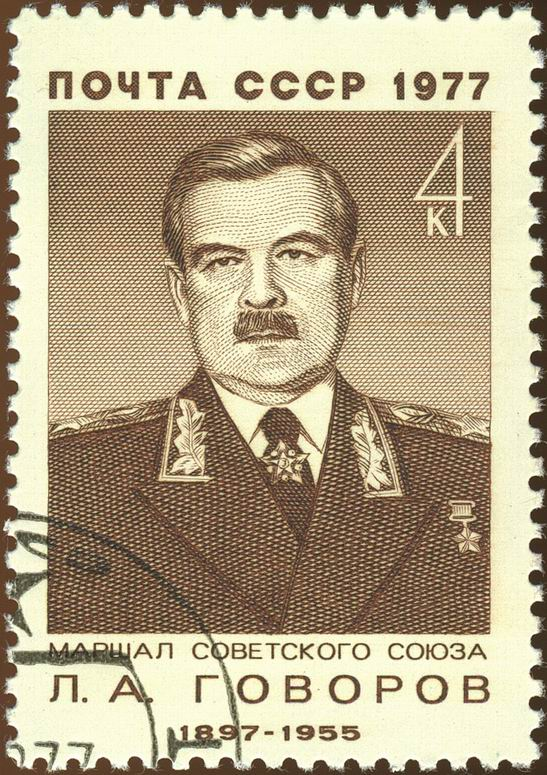
Леонид Говоров
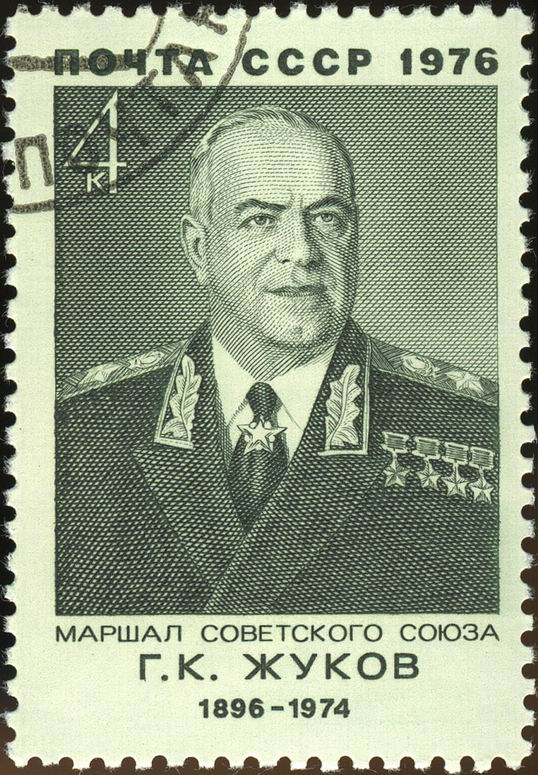
Георгий Жуков
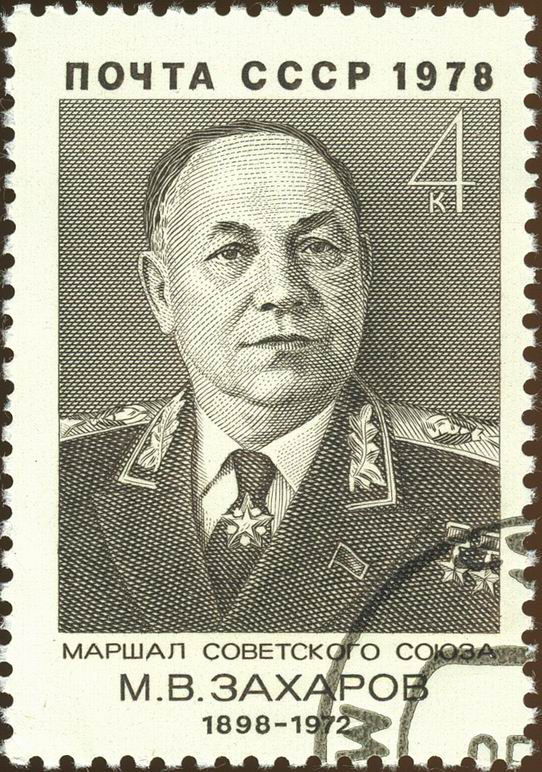
Матвей Захаров
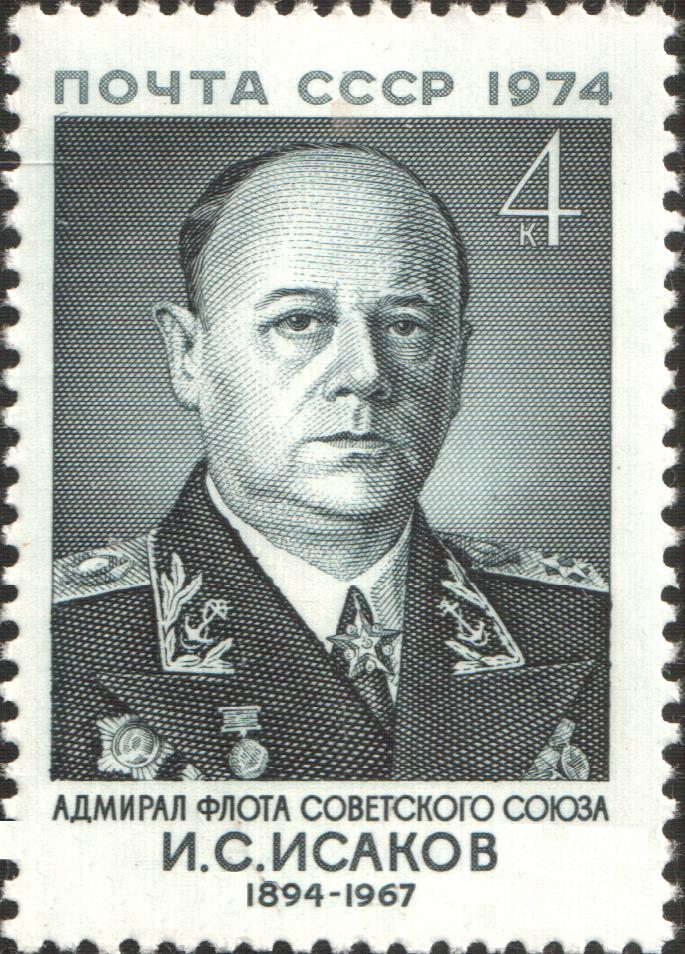
Иван Исаков
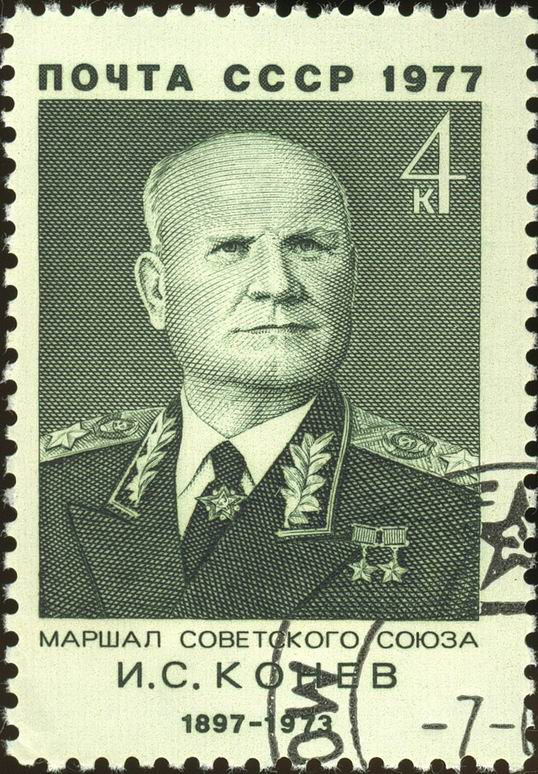
Иван Конев
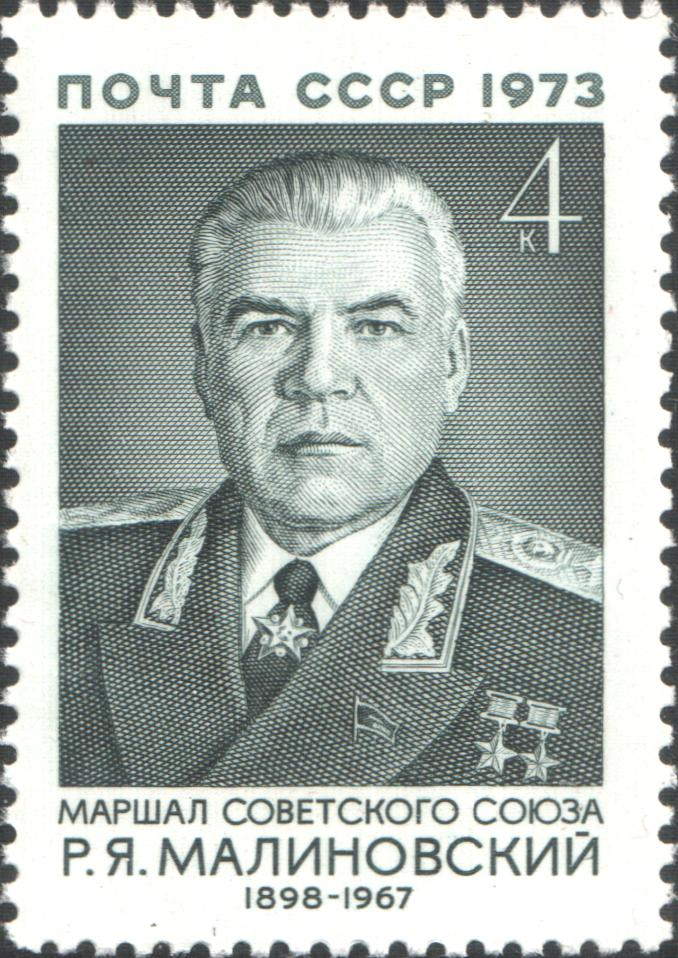
Родион Малиновский
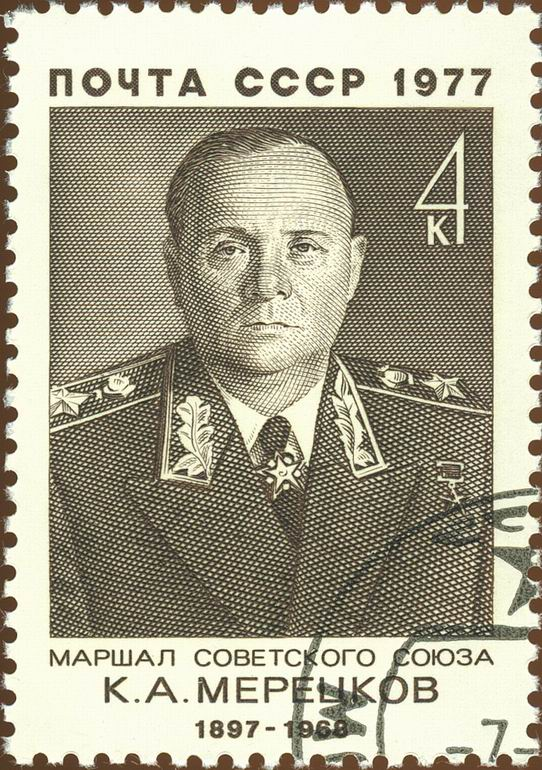
Кирилл Мерецков
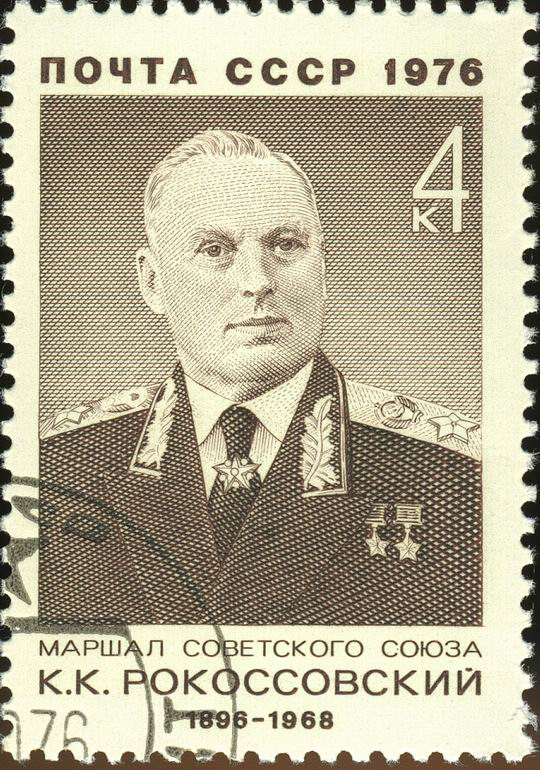
Константин Рокоссовский
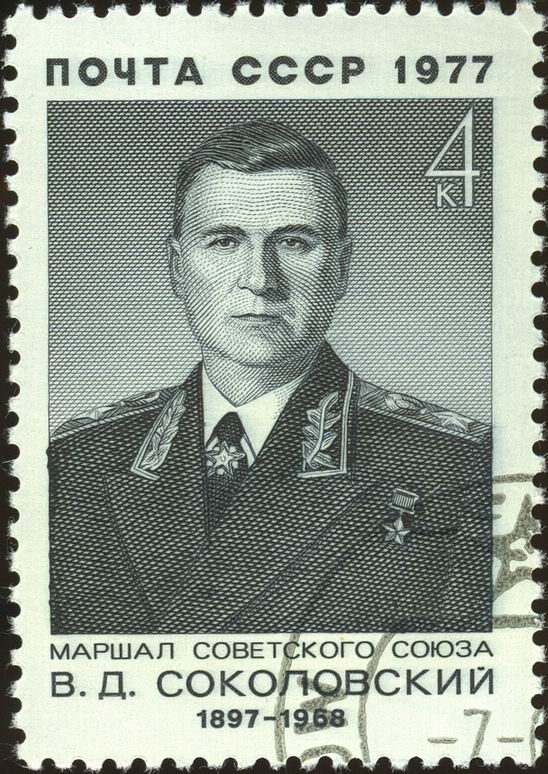
Василий Соколовский
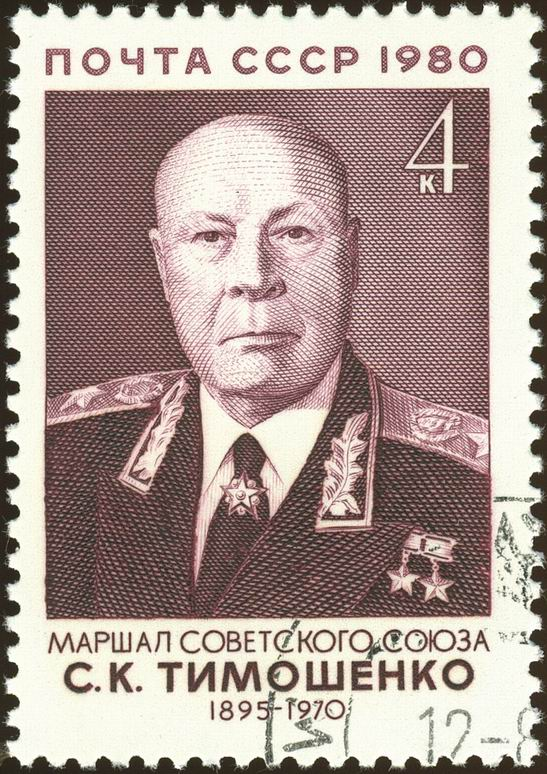
Семён Тимошенко
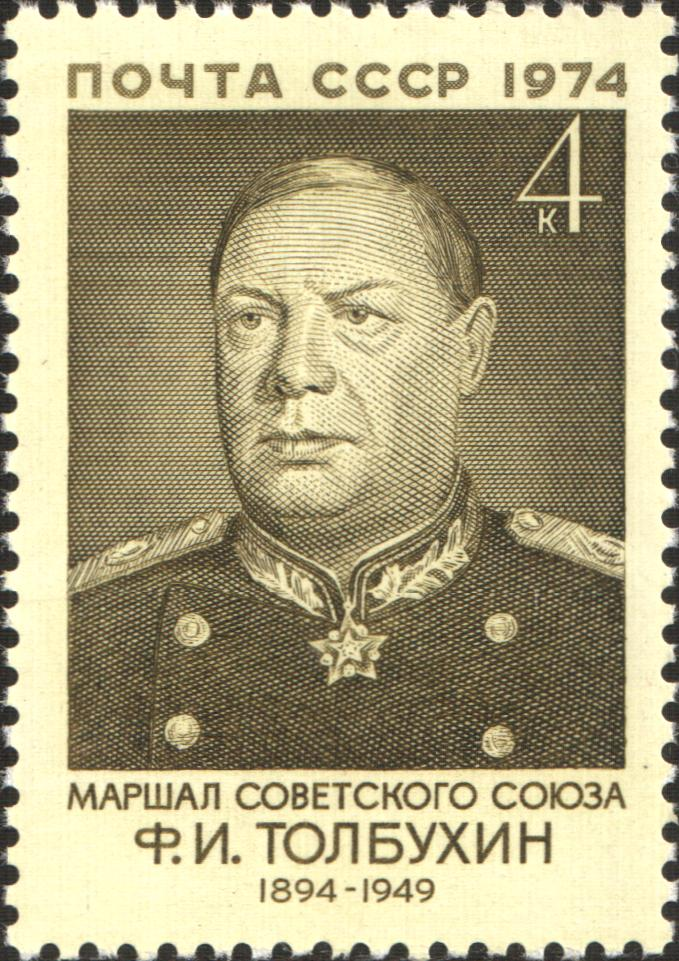
Фёдор Толбухин
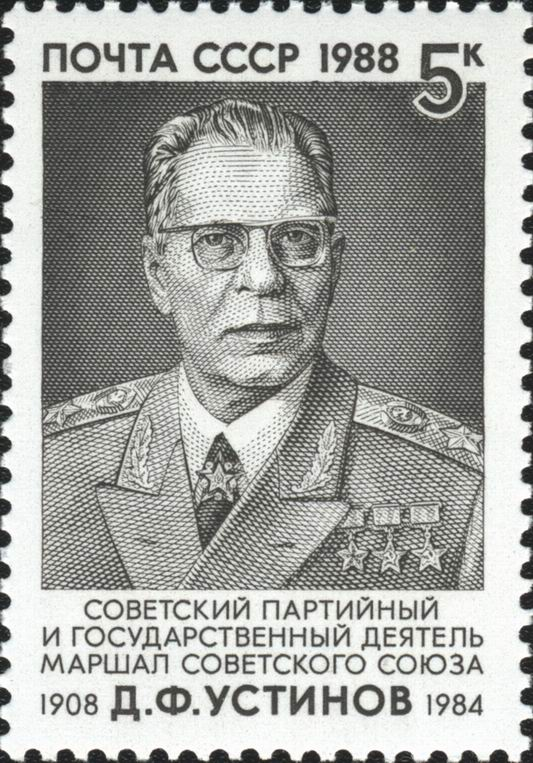
Дмитрий Устинов
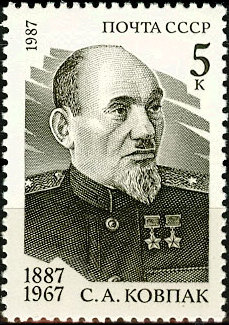
Сидор Ковпак
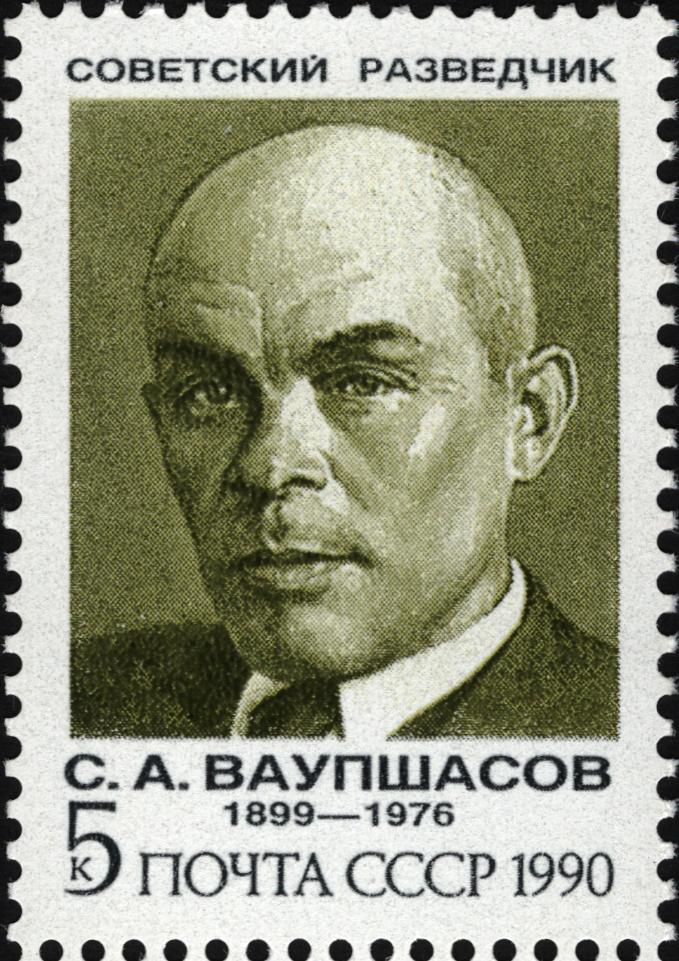
Станислав Ваупшасов
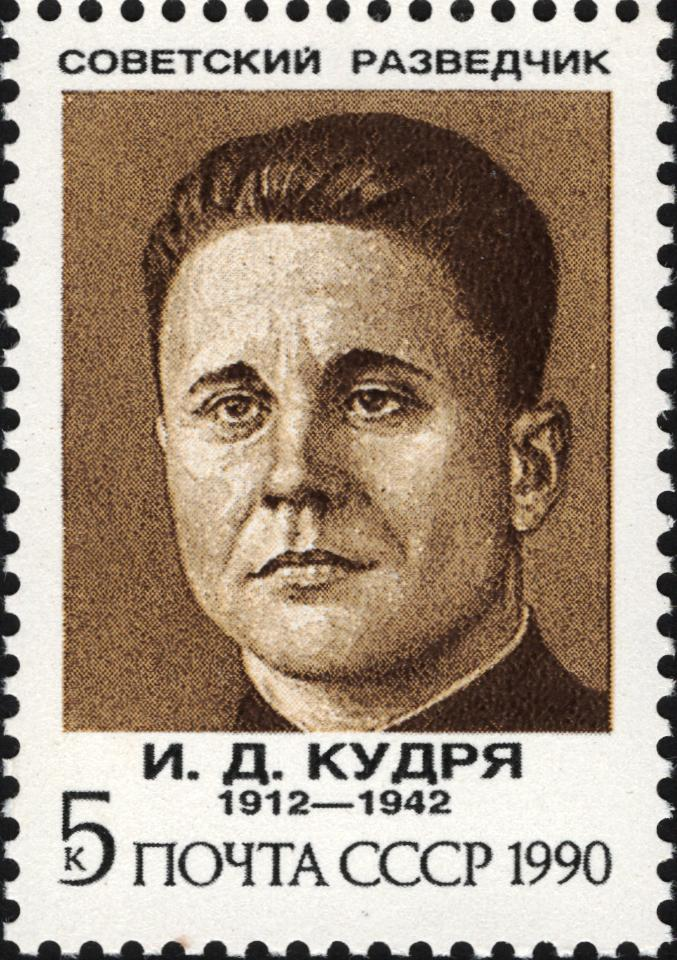
Иван Кудря
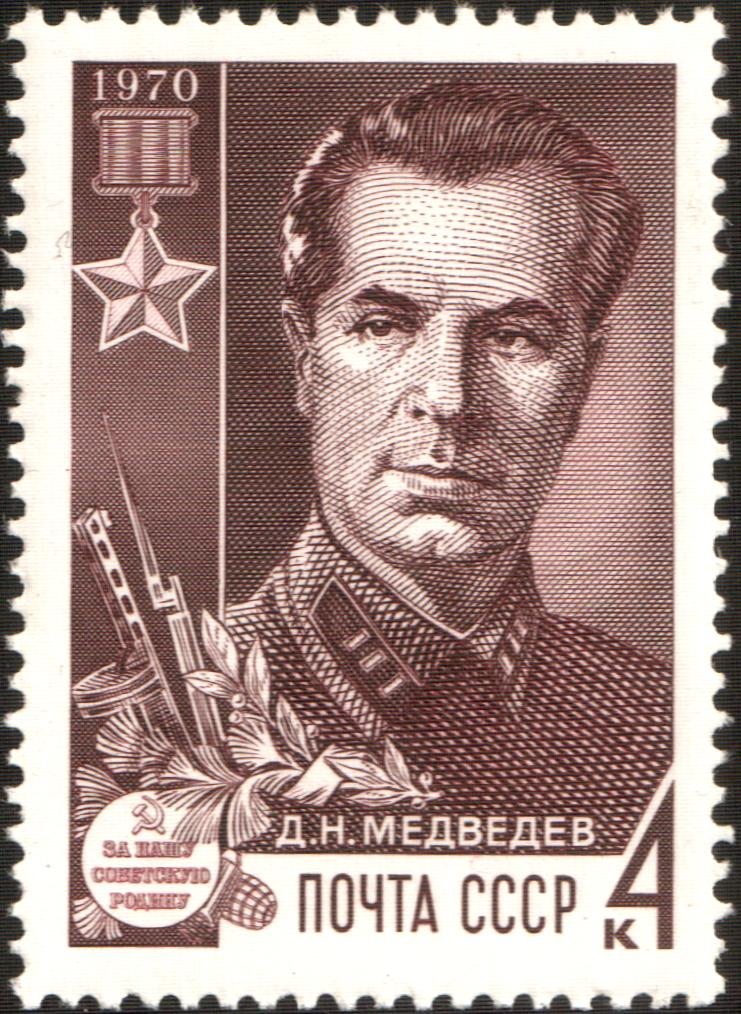
Дмитрий Медведев
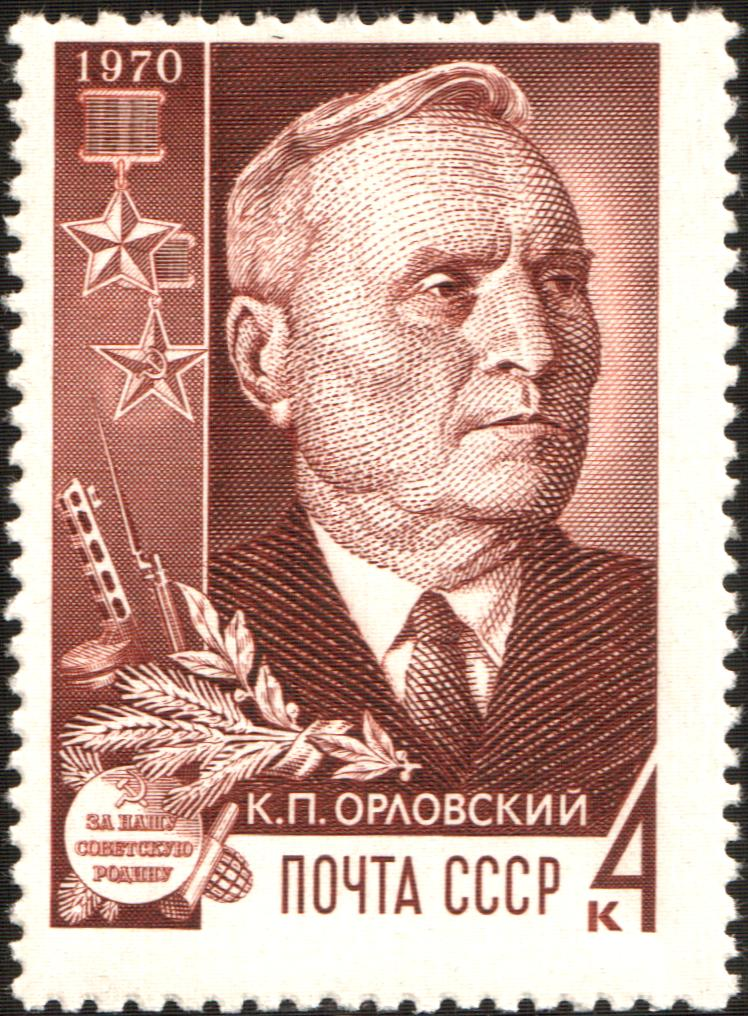
Кирилл Орловский
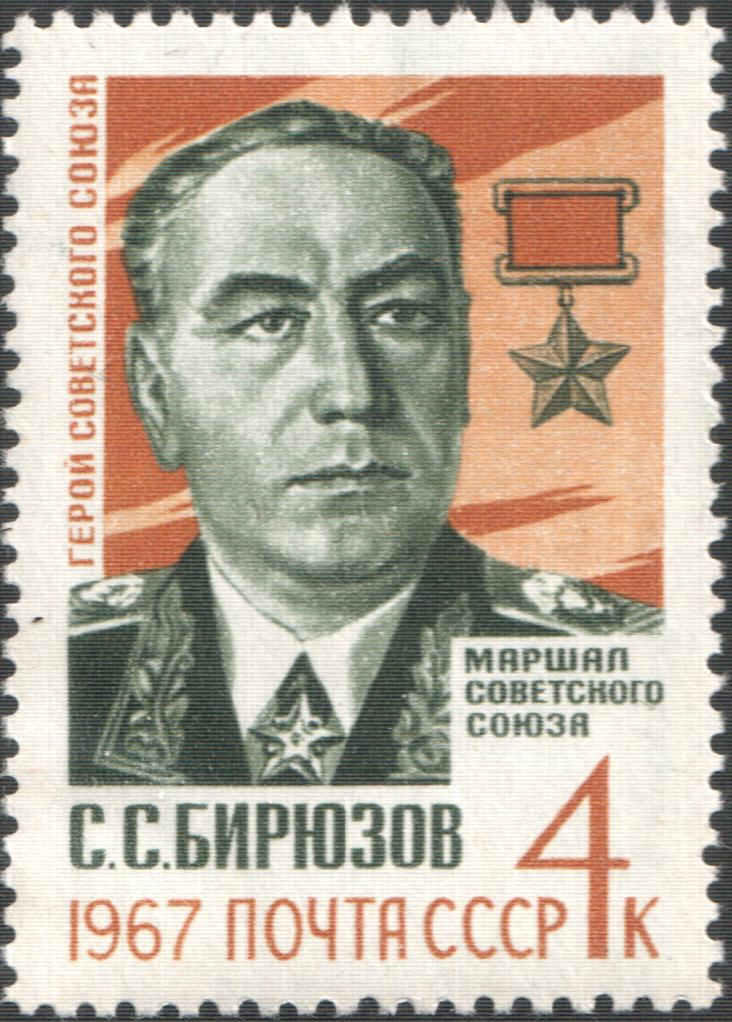
Сергей Бирюзов
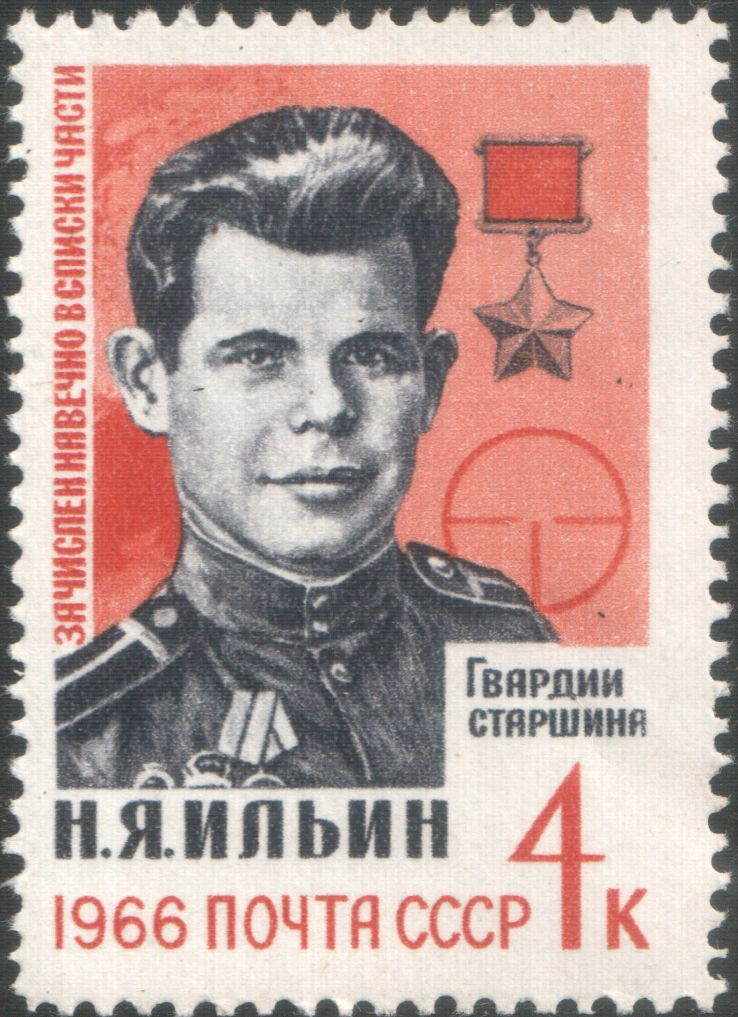
Николай Ильин
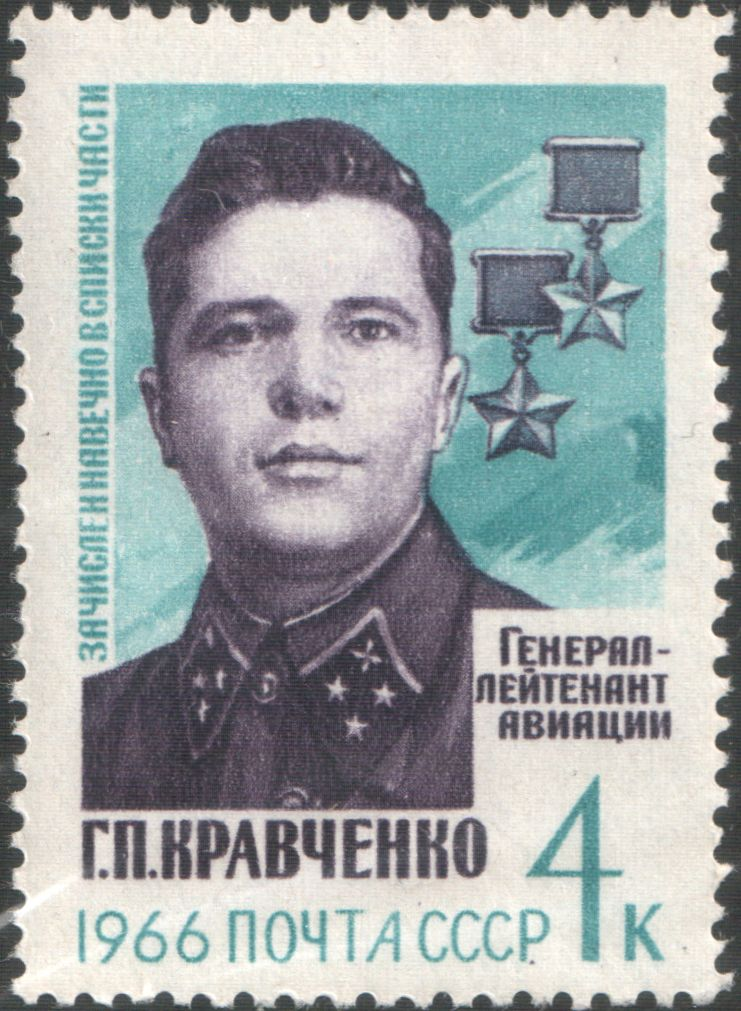
Григорий Кравченко
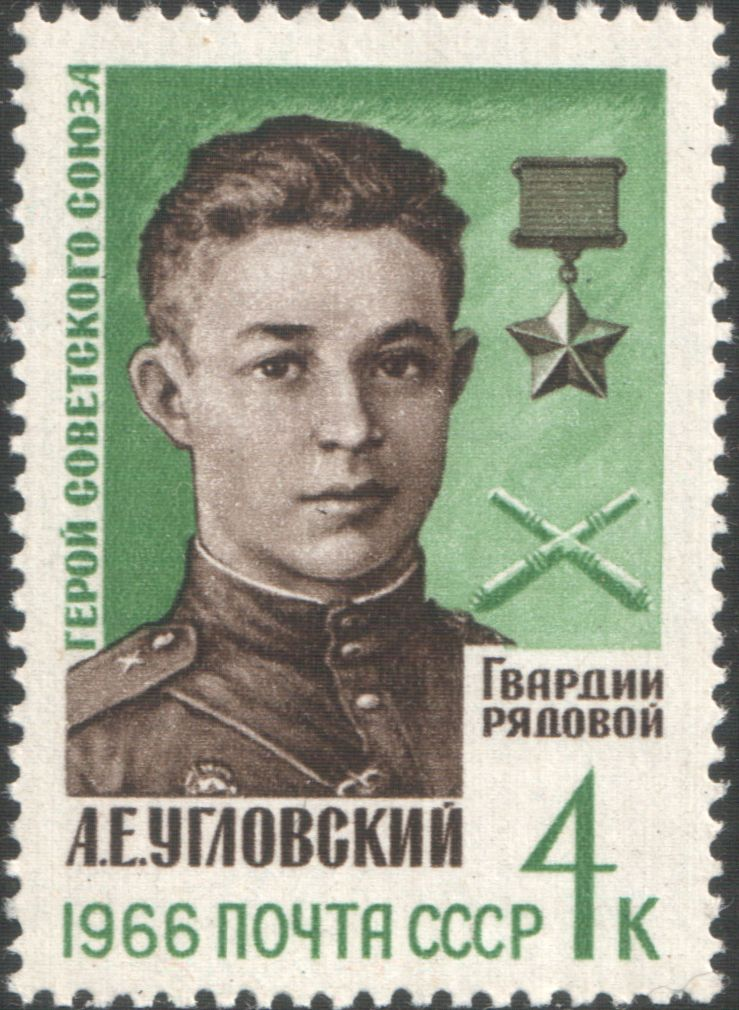
Анатолий Угловский
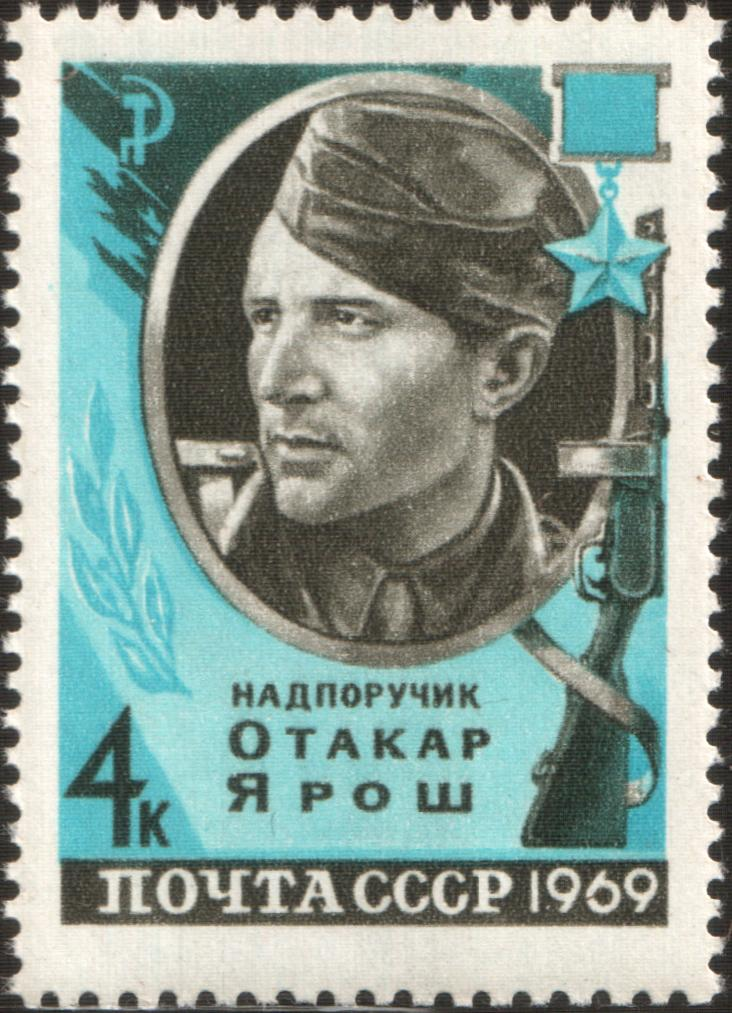
Отакар Ярош
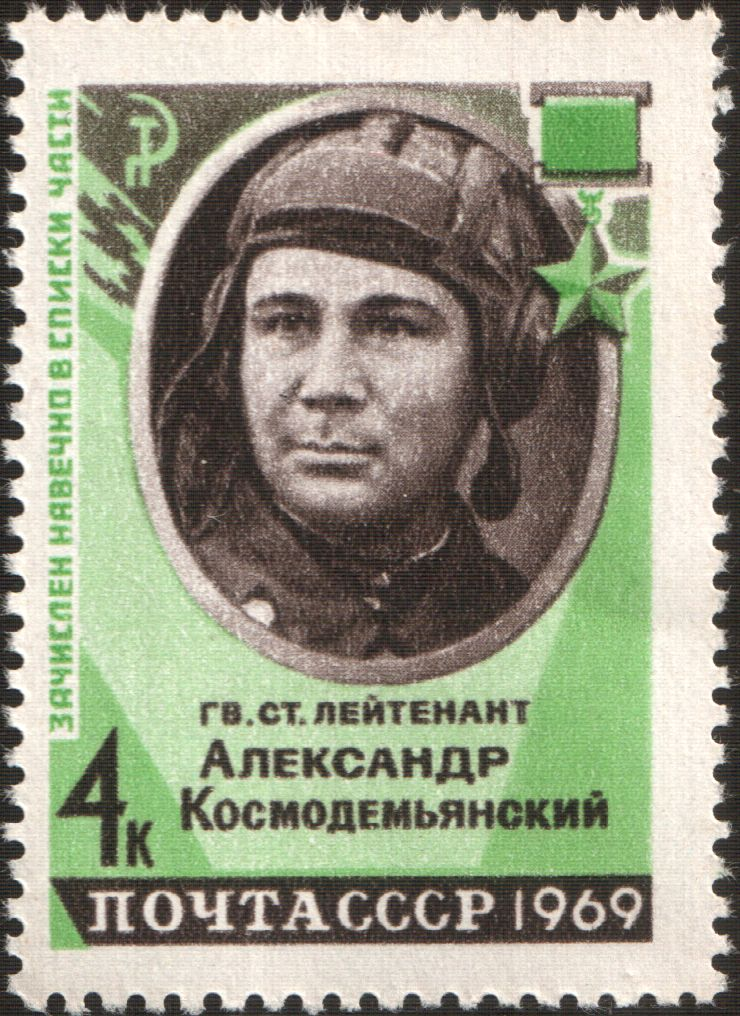
Александр Космодемьянский
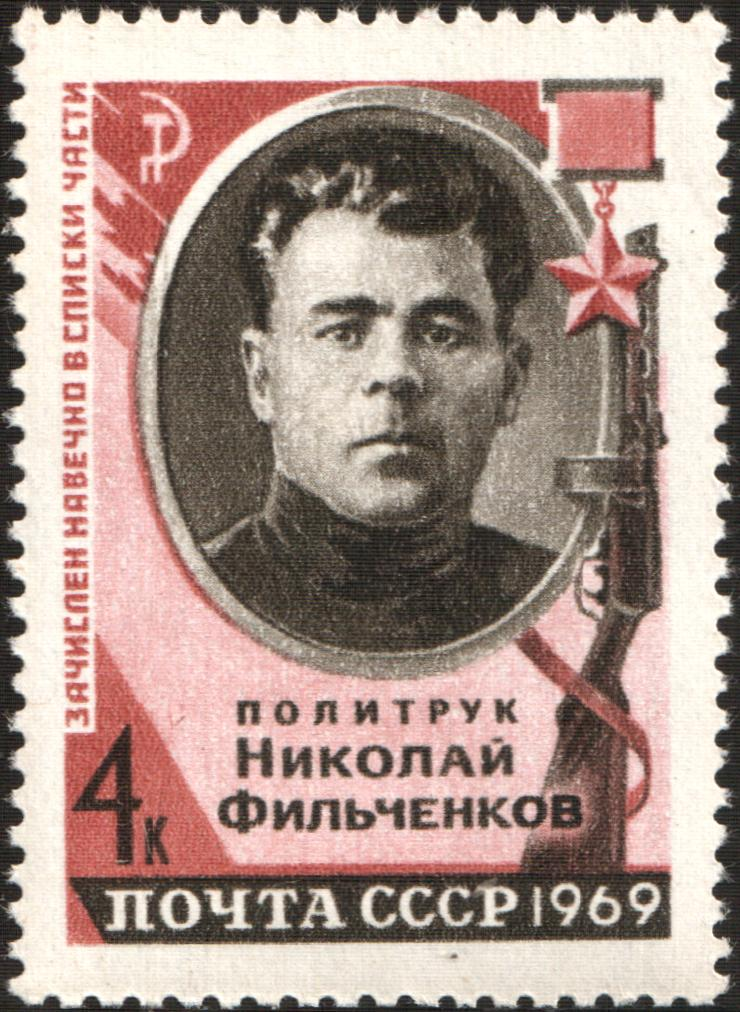
Николай Фильченков
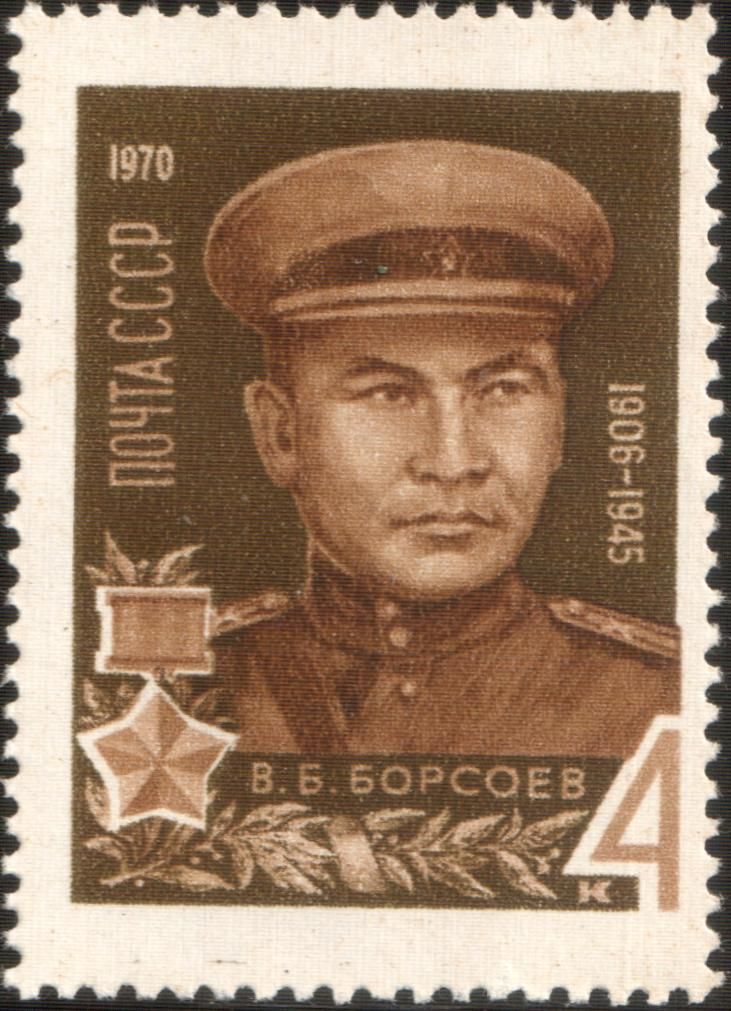
Владимир Борсоев
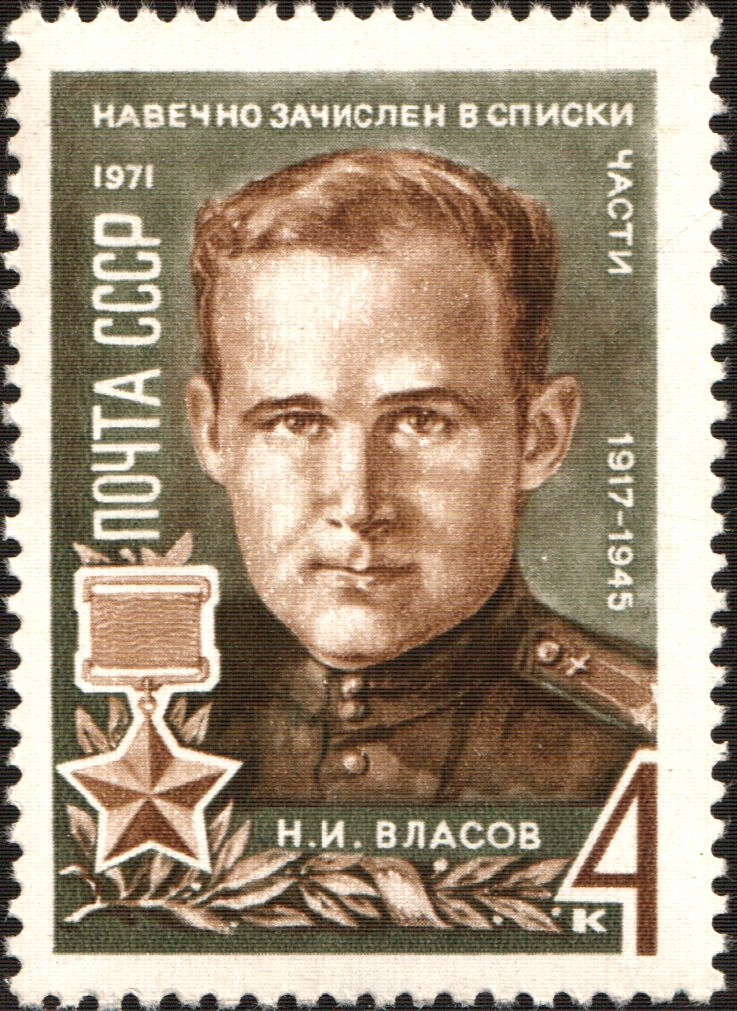
Николай Власов
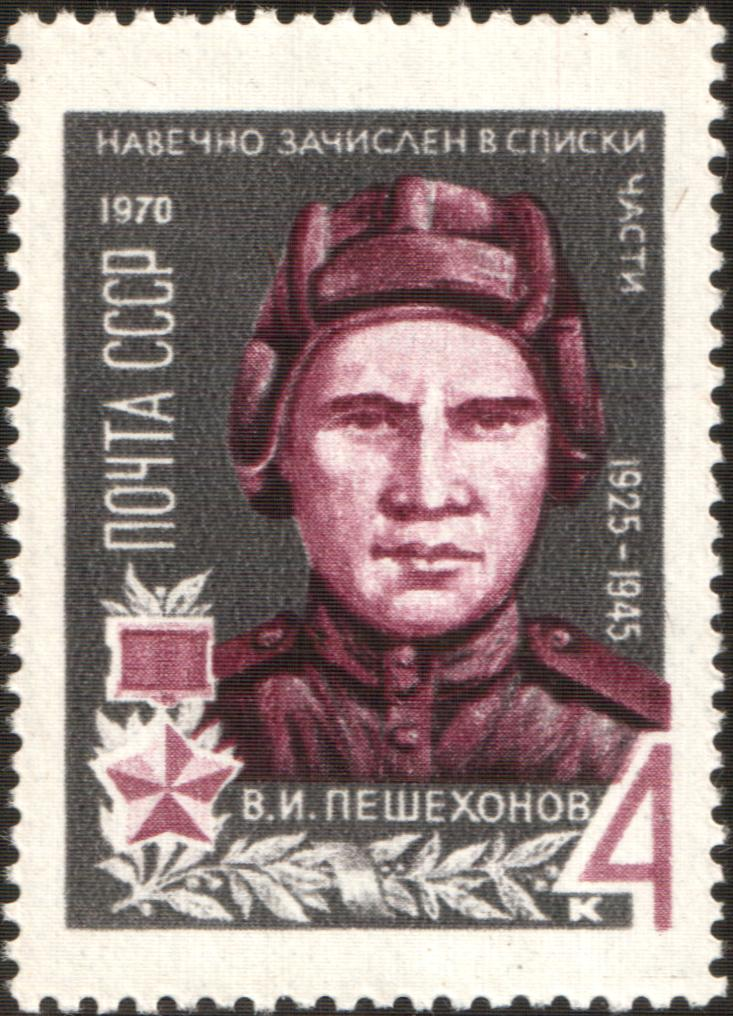
Василий Пешехонов
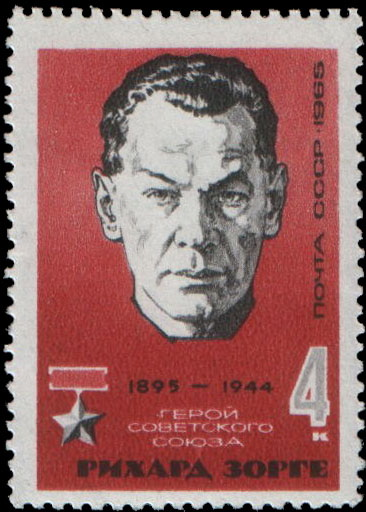
Рихард Зорге
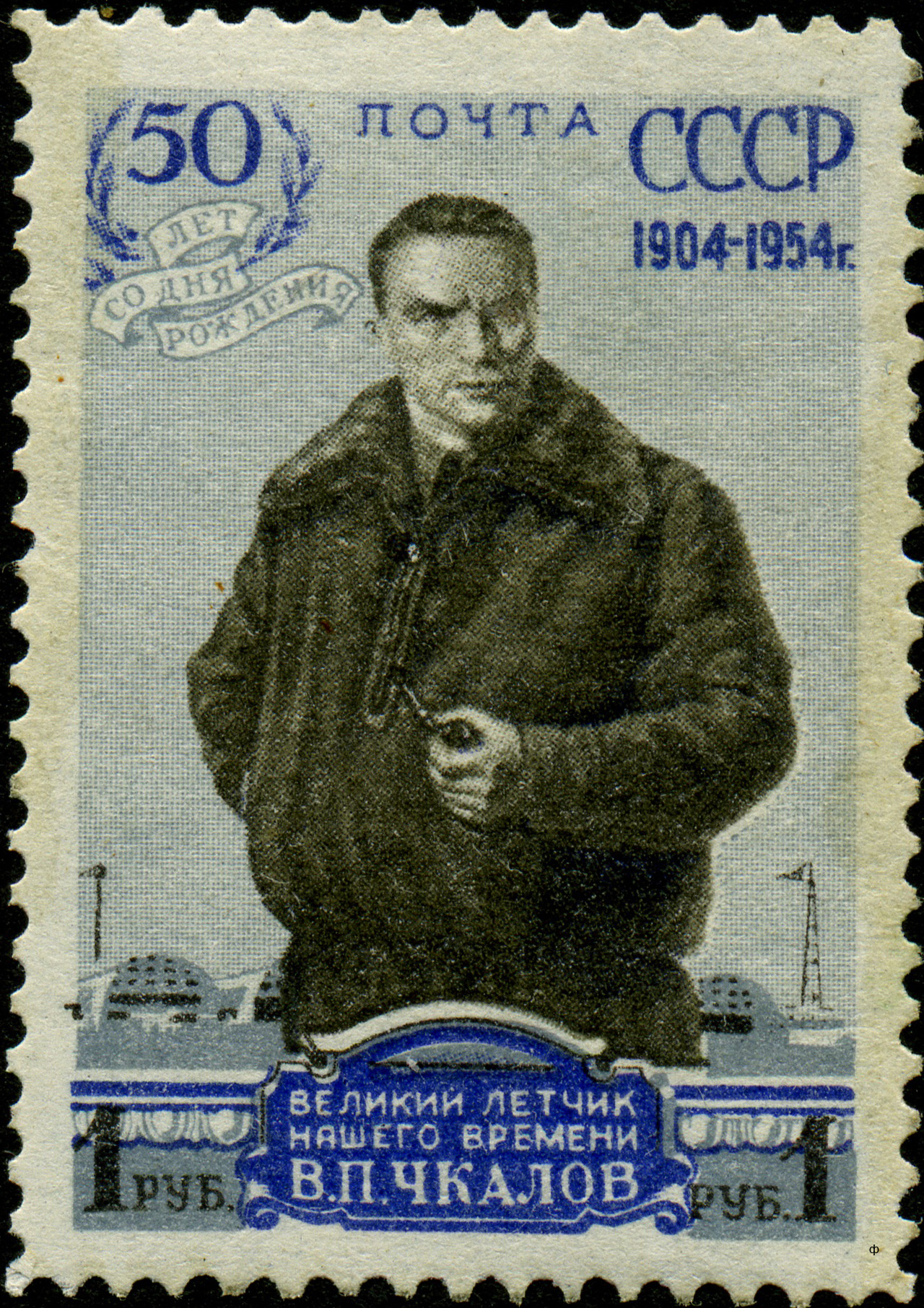
Валерий Чкалов
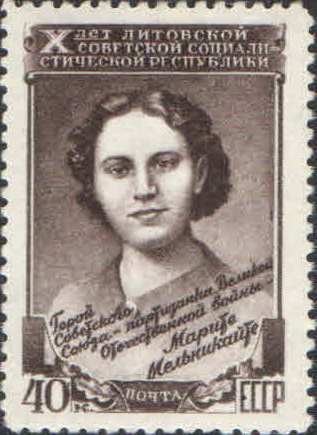
Мария Мельникайте
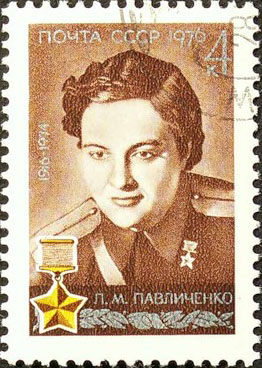
Людмила Павличенко
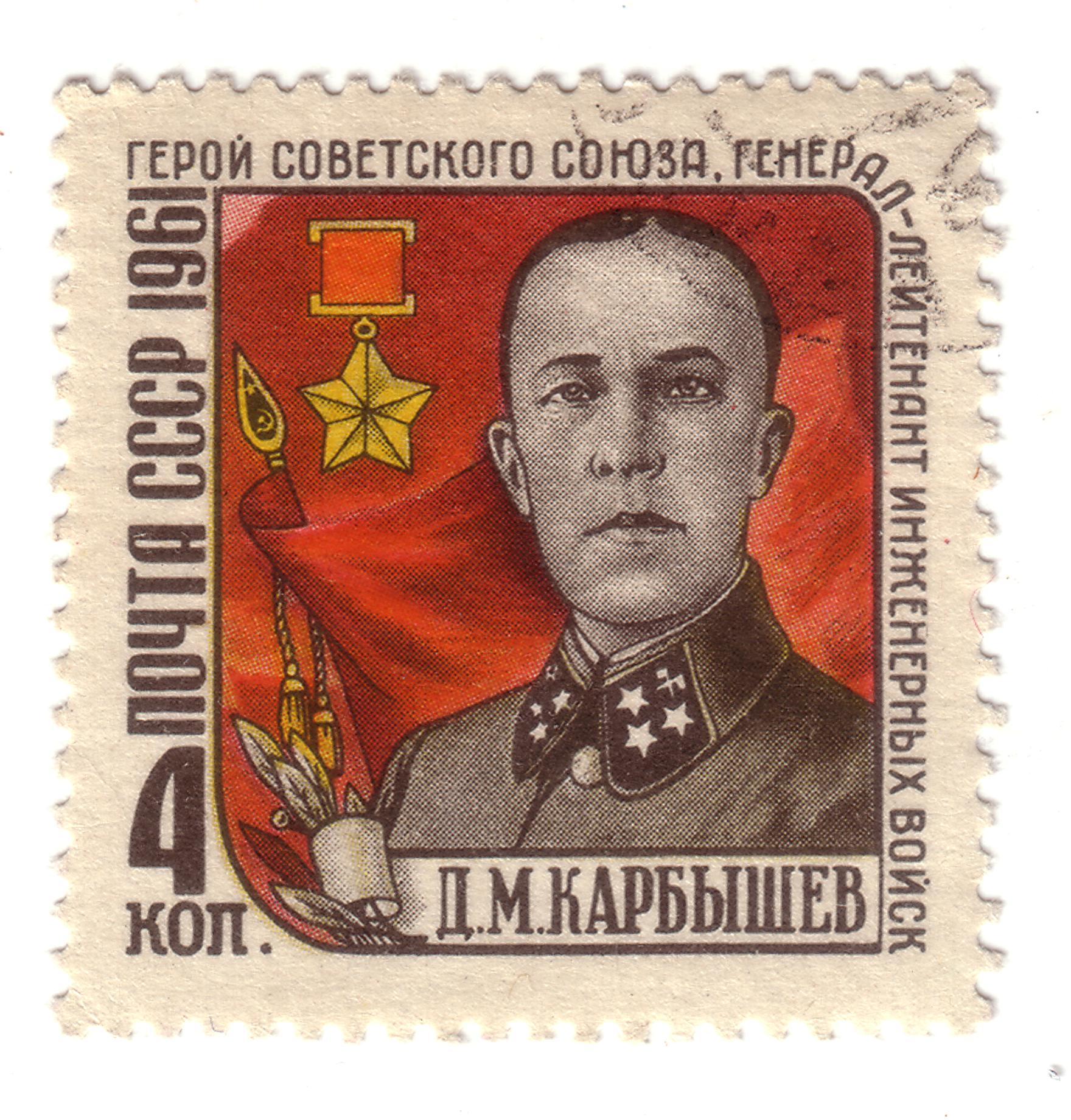
Дмитрий Карбышев
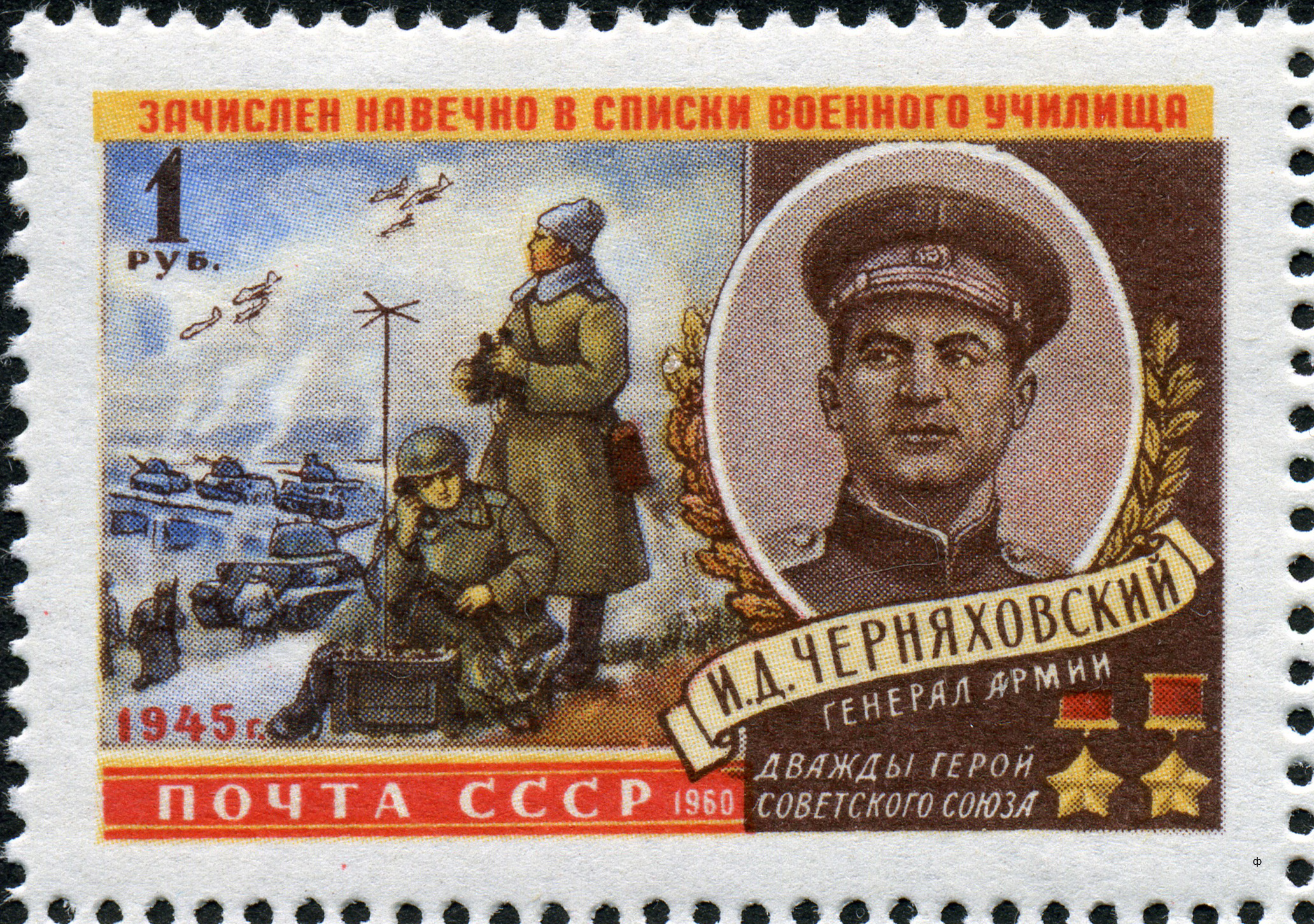
Иван Черняховский
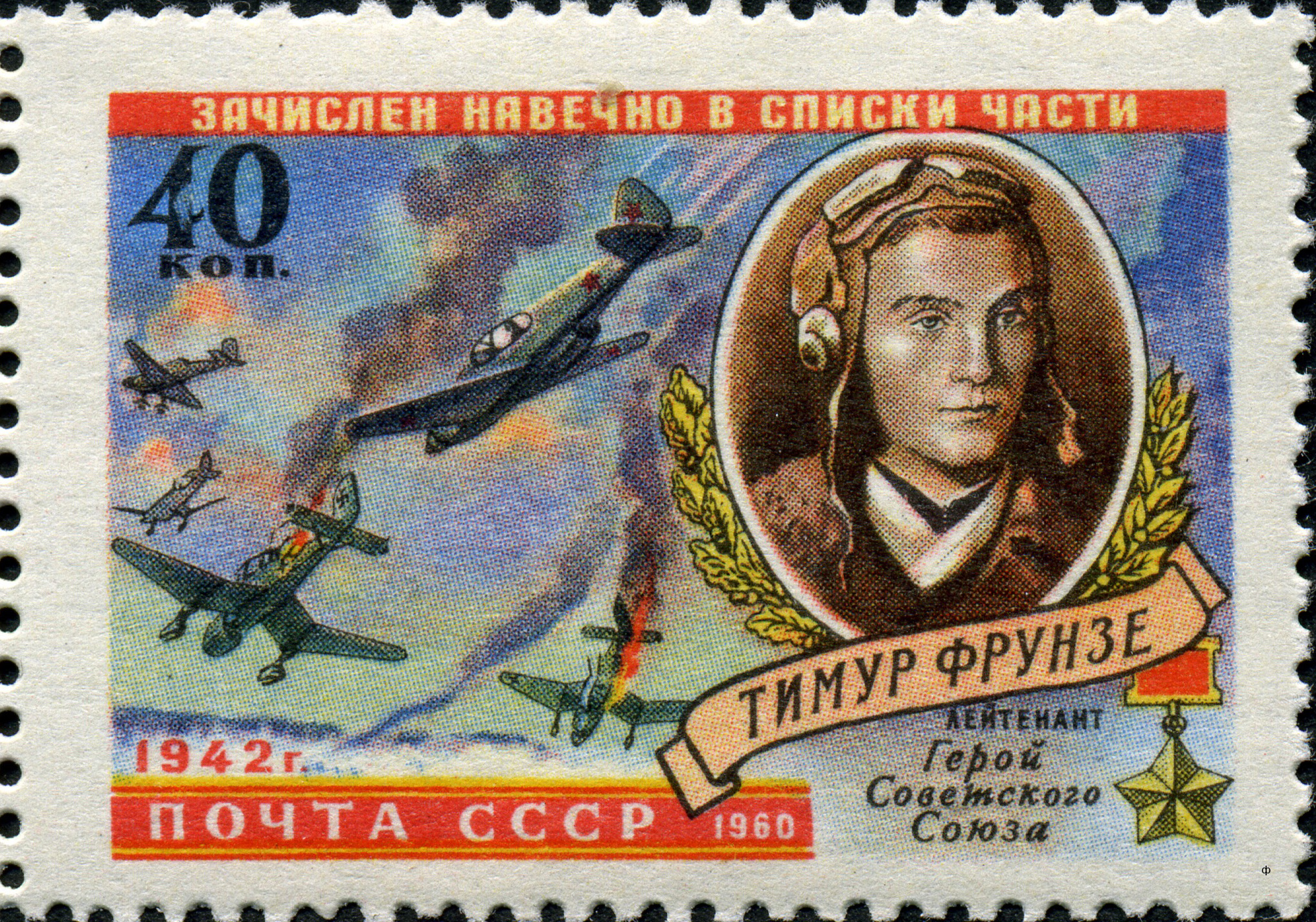
Тимур Фрунзе
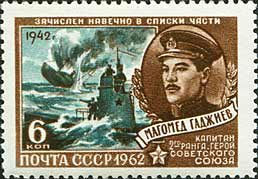
Магомет Гаджиев
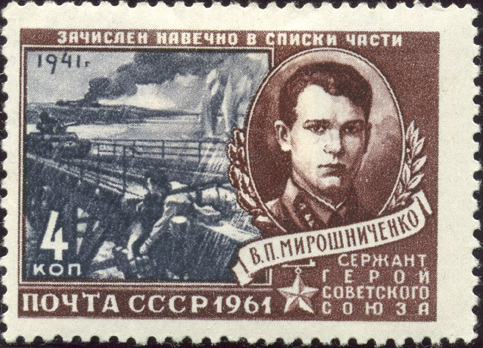
Виктор Мирошниченко
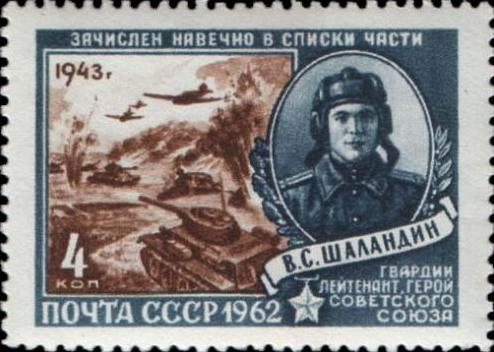
Вальдемар Шаландин
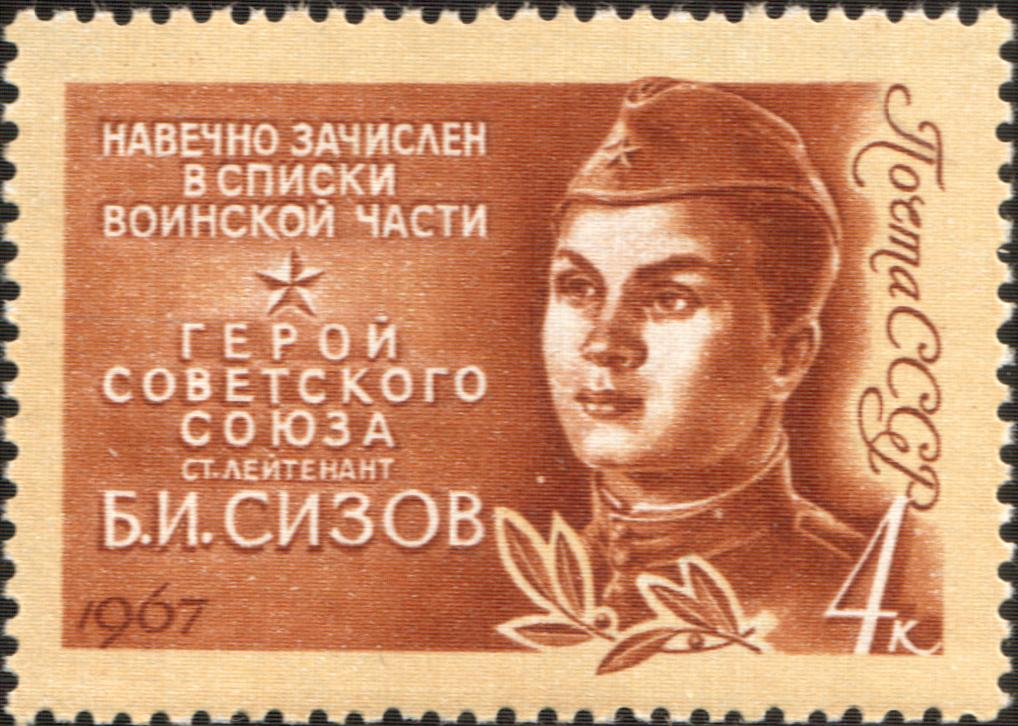
Борис Сизов
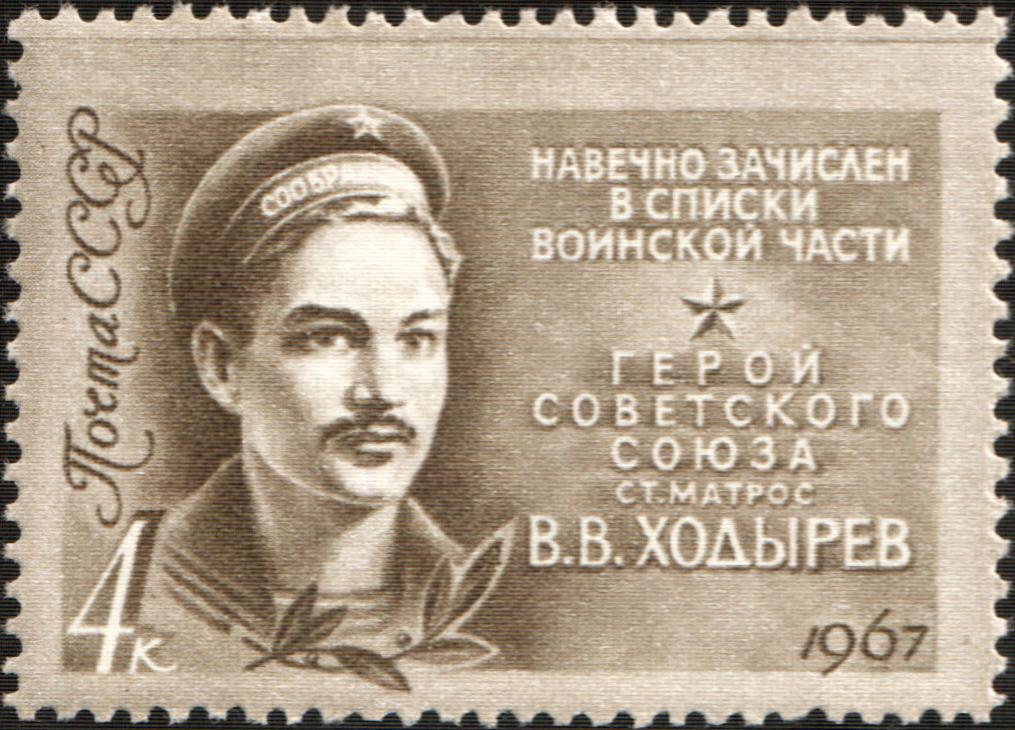
Валентин Ходырев
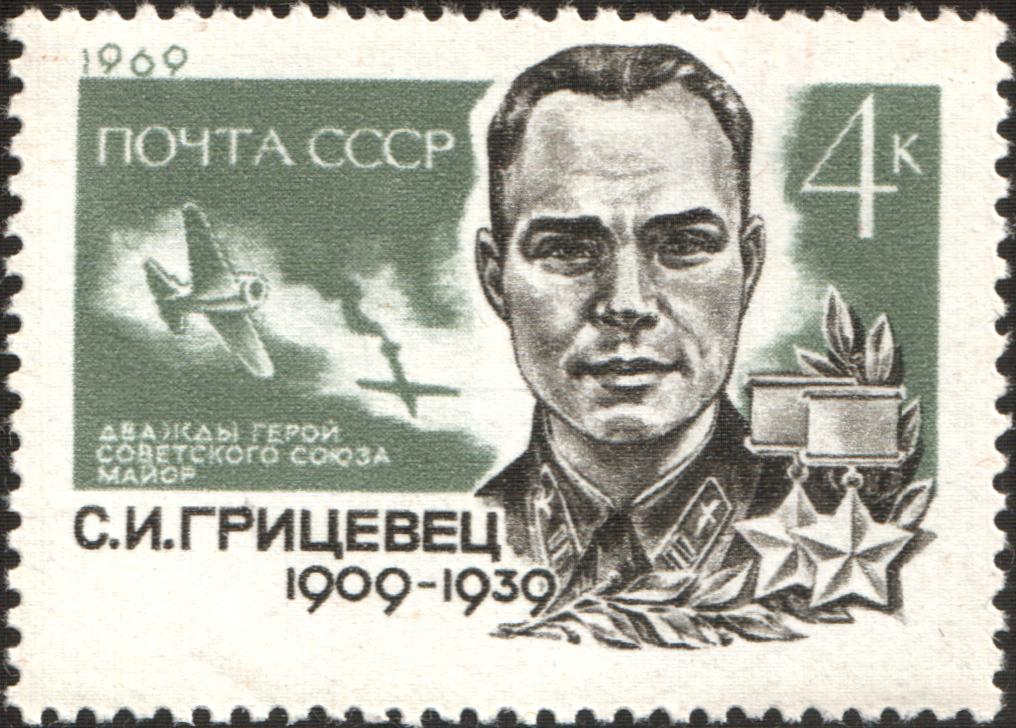
Сергей Грицевец
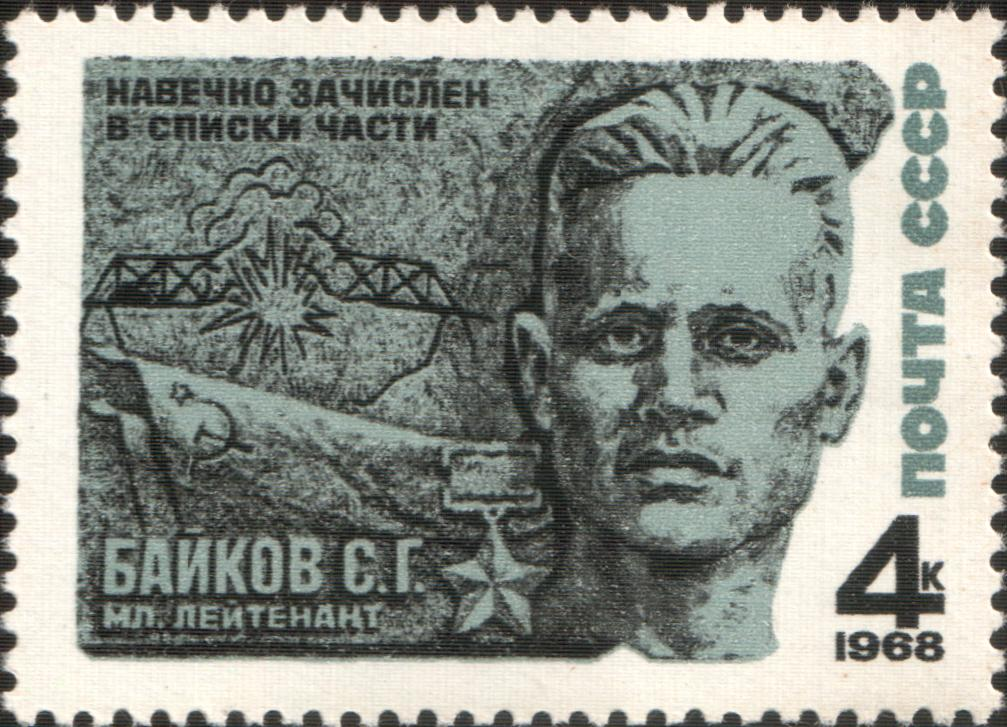
Семён Байков
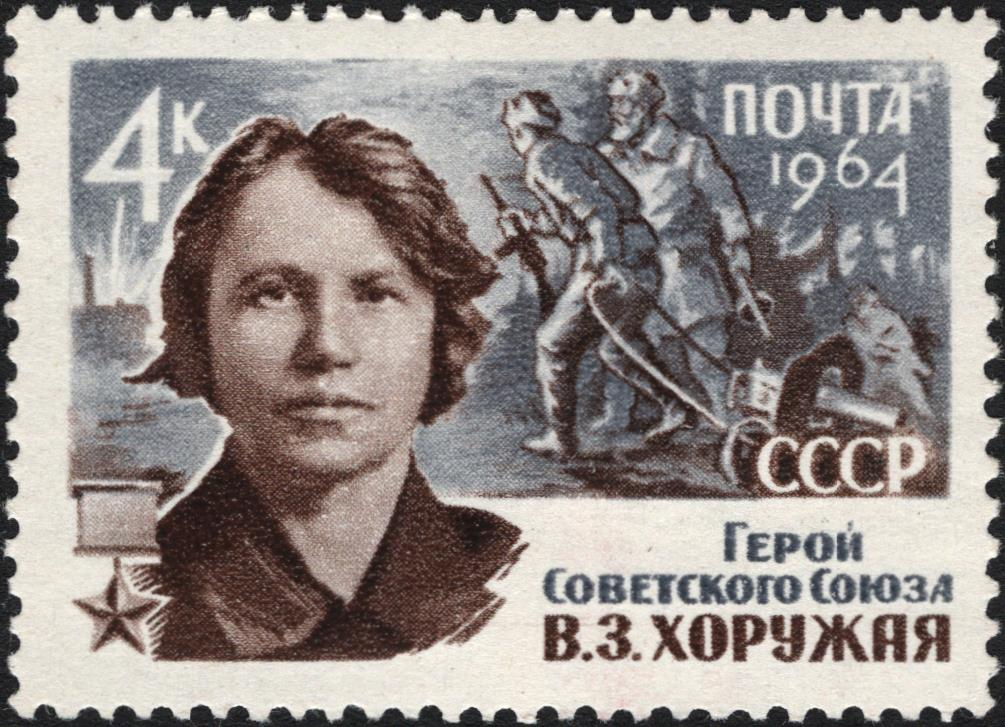
Вера Хоружая
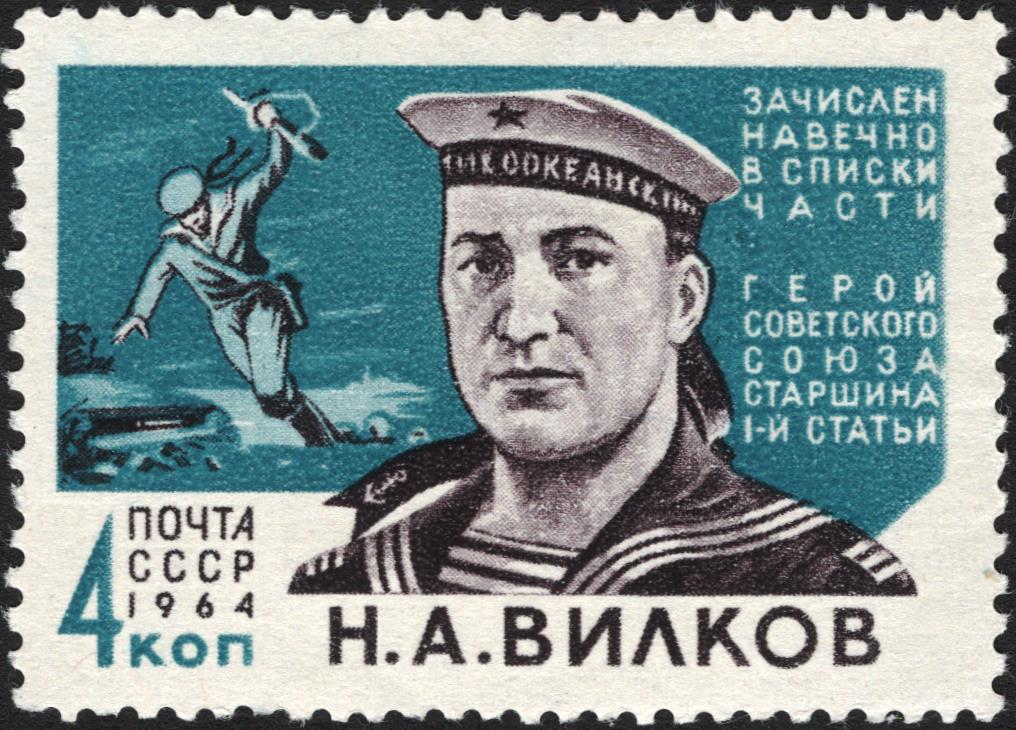
Николай Вилков
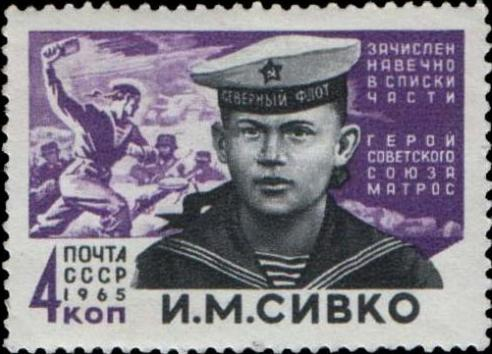
Иван Сивко
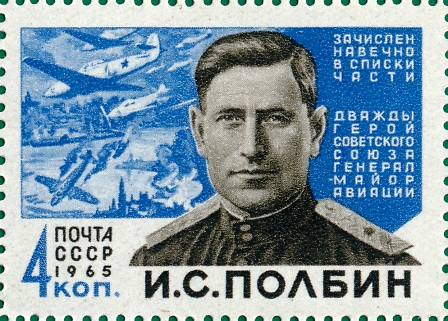
Иван Полбин
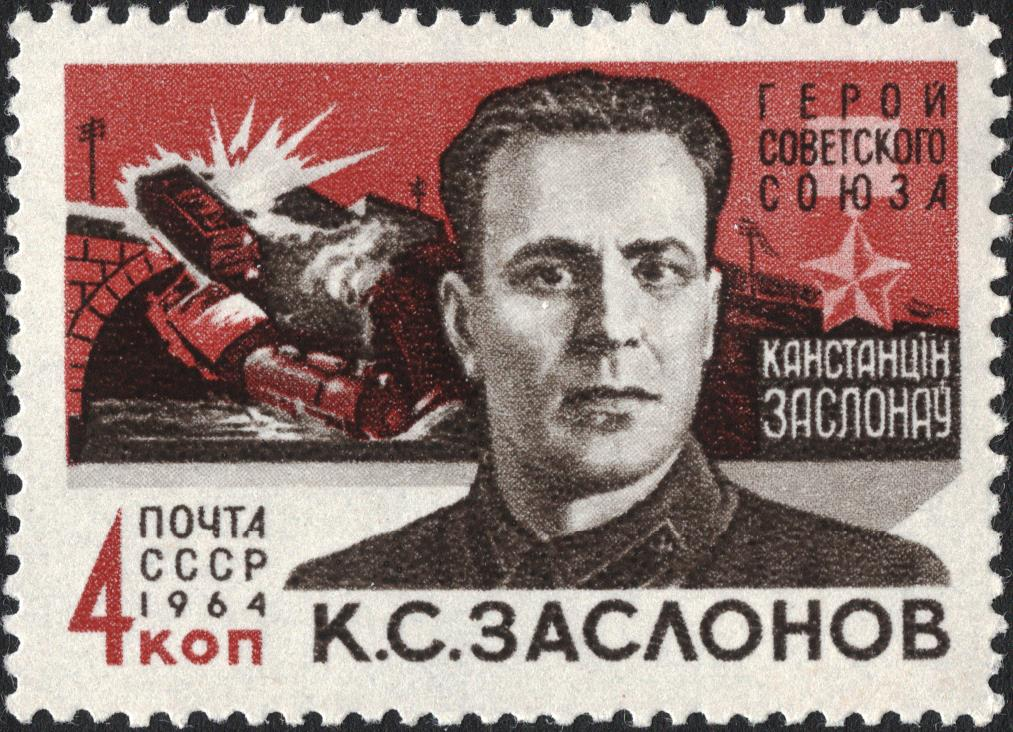
Константин Заслонов
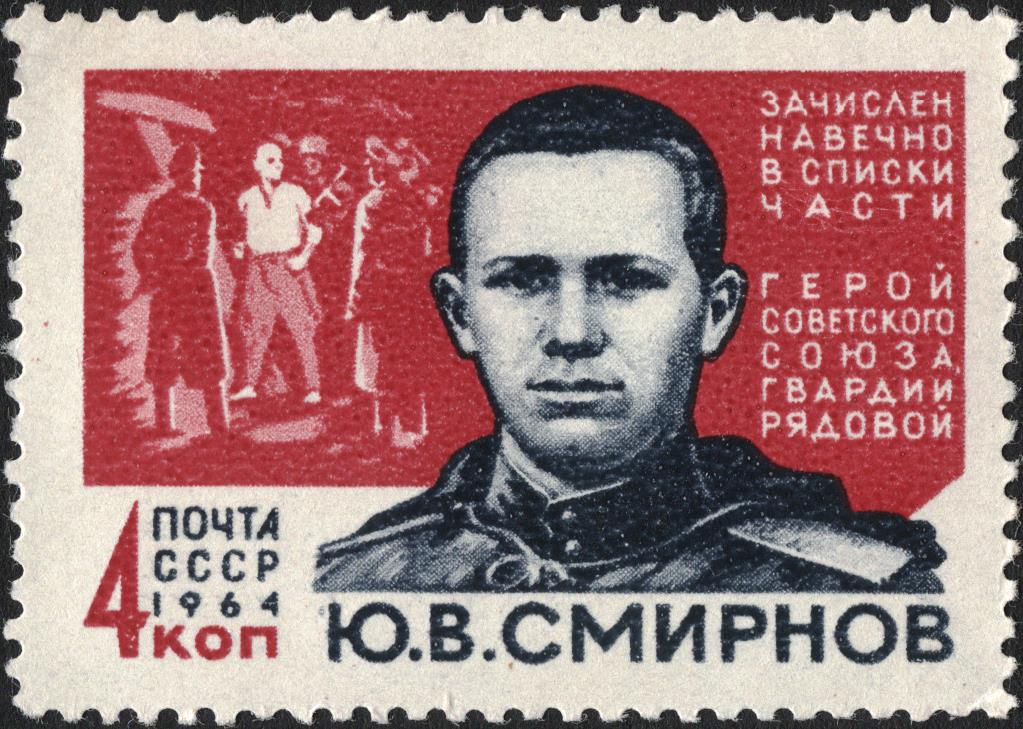
Юрий Смирнов
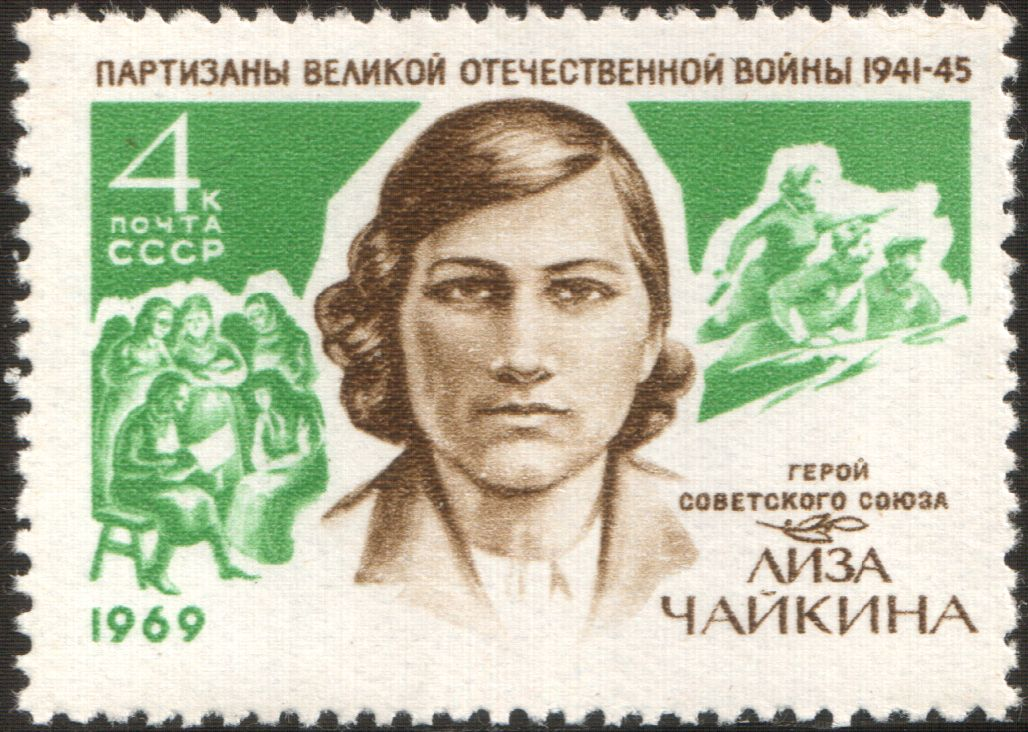
Елизавета Чайкина
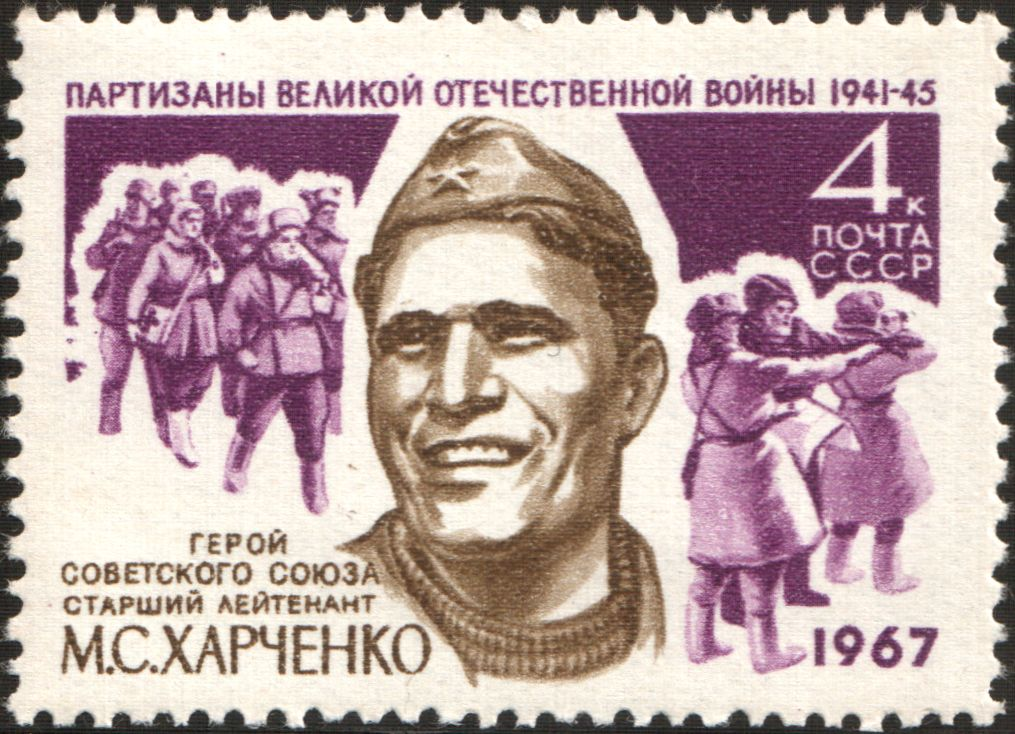
Михаил Харченко
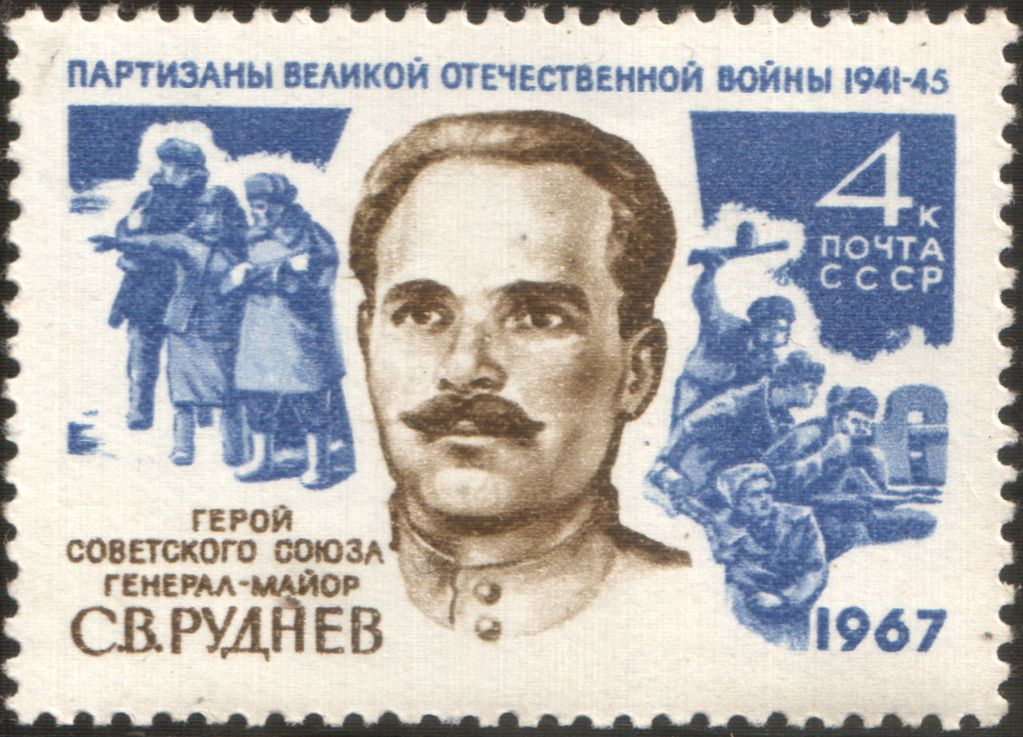
Семён Руднев
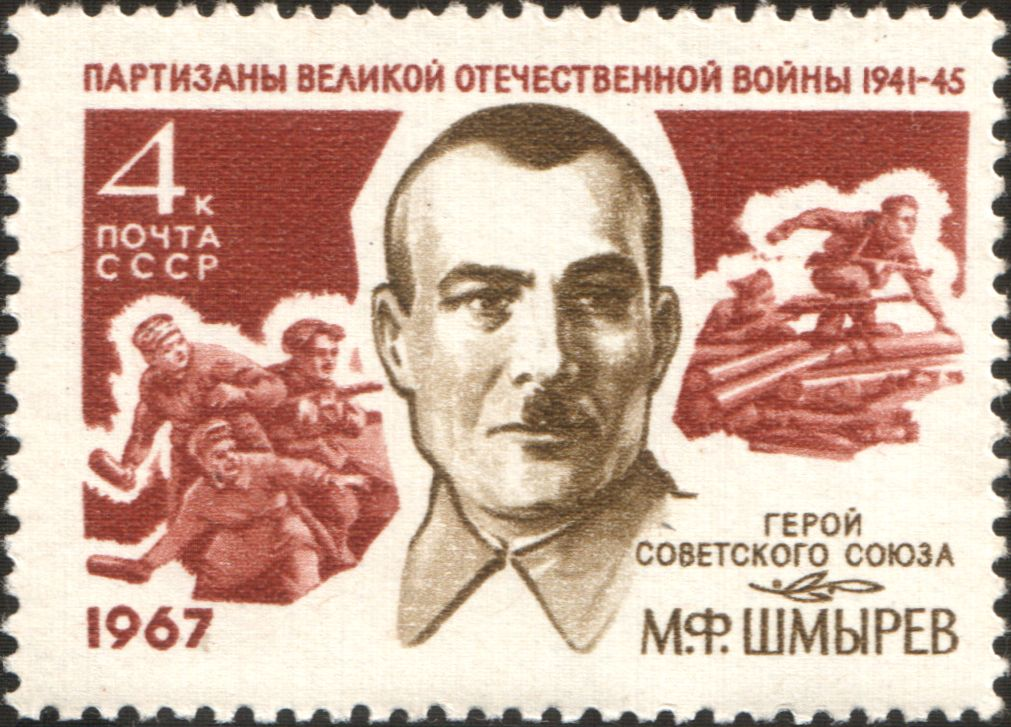
Минай Шмырёв
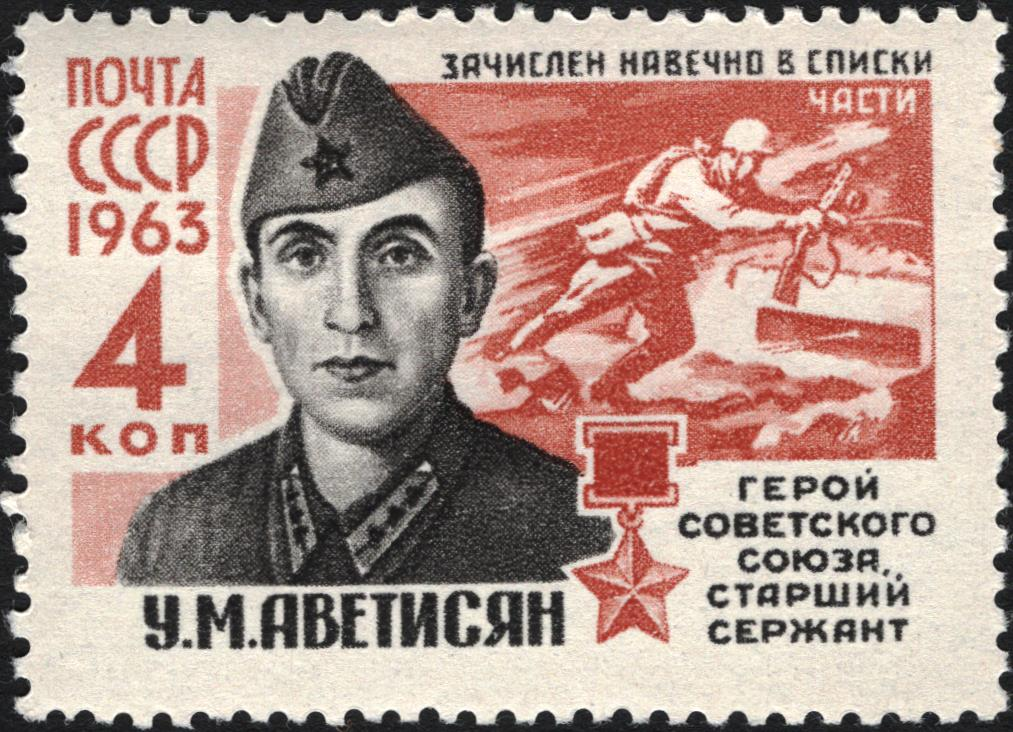
Унан Аветисян
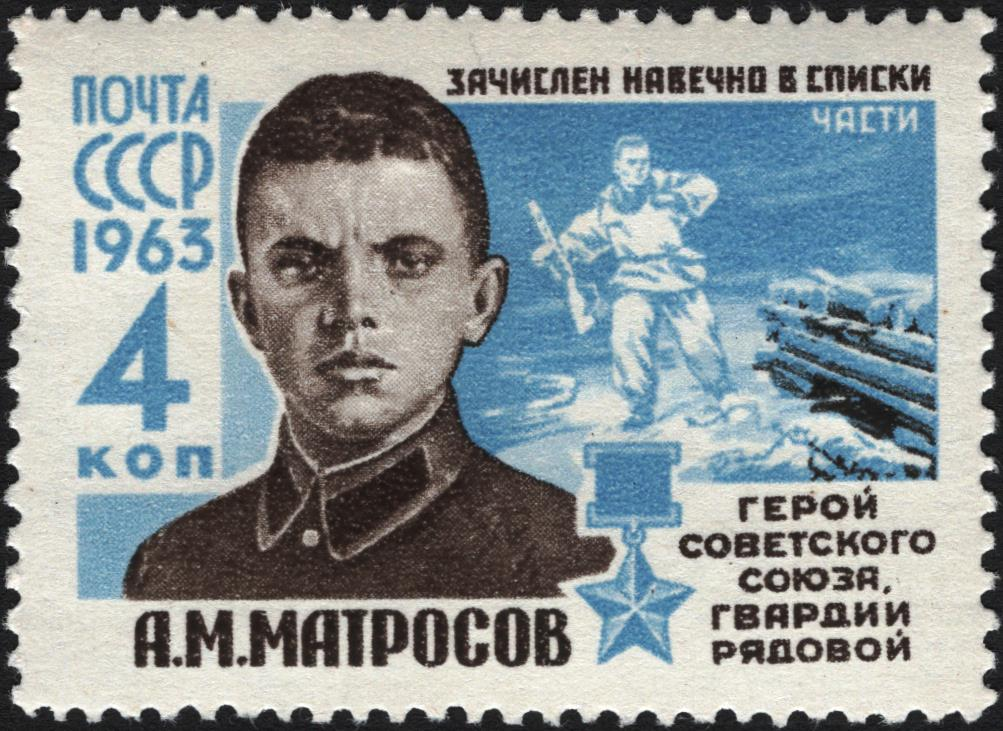
Александр Матросов
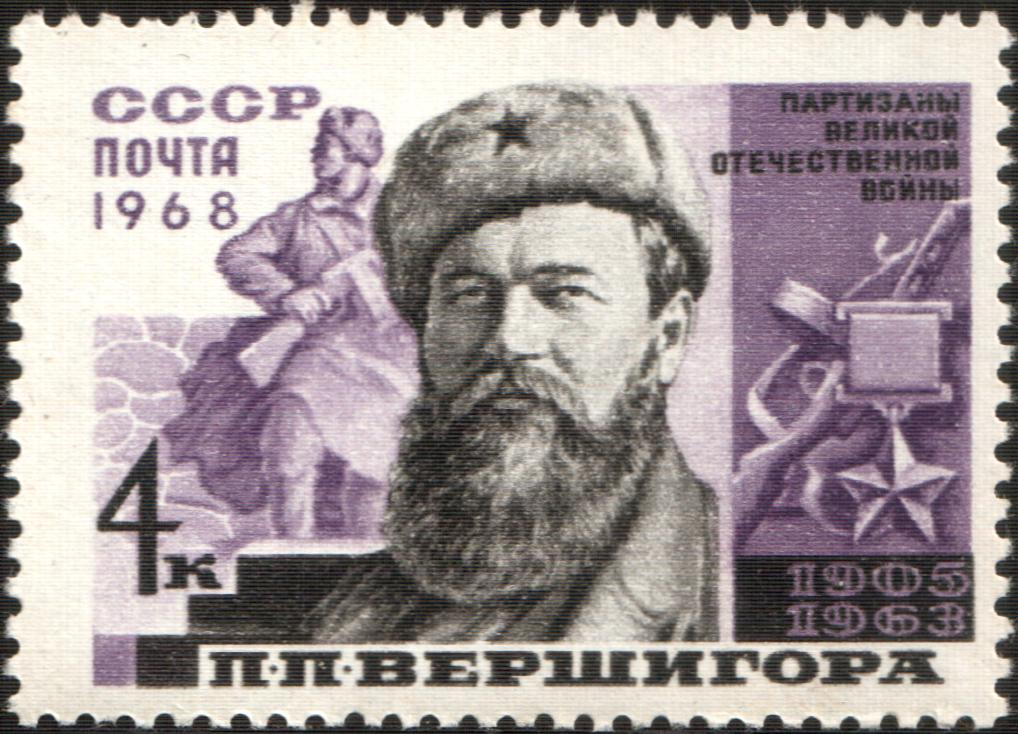
Пётр Вершигора
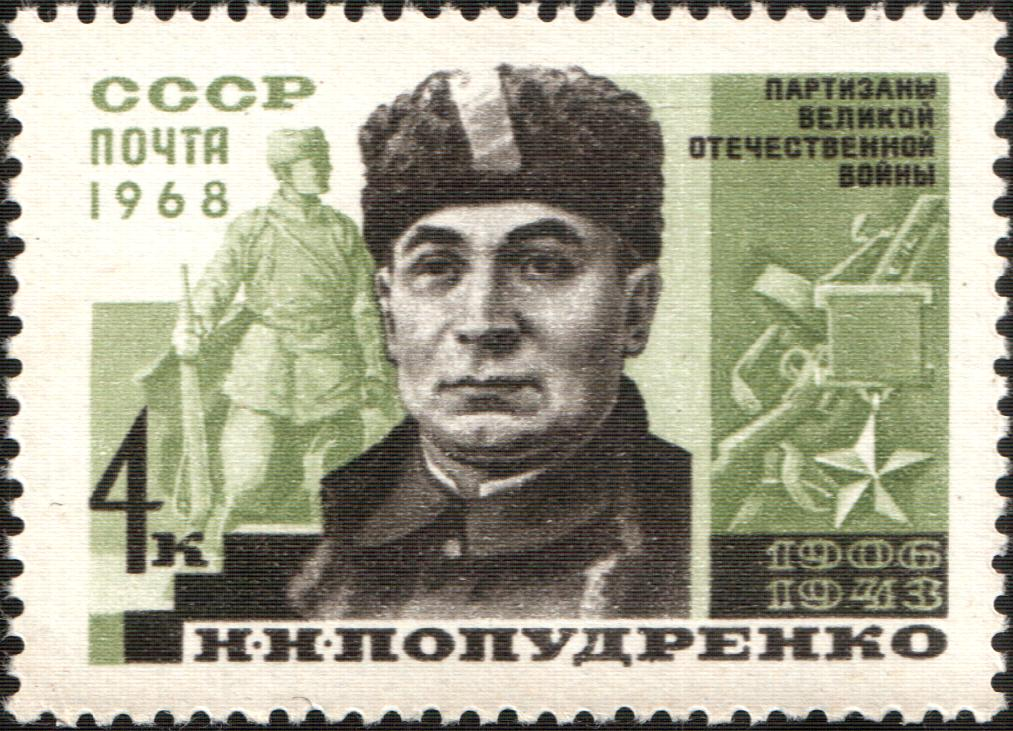
Николай Попудренко
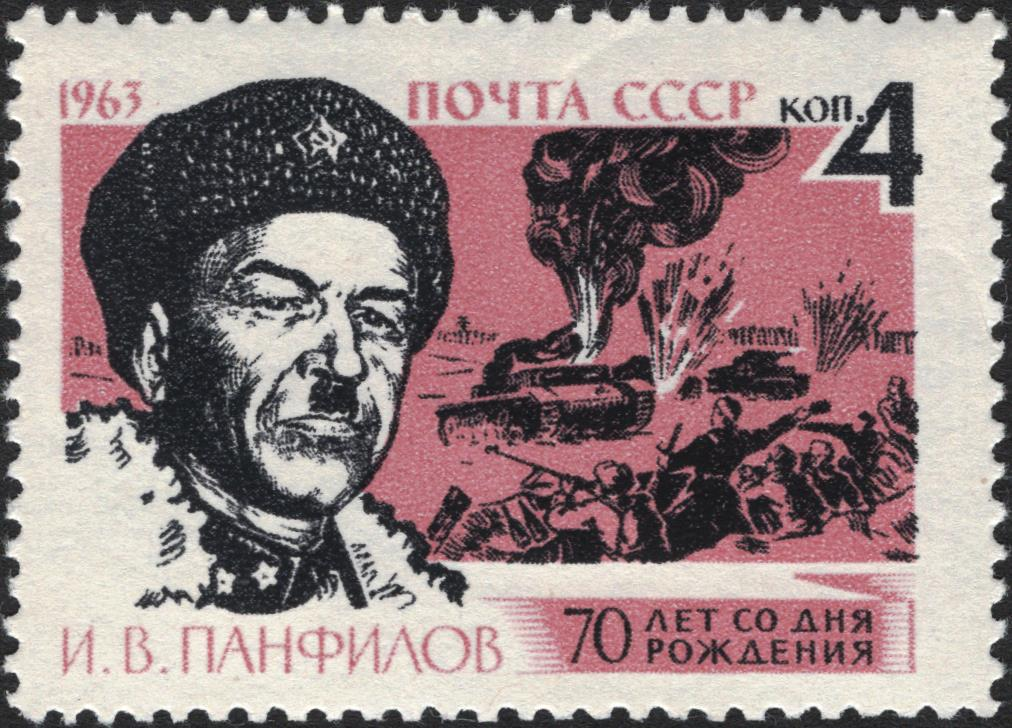
Иван Панфилов
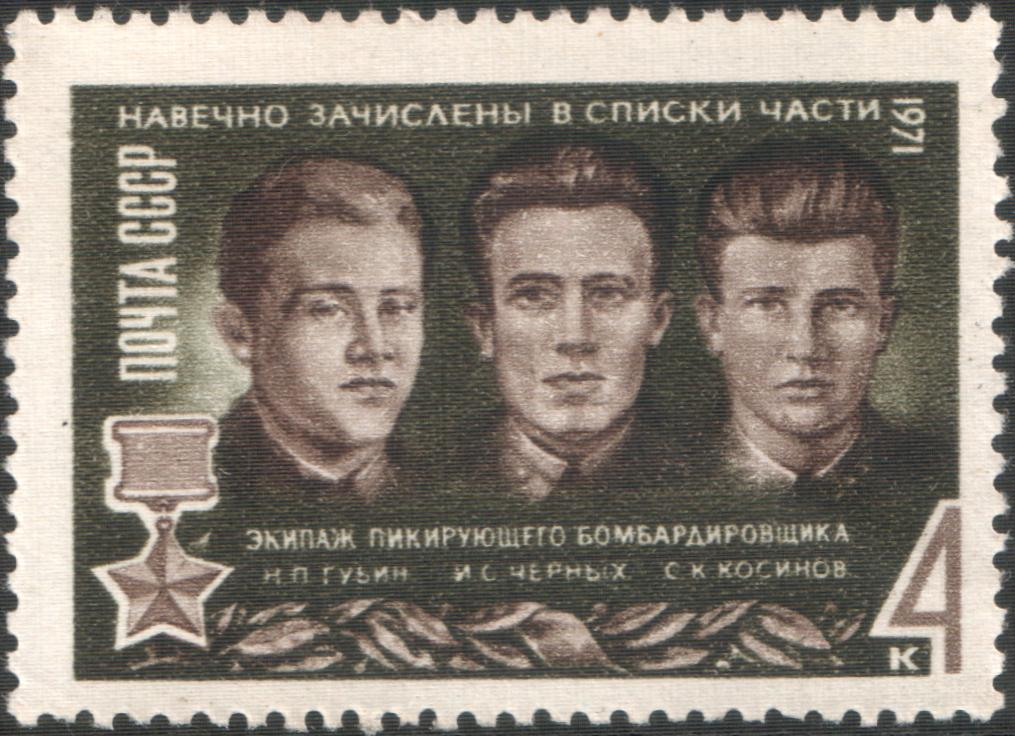
Назар Губин, Иван Черных, Семён Косинов
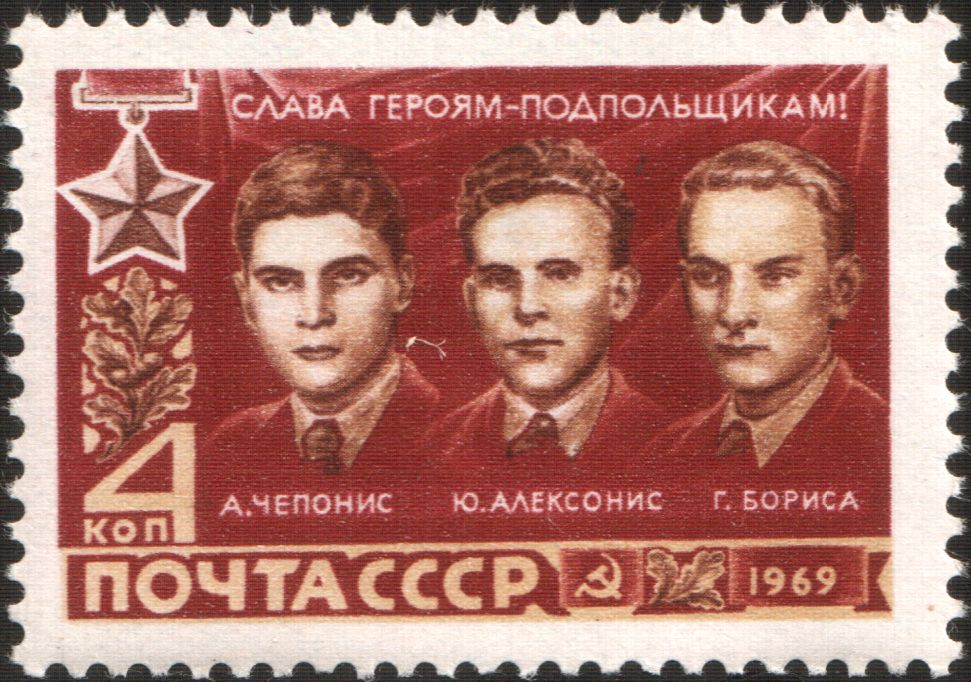
Юозас Алексонис, Губертас Бориса, Альфонсас Чепонис
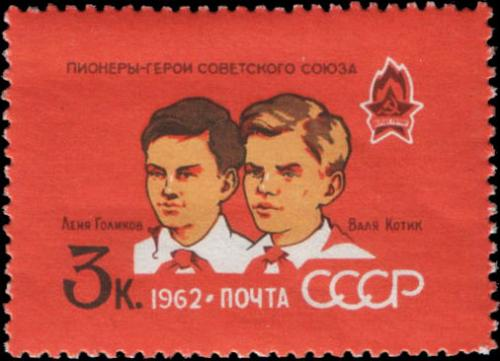
Леонид Голиков, Валентин Котик
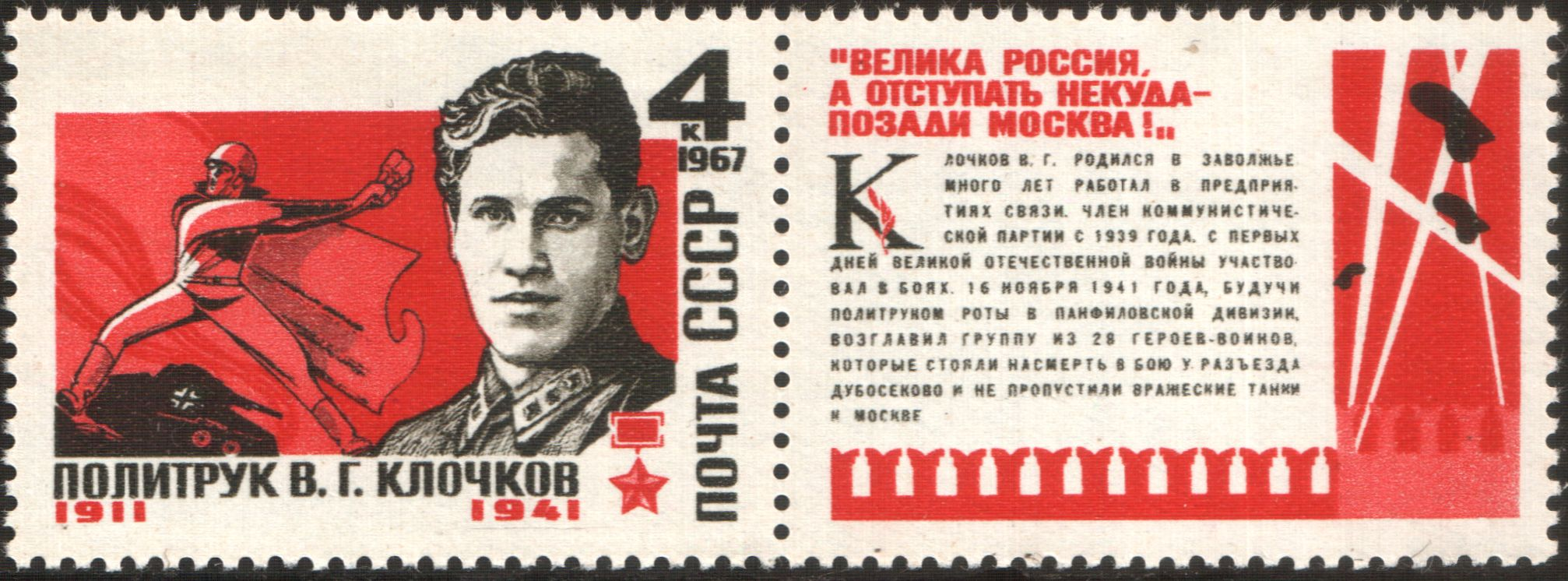
Василий Клочков
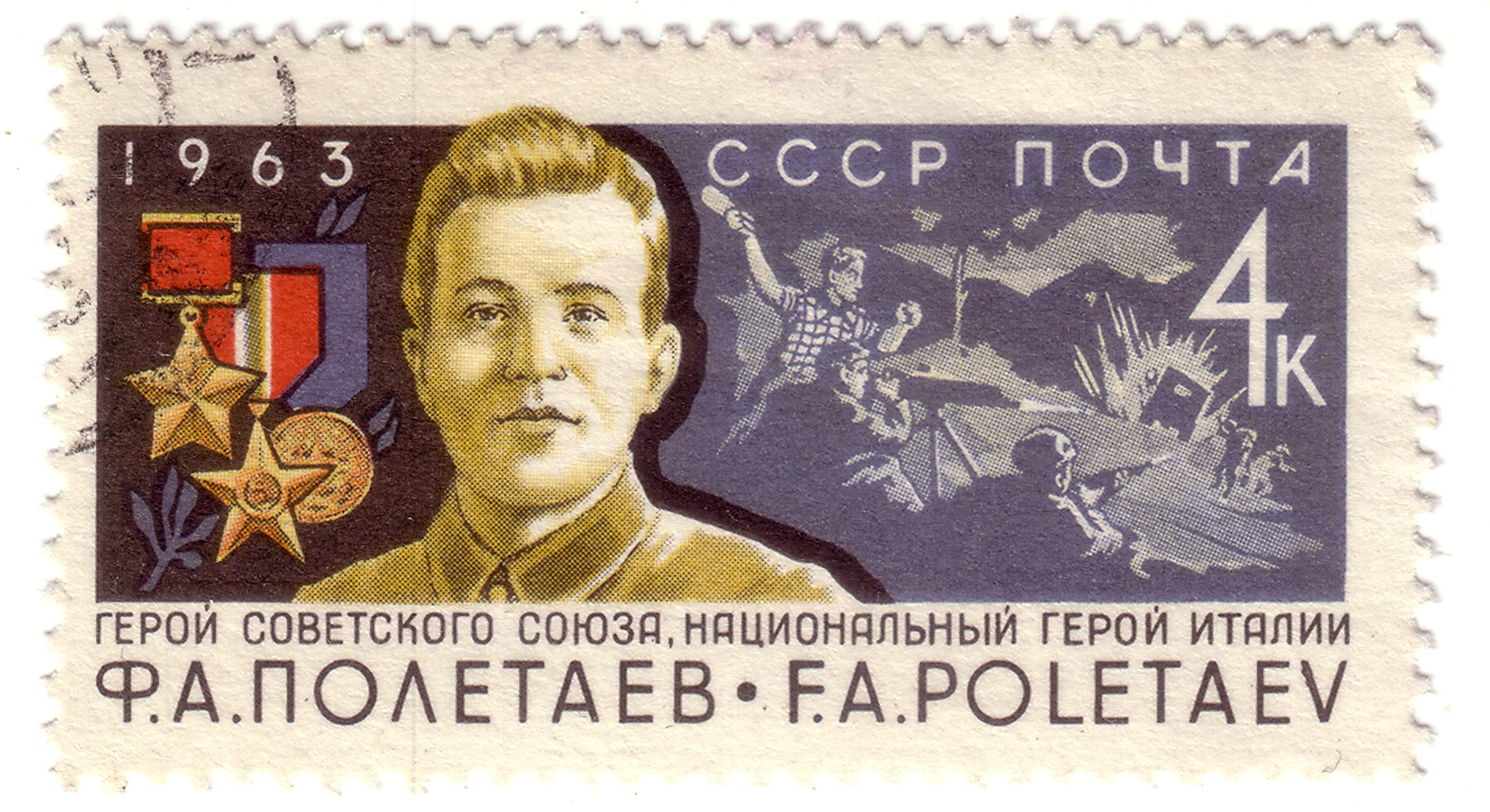
Фёдор Полетаев

#### Герои-космонавты
Советские космонавты награждались званием Героя Советского Союза, и каждому из них были посвящены марки СССР и ряда других государств.

Герои Советского Союза — лётчики-космонавты
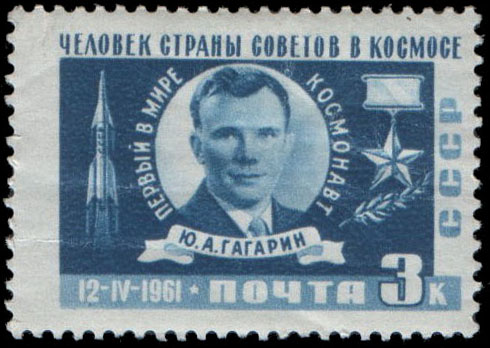
Юрий Гагарин
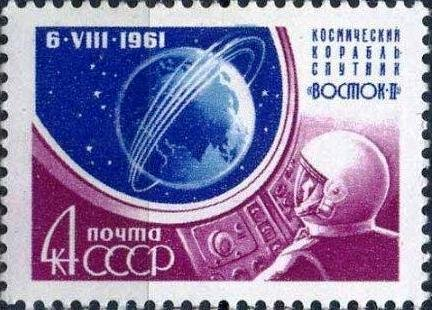
Герман Титов
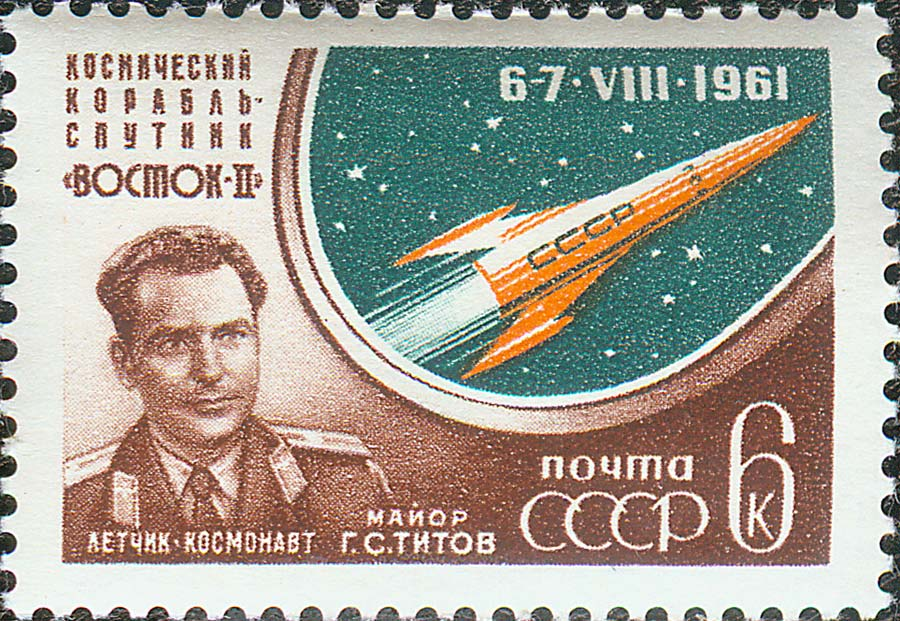
Герман Титов
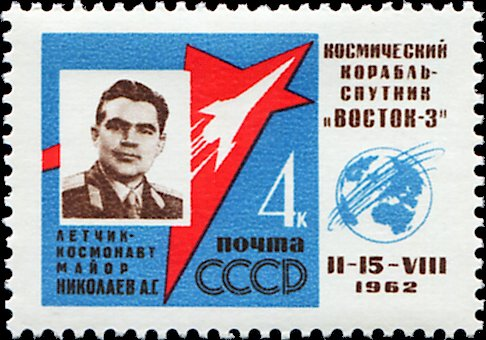
Андриян Николаев
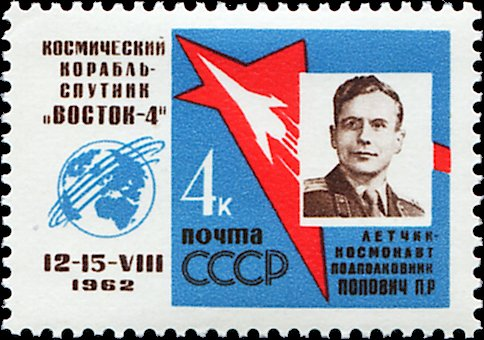
Павел Попович
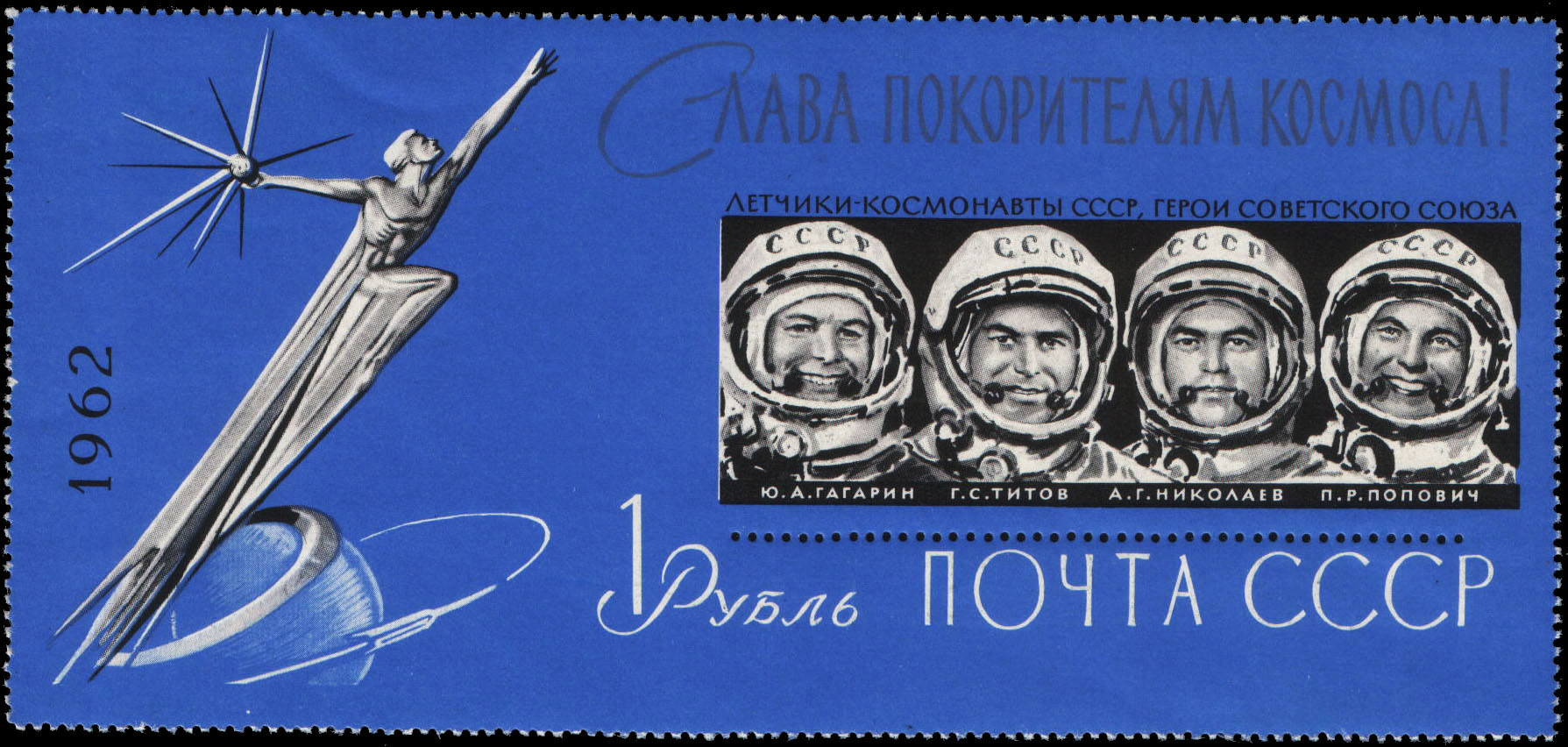
Юрий Гагарин, Герман Титов, Андриян Николаев, Павел Попович
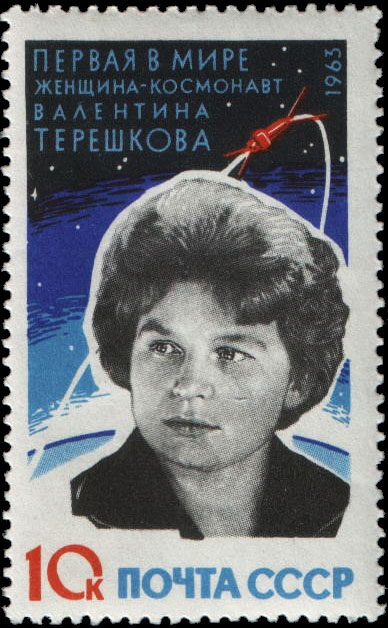
Валентина Терешкова
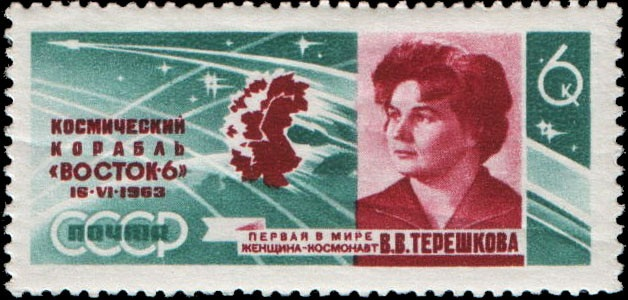
Валентина Терешкова
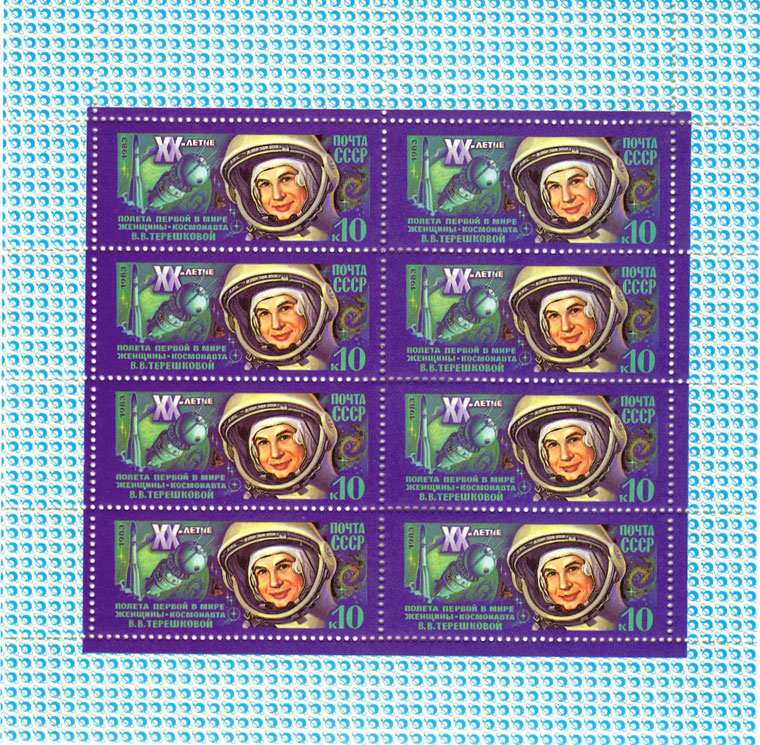
Валентина Терешкова
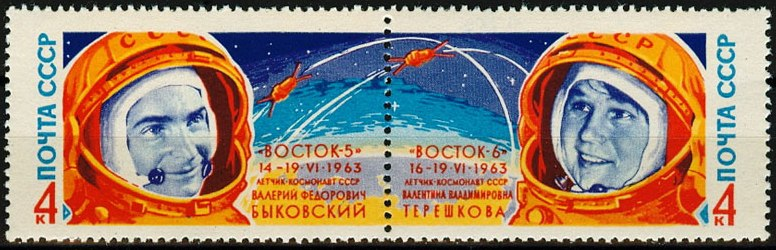
Валерий Быковский, Валентина Терешкова
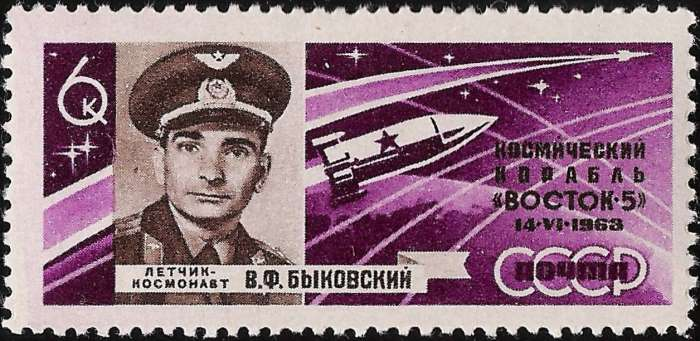
Валерий Быковский
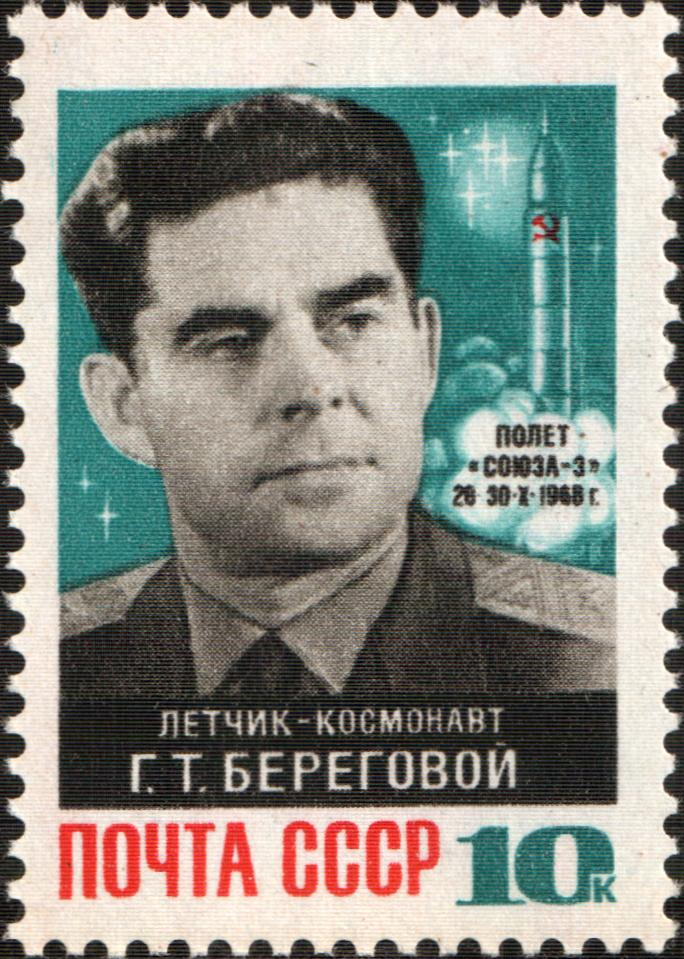
Георгий Береговой
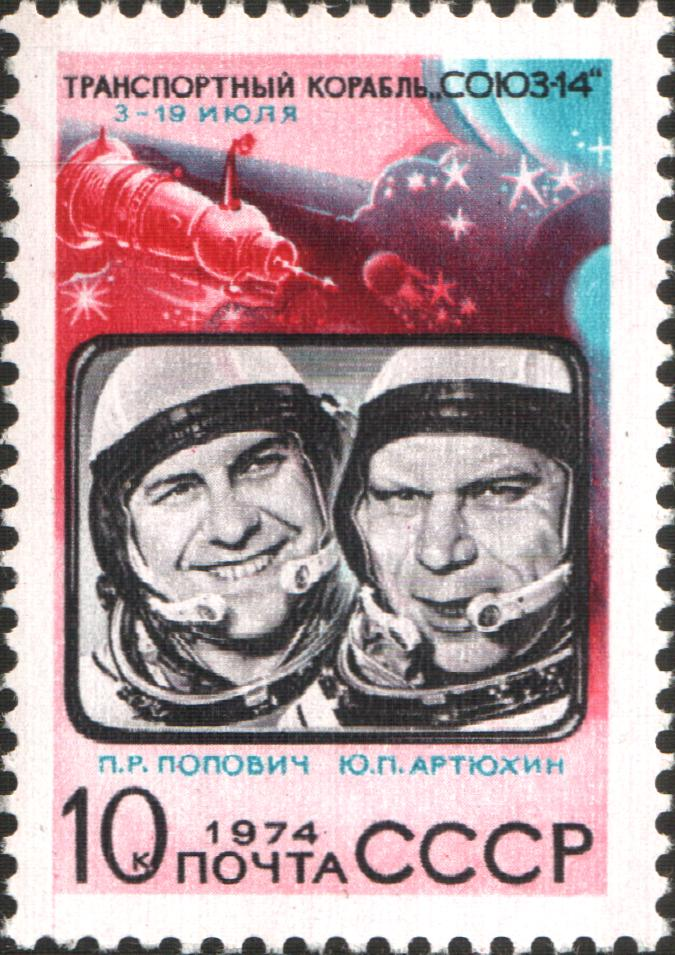
Юрий Артюхин, Павел Попович
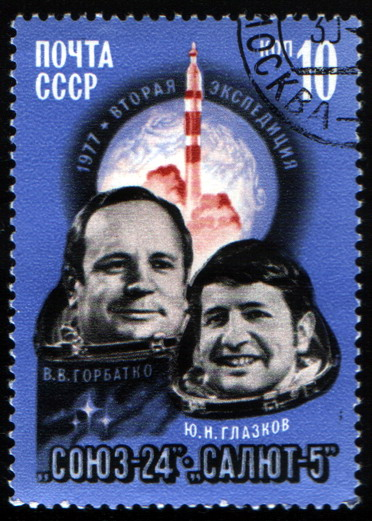
Юрий Глазков, Виктор Горбатко
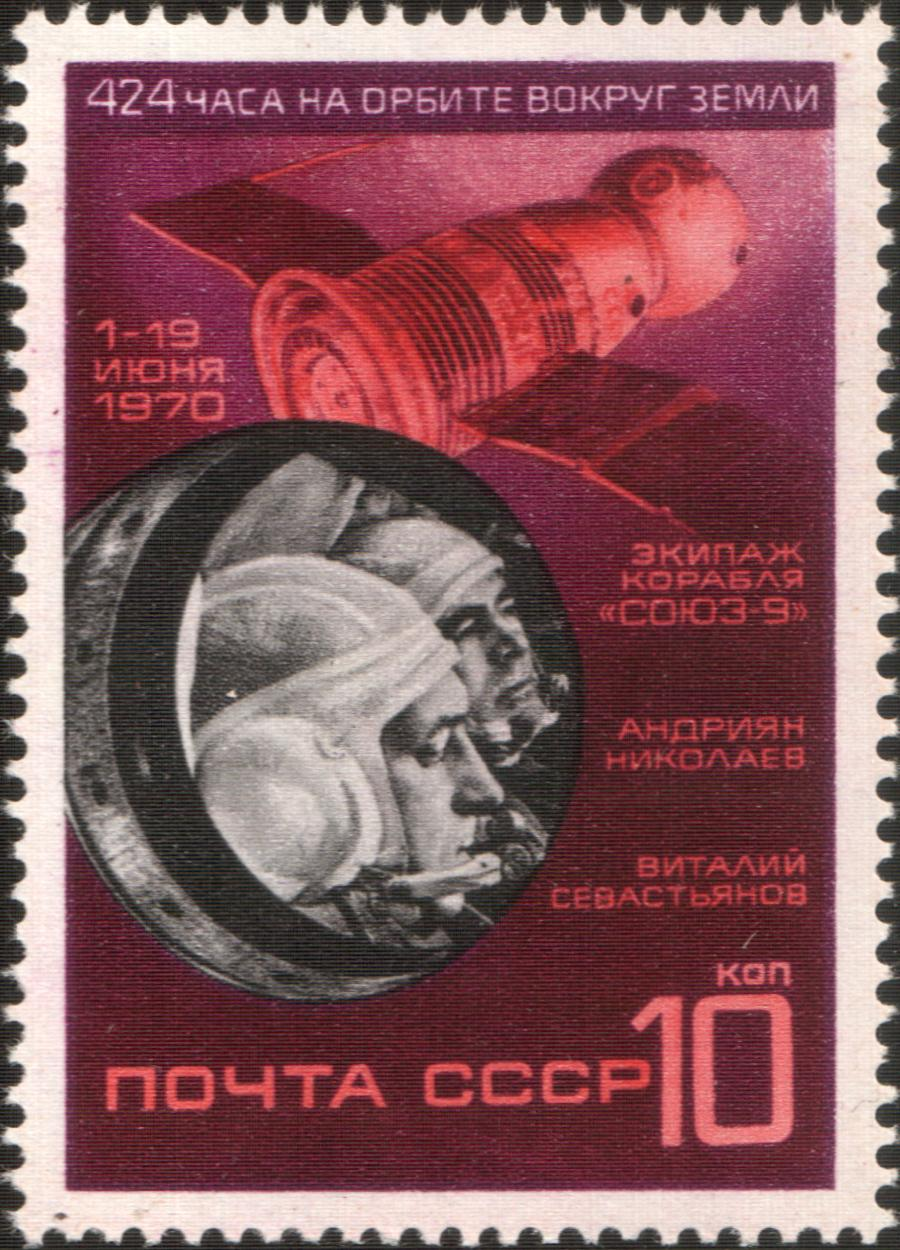
Андриян Николаев, Виталий Севастьянов
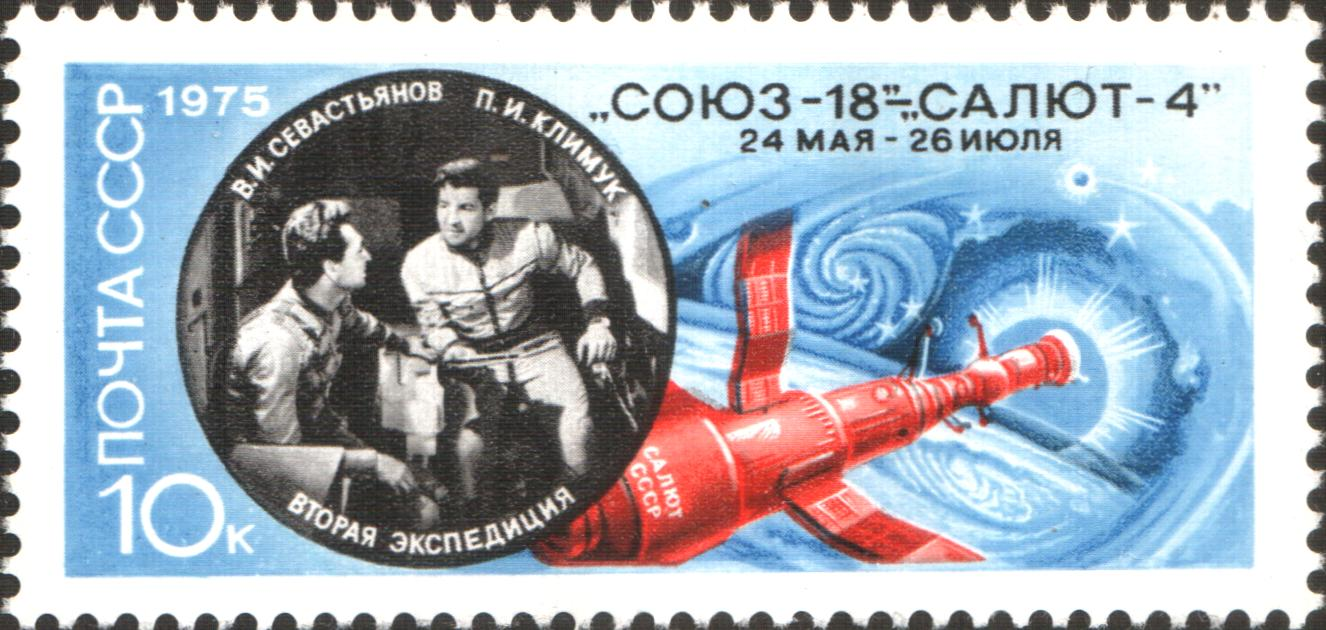
Пётр Климук, Виталий Севастьянов
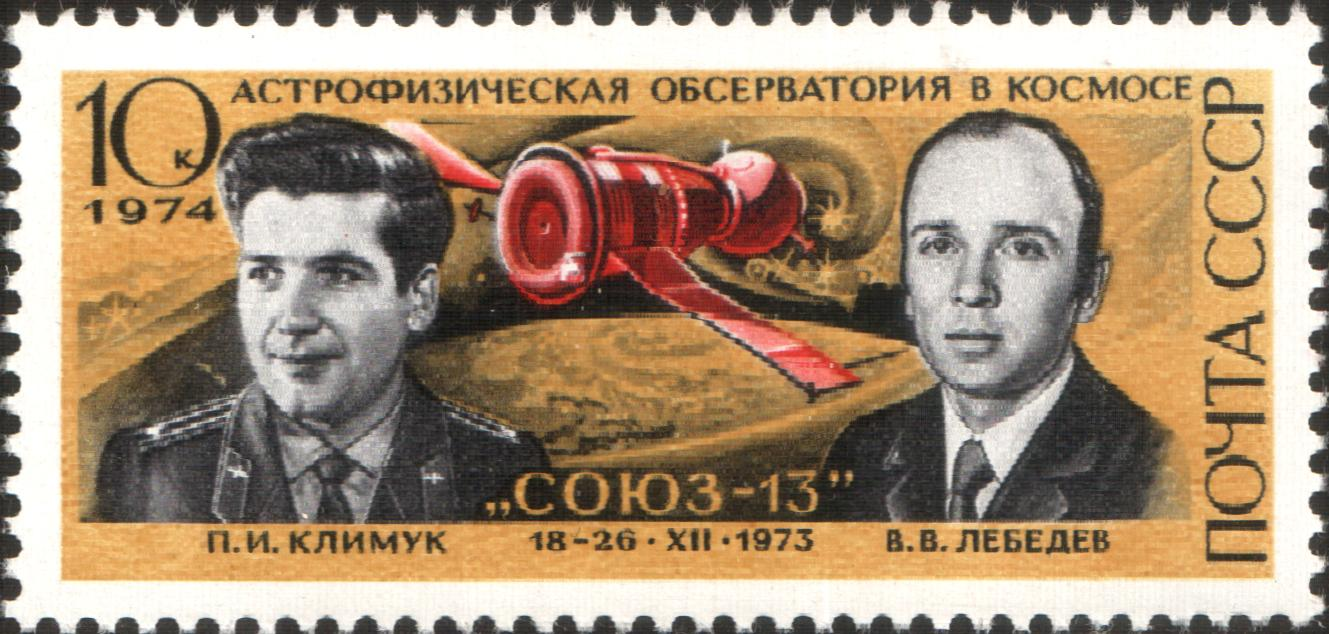
Пётр Климук, Валентин Лебедев
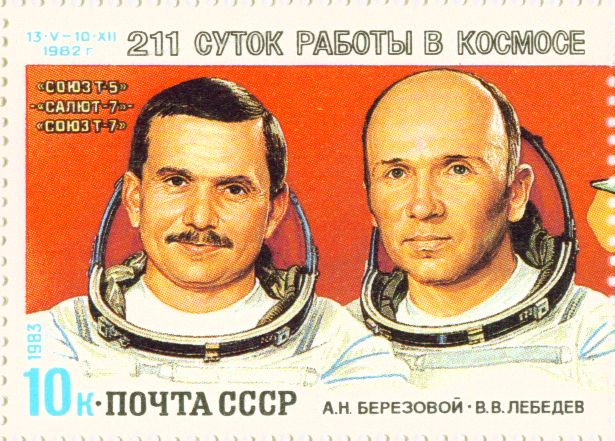
Валентин Лебедев, Анатолий Березовой
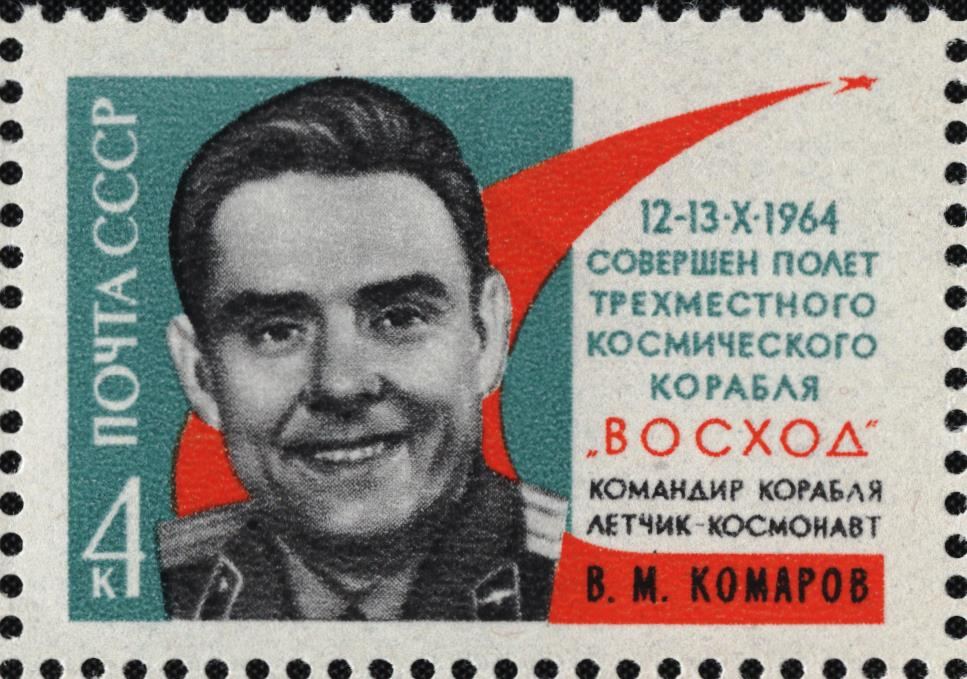
Владимир Комаров
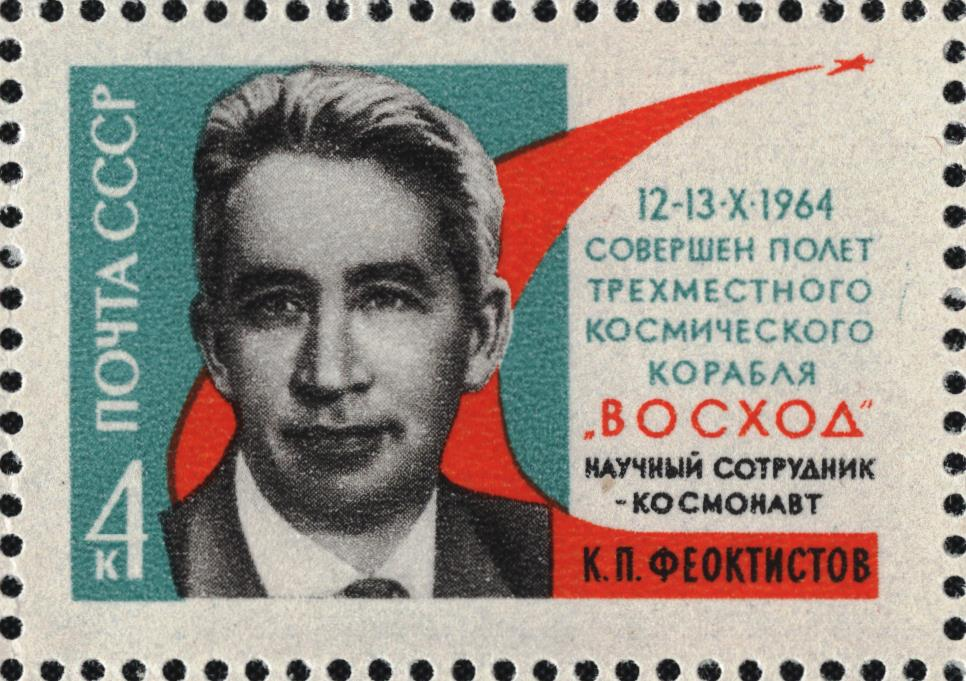
Константин Феоктистов
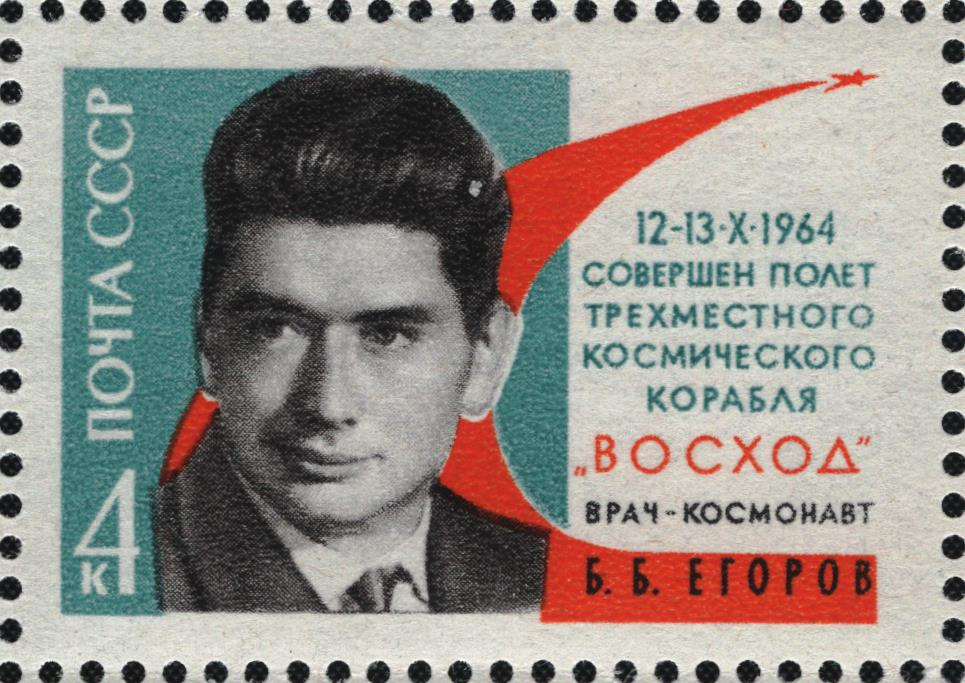
Борис Егоров
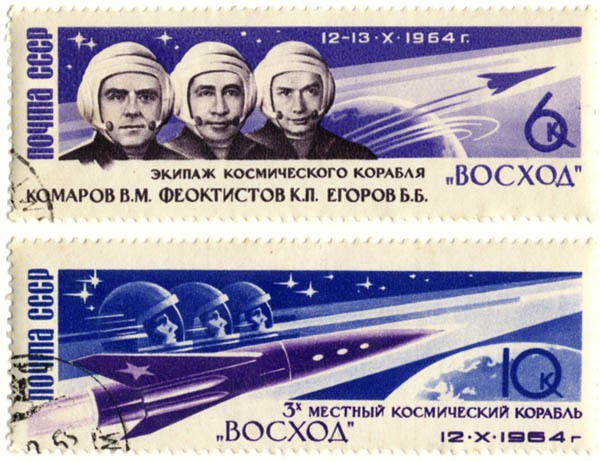
Владимир Комаров, Константин Феоктистов, Борис Егоров
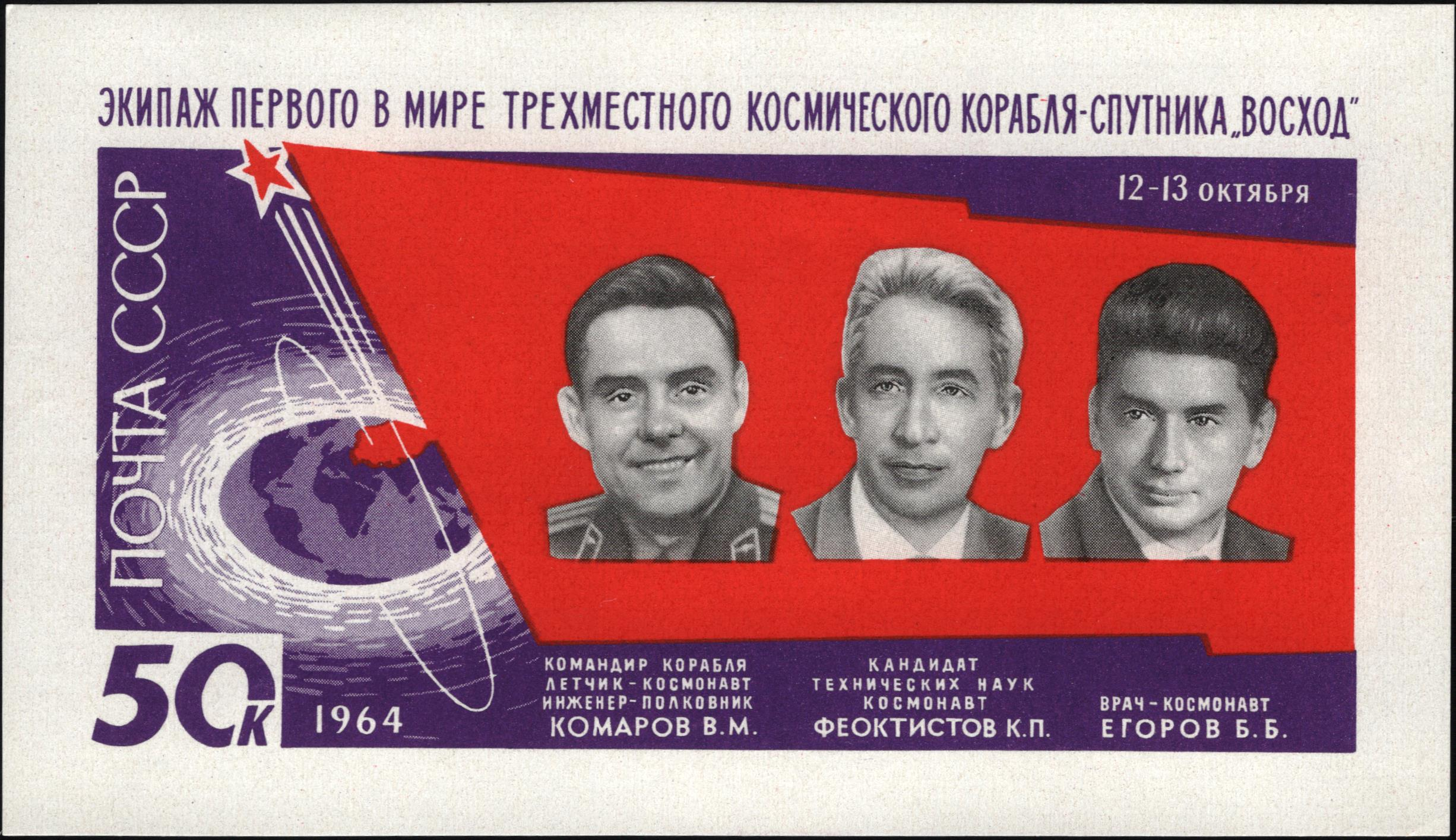
Владимир Комаров, Константин Феоктистов, Борис Егоров
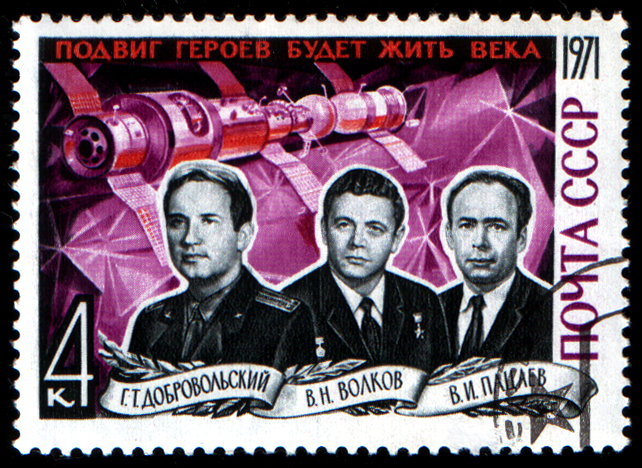
Владислав Волков, Георгий Добровольский, Виктор Пацаев
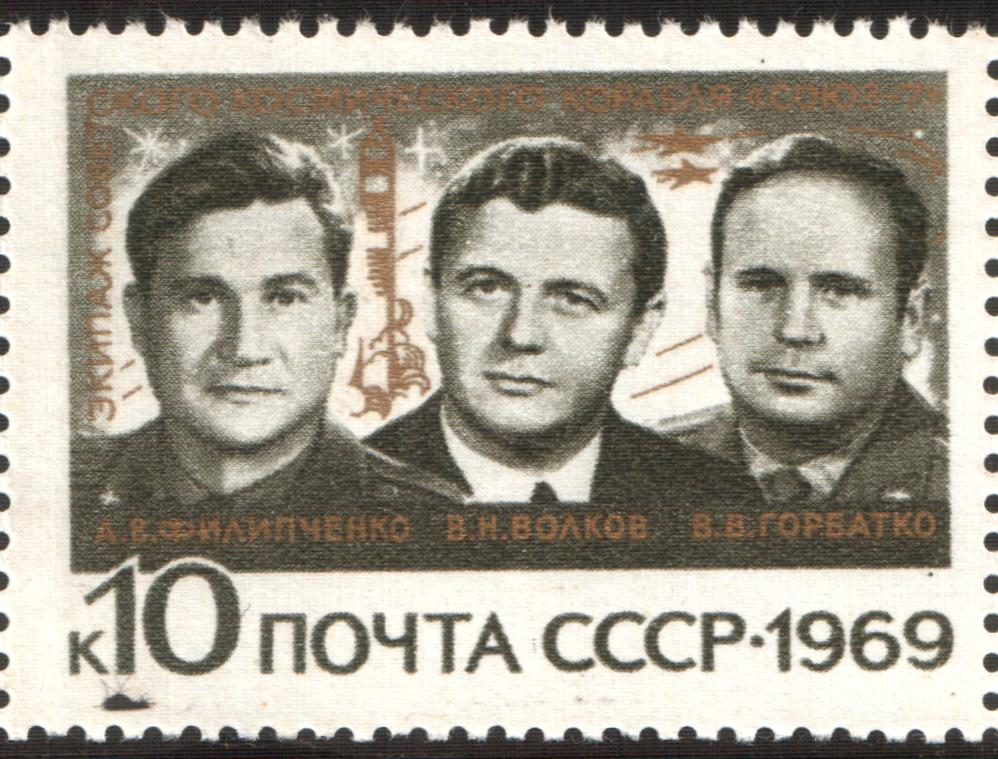
Владислав Волков, Виктор Горбатко, Анатолий Филипченко
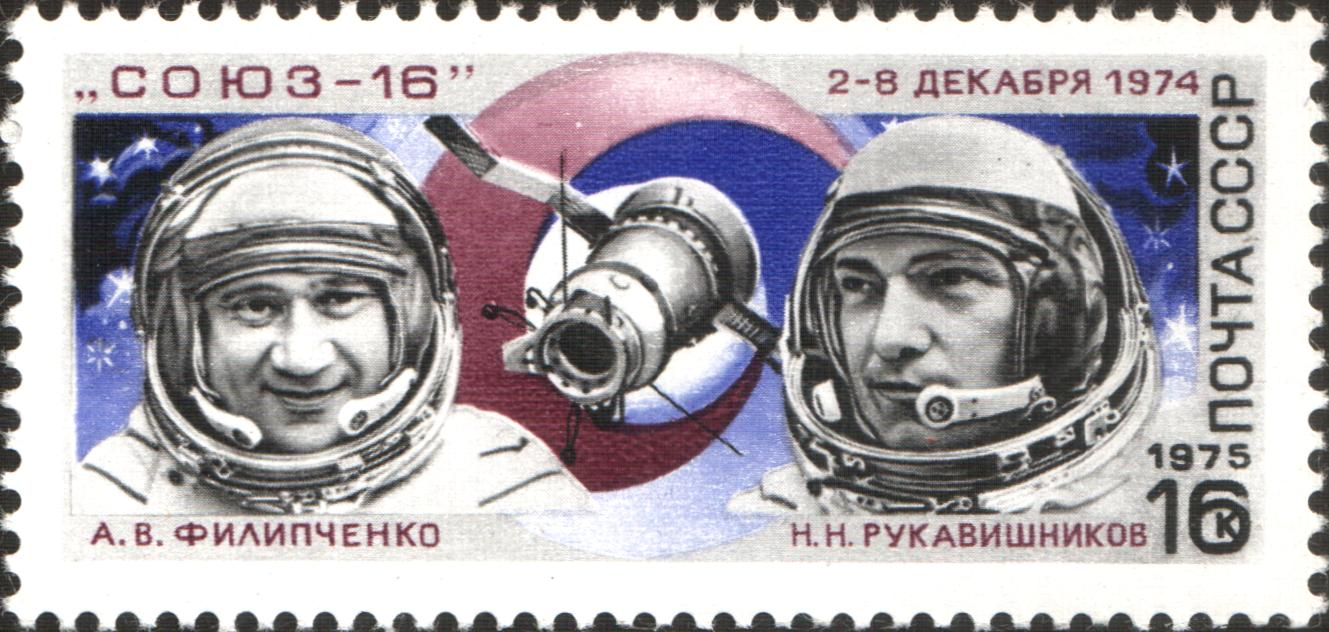
Анатолий Филипченко, Николай Рукавишников
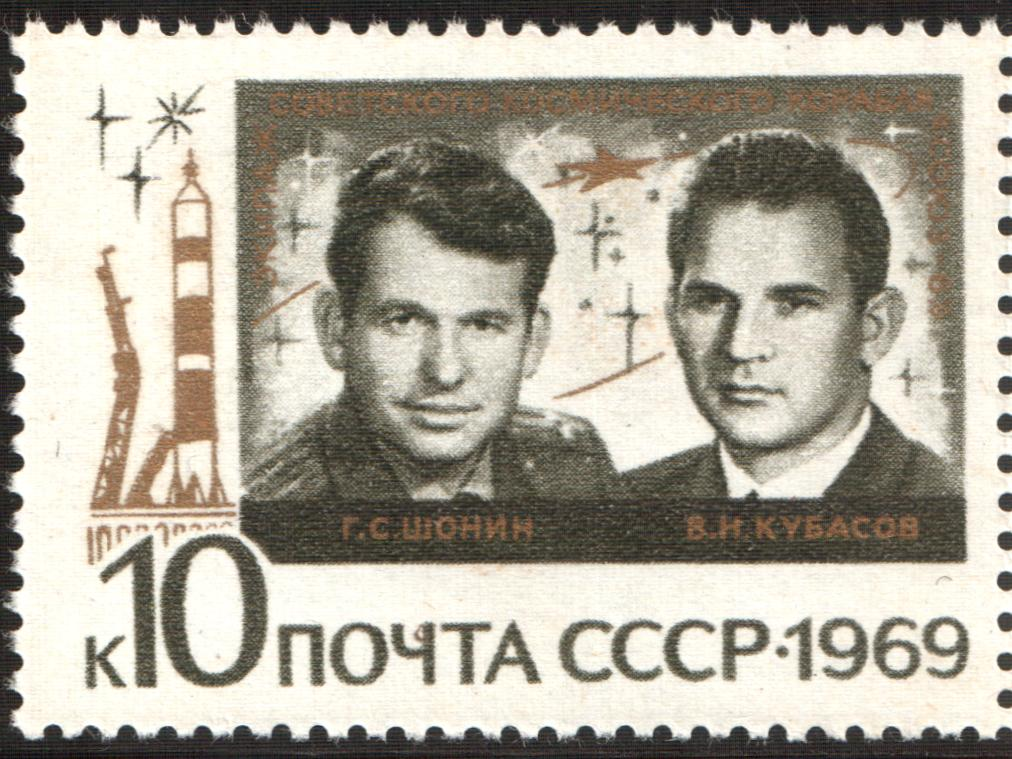
Валерий Кубасов, Георгий Шонин
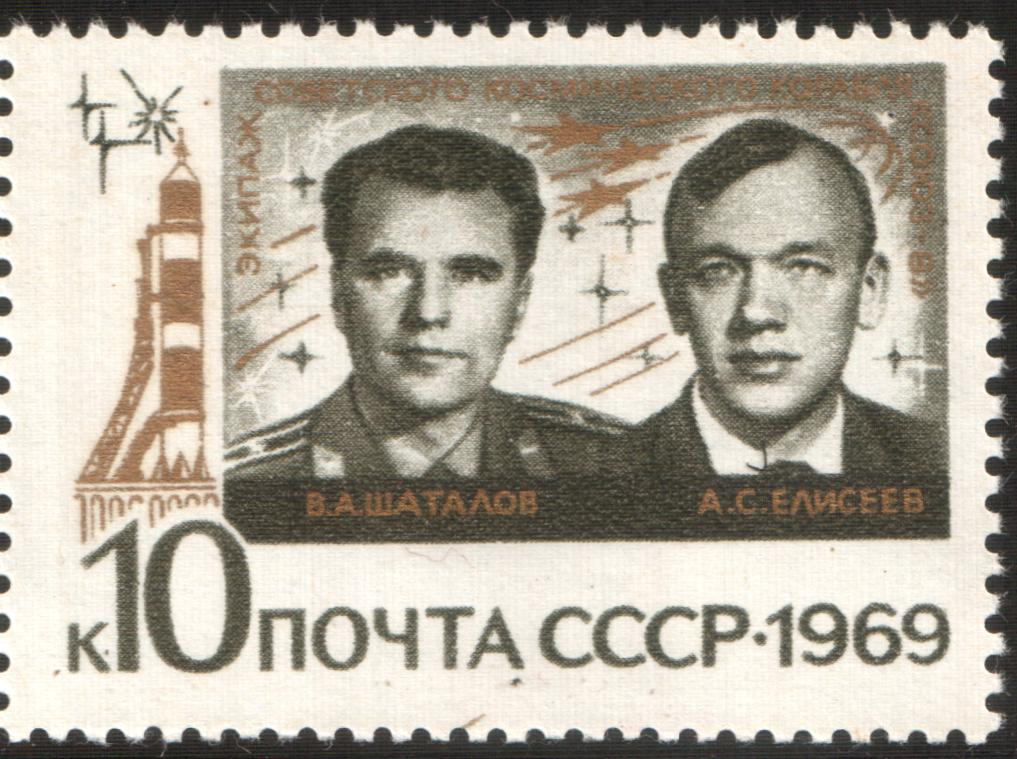
Алексей Елисеев, Владимир Шаталов
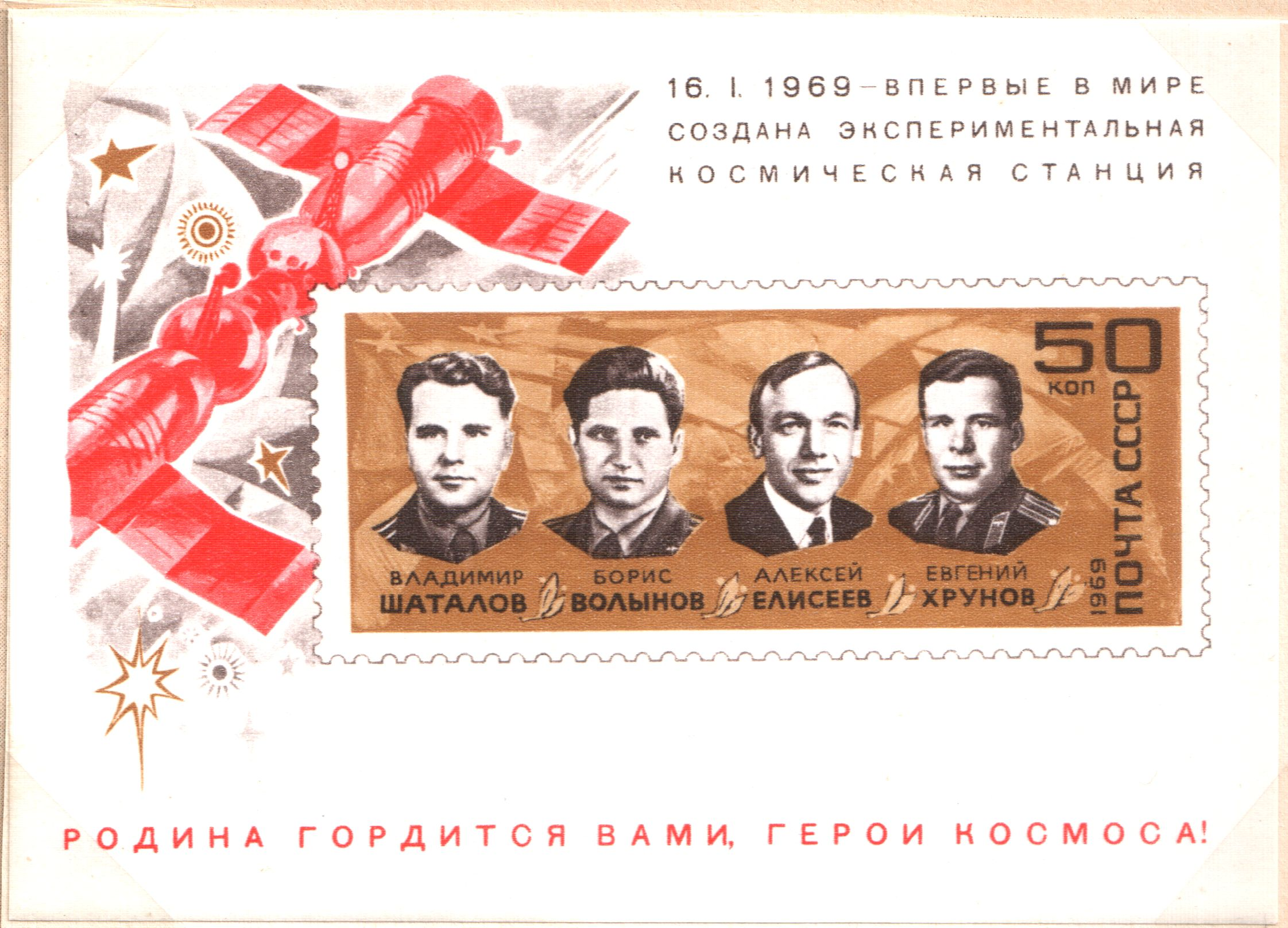
Владимир Шаталов, Борис Волынов, Алексей Елисеев, Евгений Хрунов
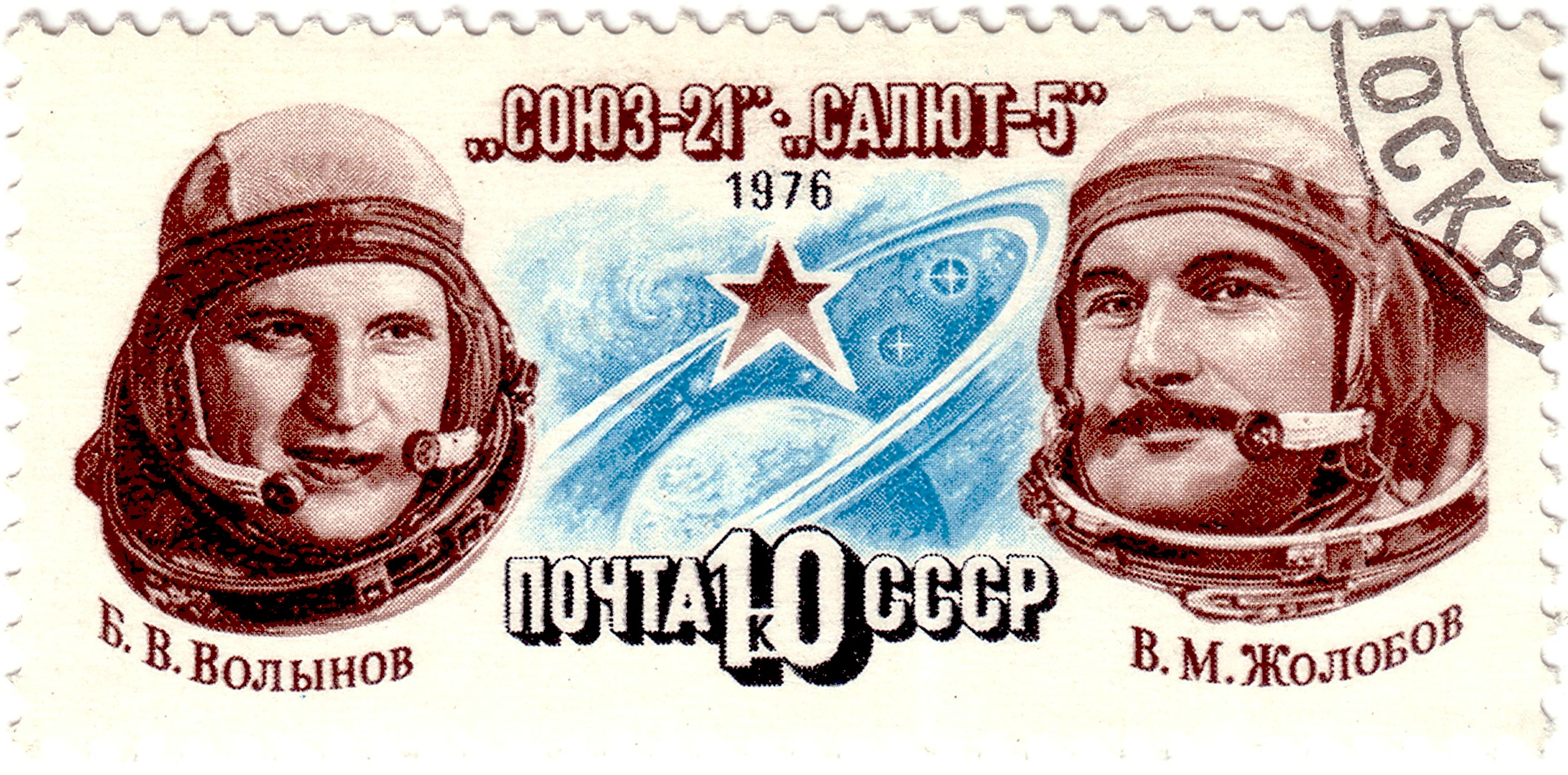
Виталий Жолобов, Борис Волынов
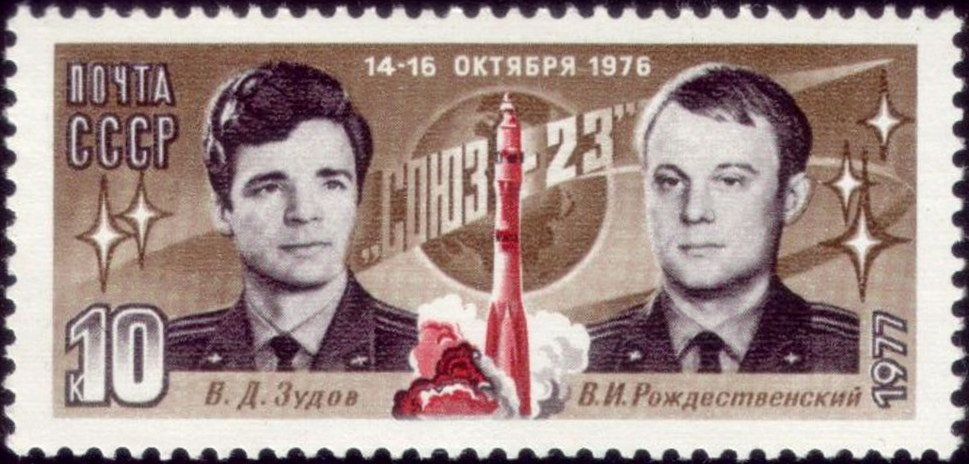
Вячеслав Зудов, Валерий Рождественский
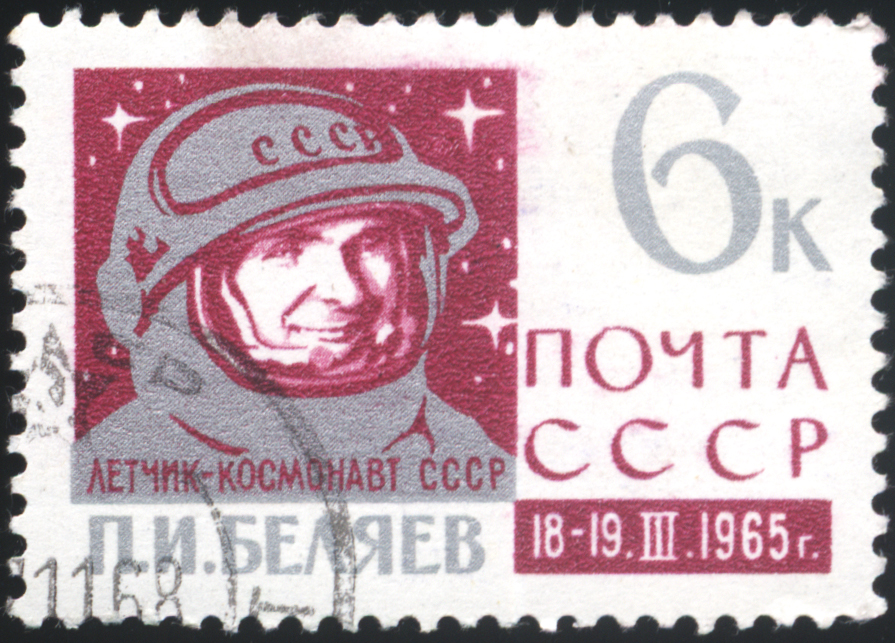
Павел Беляев
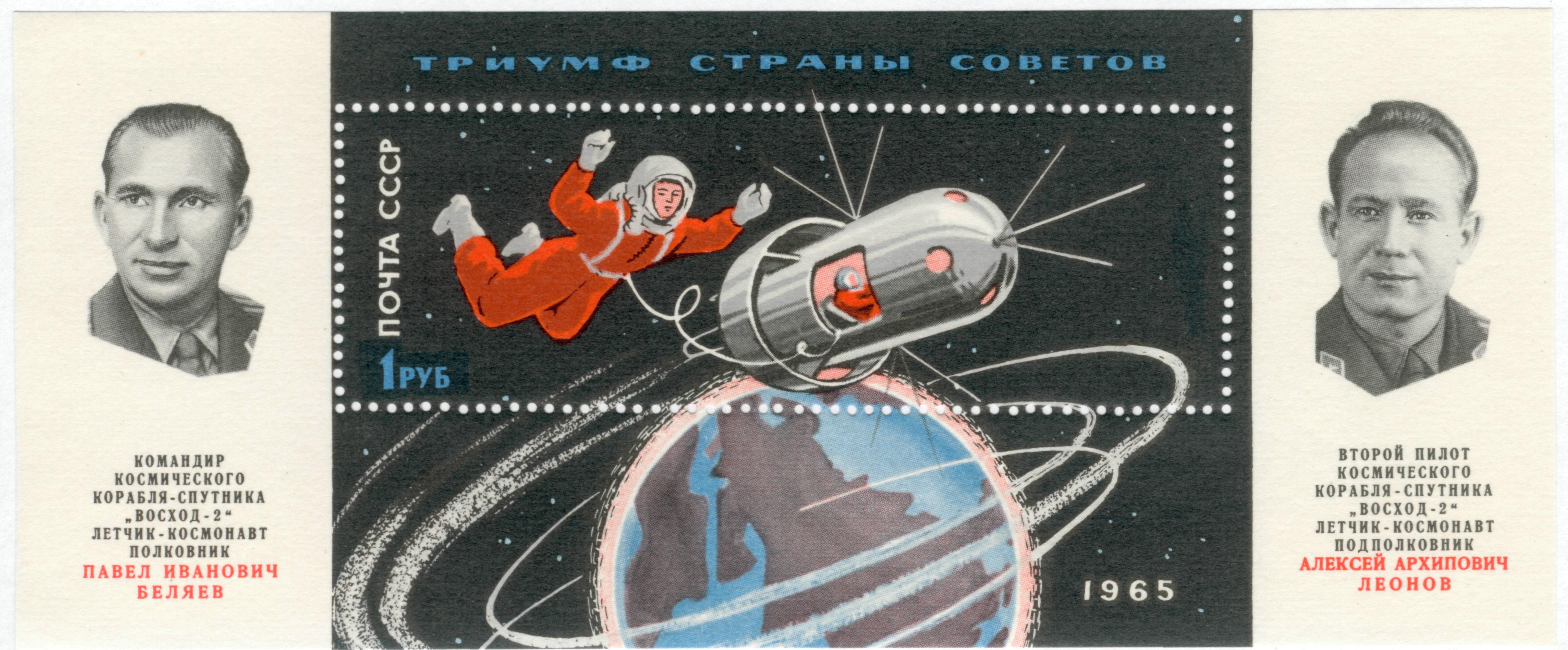
Павел Беляев, Алексей Леонов
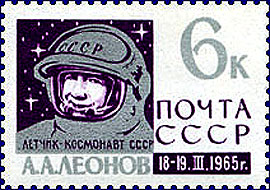
Алексей Леонов
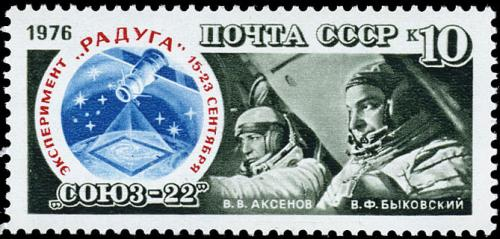
Владимир Аксёнов, Валерий Быковский
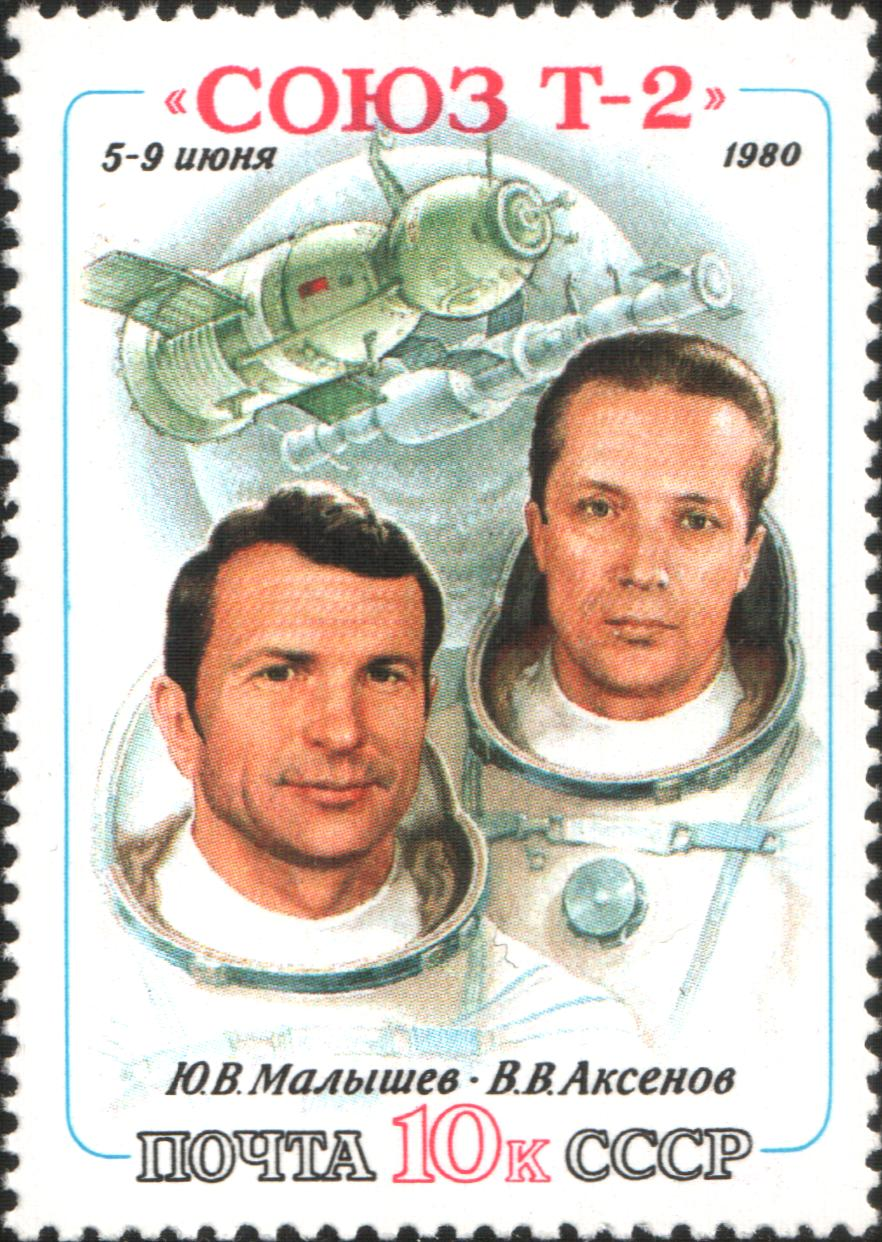
Владимир Аксёнов, Юрий Малышев
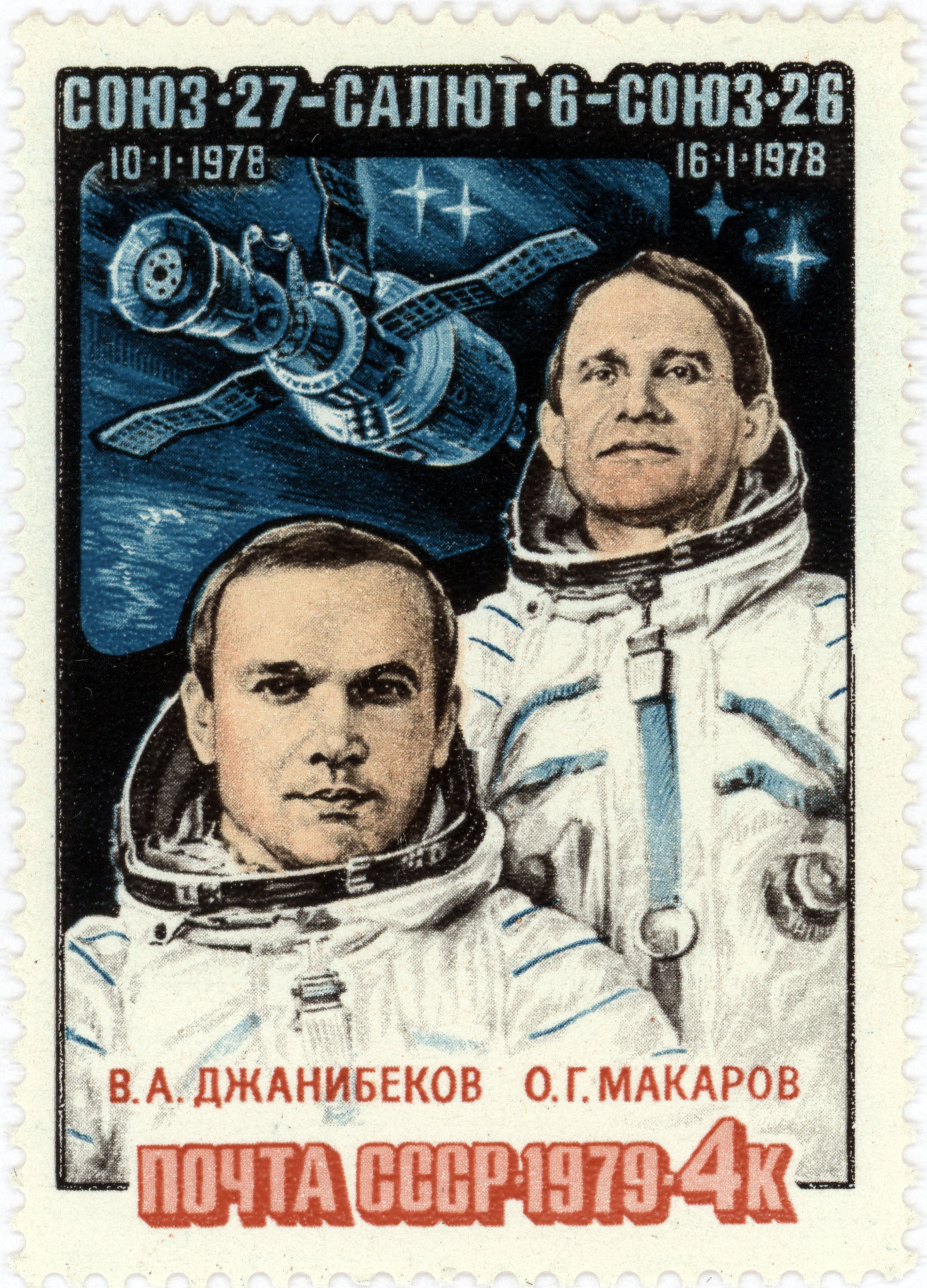
Владимир Джанибеков, Олег Макаров
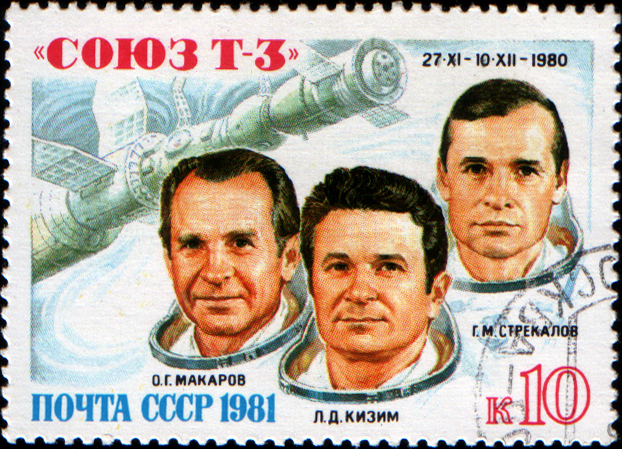
Леонид Кизим, Геннадий Стрекалов, Олег Макаров
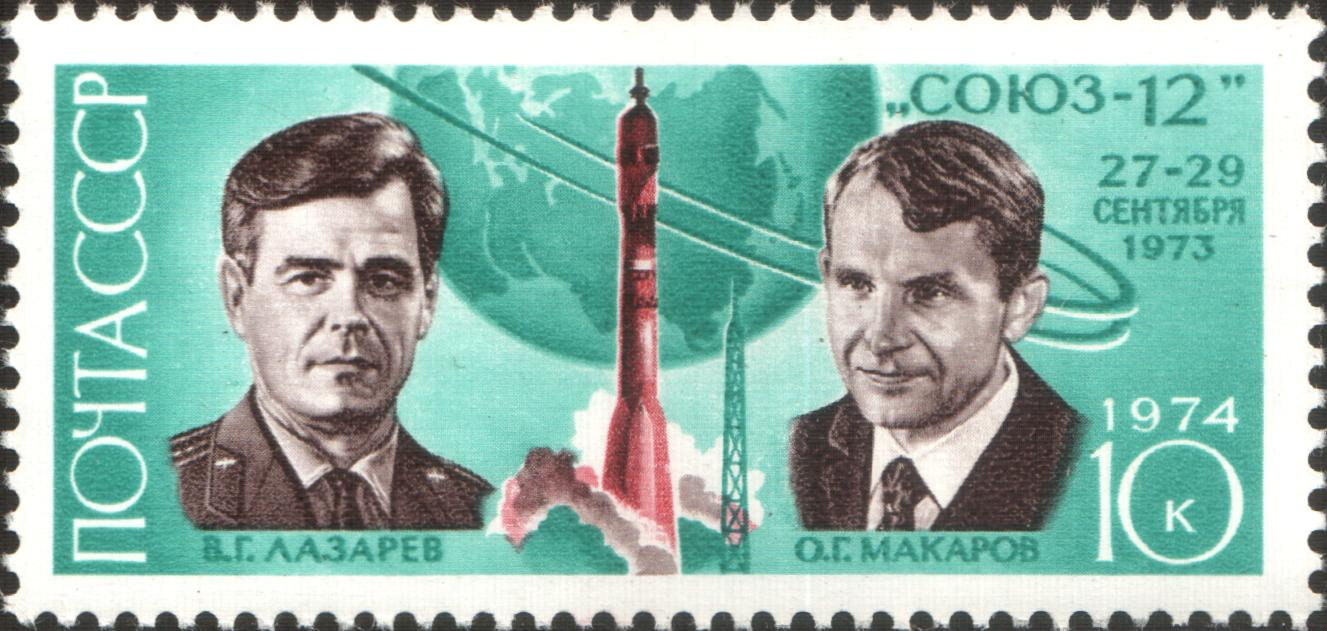
Василий Лазарев, Олег Макаров
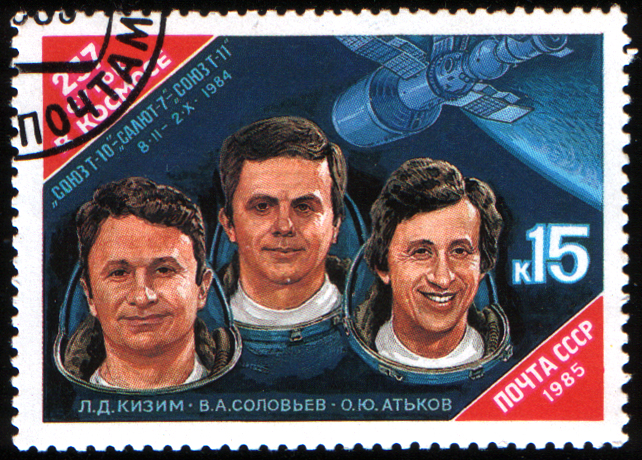
Олег Атьков, Леонид Кизим, Владимир Соловьёв
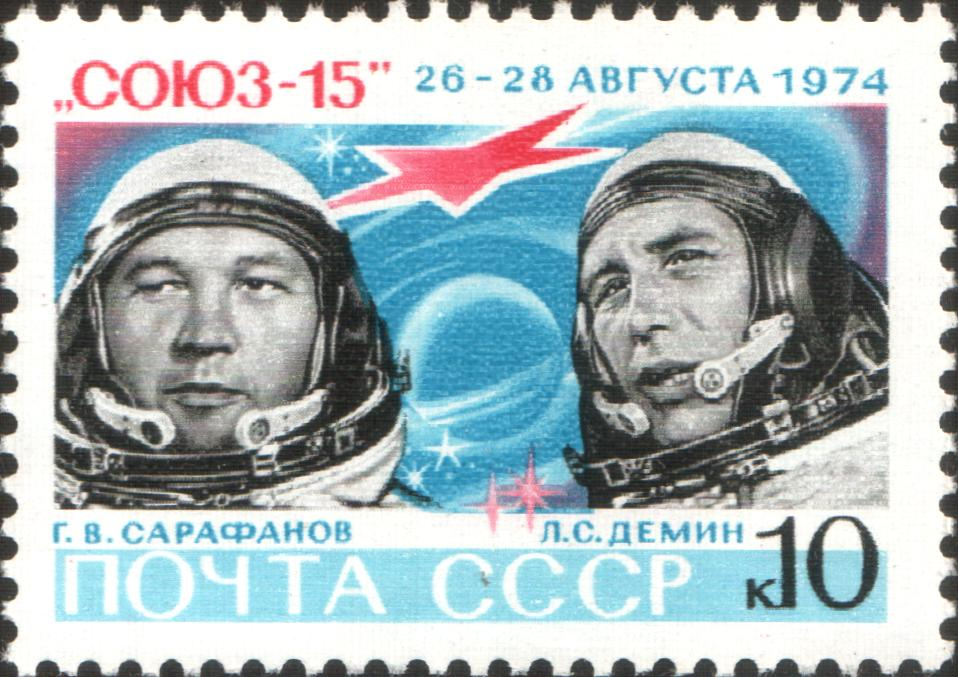
Лев Дёмин, Геннадий Сарафанов
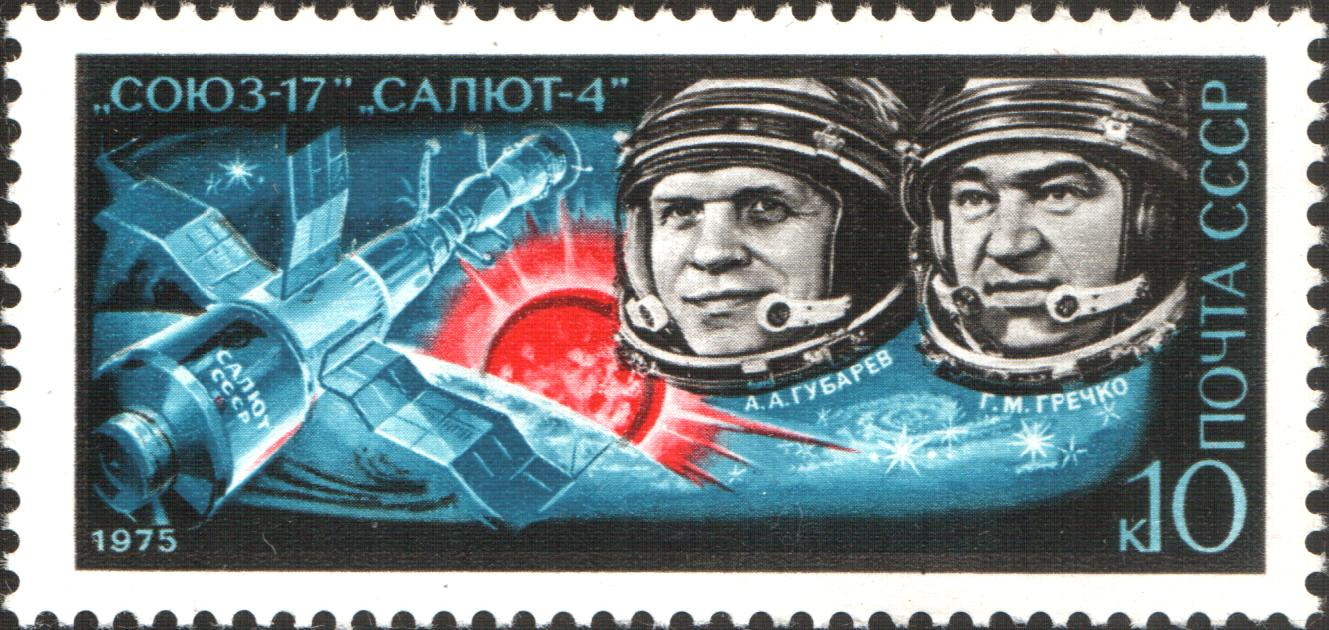
Георгий Гречко, Алексей Губарев
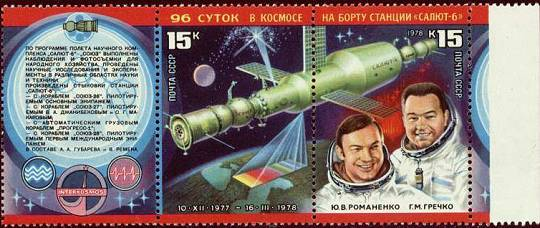
Юрий Романенко, Георгий Гречко
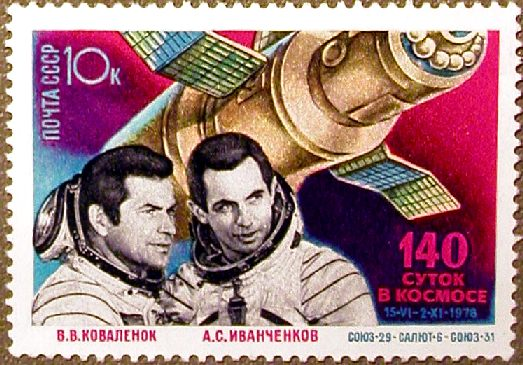
Александр Иванченков, Владимир Ковалёнок
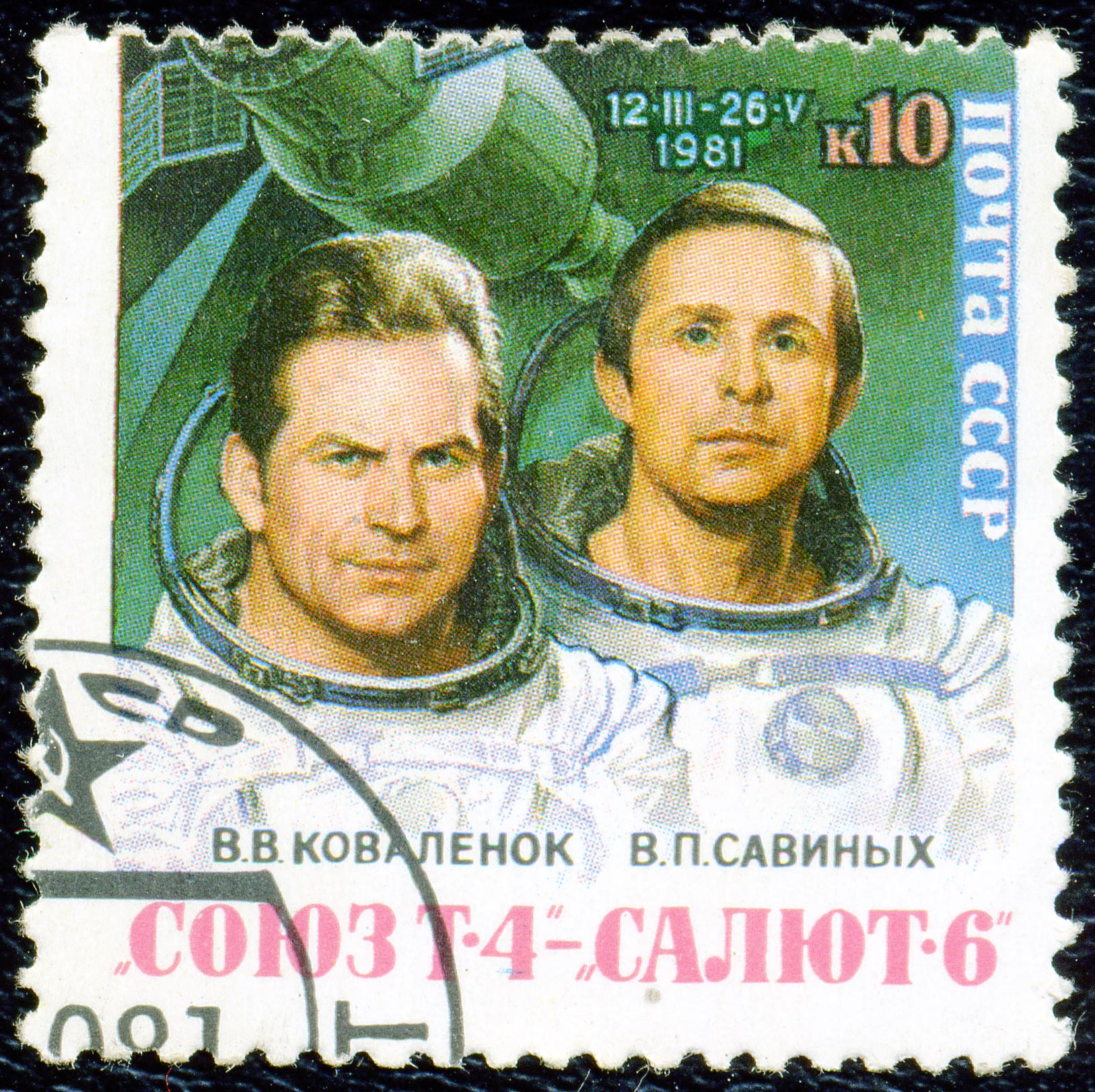
Владимир Ковалёнок, Виктор Савиных
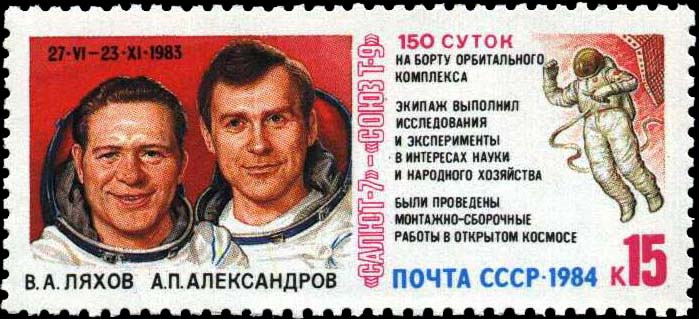
Александр Александров, Владимир Ляхов
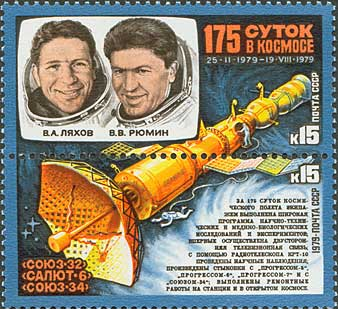
Владимир Ляхов, Валерий Рюмин
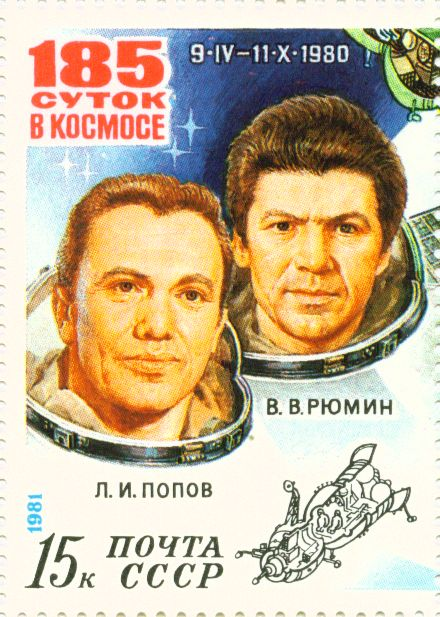
Леонид Попов, Валерий Рюмин
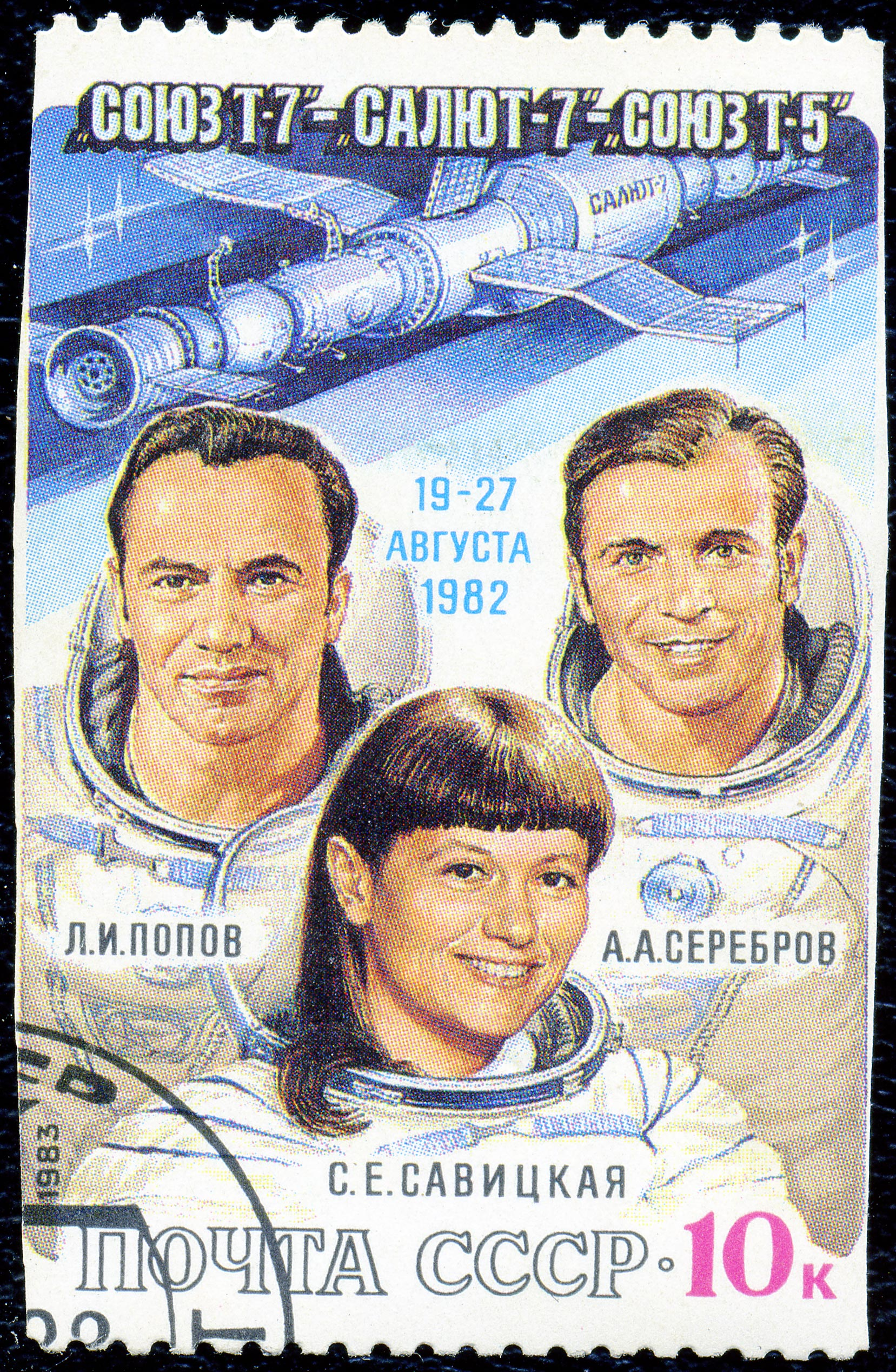
Светлана Савицкая, Леонид Попов, Александр Серебров
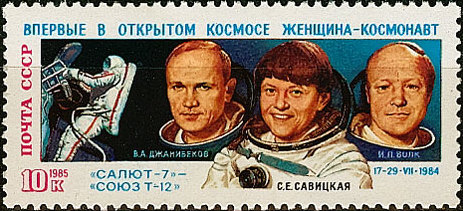
Владимир Джанибеков, Светлана Савицкая, Игорь Волк
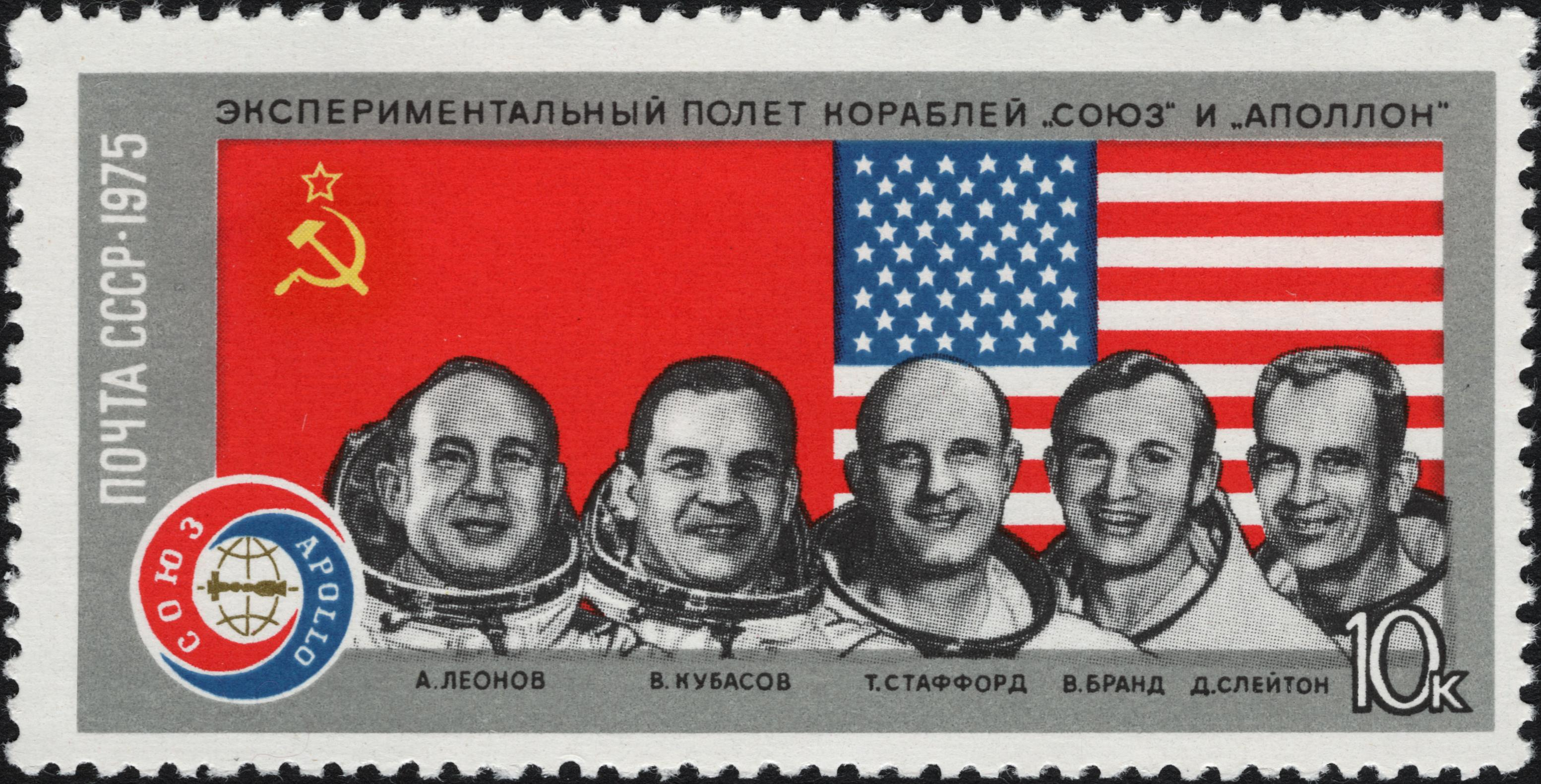
Алексей Леонов, Валерий Кубасов

## Выпуски России
После распада СССР Герои Советского Союза продолжали появляться на почтовых марках России и некоторых других бывших советских республик.

Герои Советского Союза, изображённые на почтовых марках России
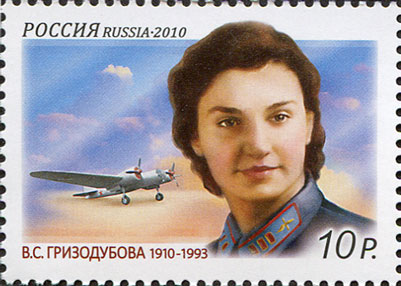
Валентина Гризодубова
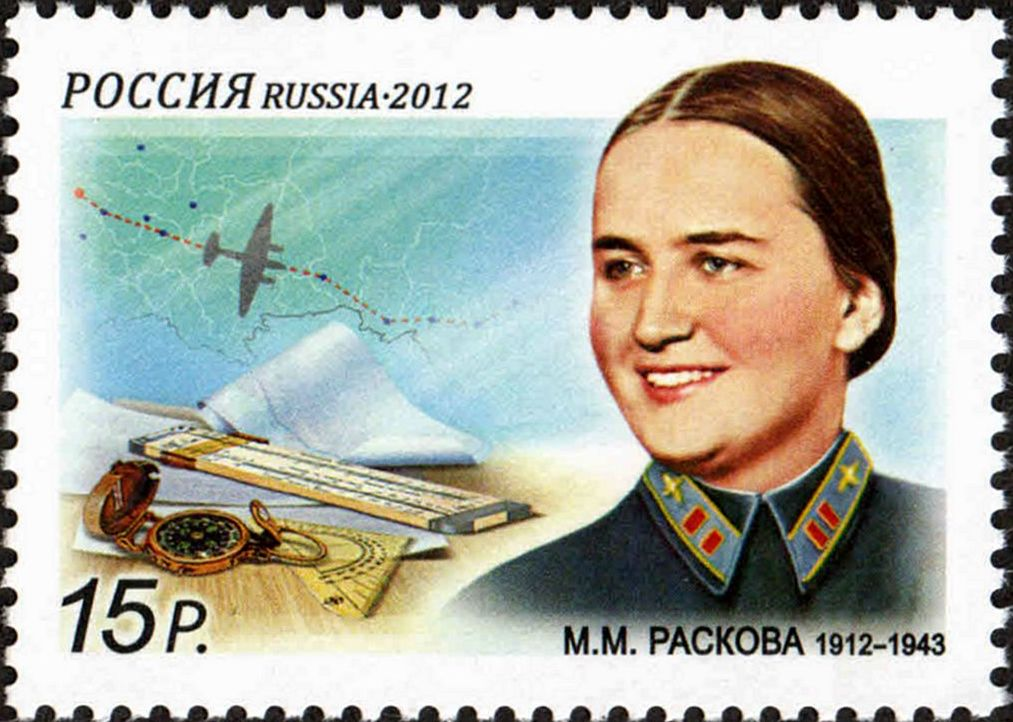
Марина Раскова
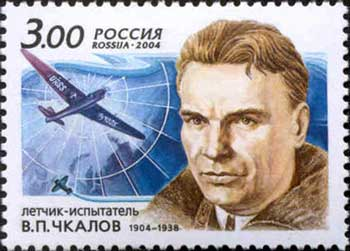
Валерий Чкалов
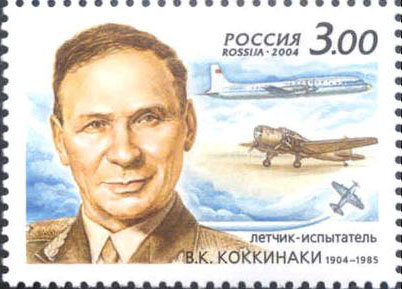
Владимир Коккинаки
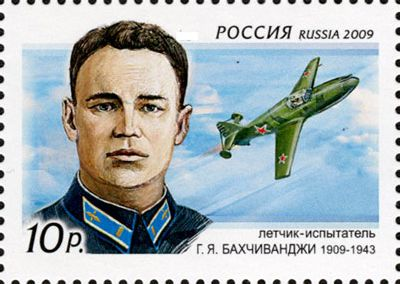
Григорий Бахчиванджи
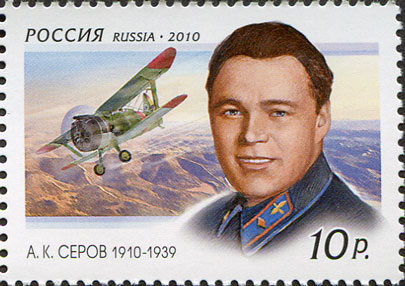
Анатолий Серов
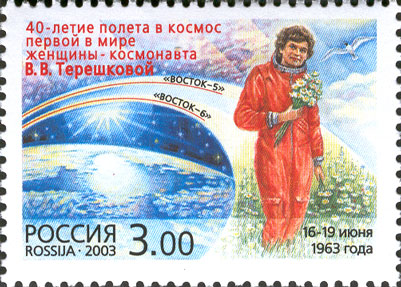
Валентина Терешкова
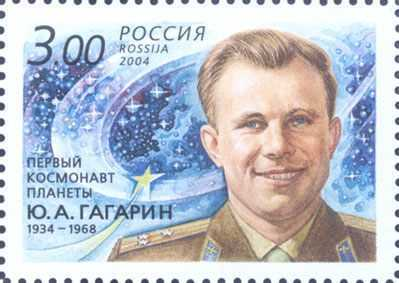
Юрий Гагарин, 2004
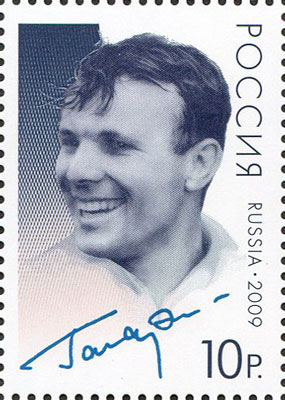
Юрий Гагарин, 2009
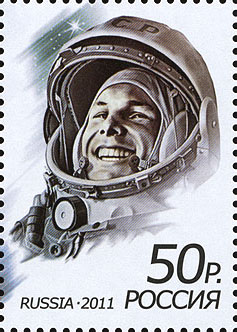
Юрий Гагарин, 2011
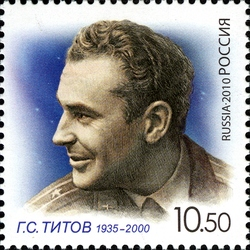
Герман Титов
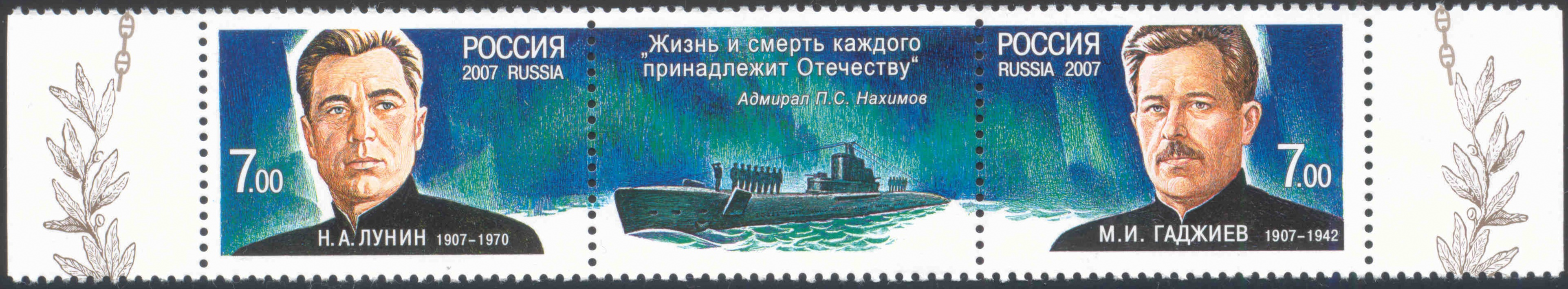
Магомет Гаджиев, Николай Лунин
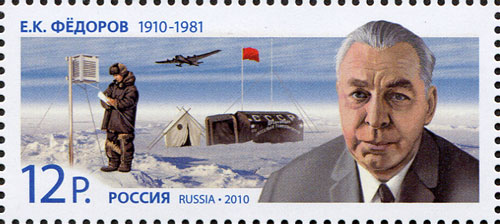
Евгений Фёдоров
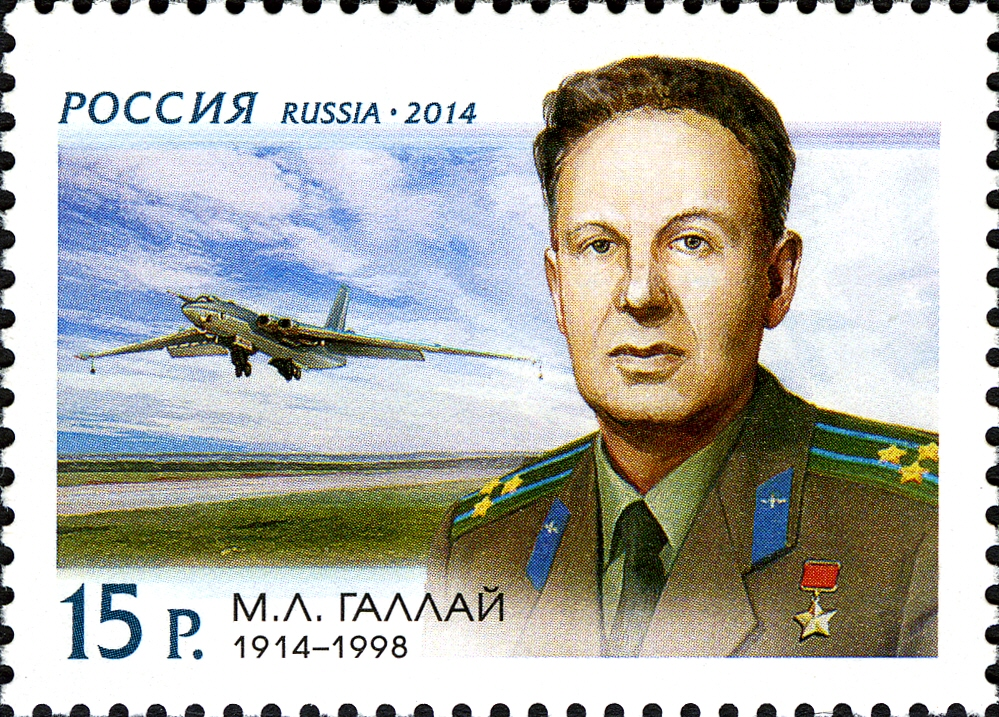
Марк Галлай, 2014

## Выпуски других государств

### На марках Азербайджана
| № по каталогу | Изображение | Описание и источники                                            | Номинал    | Дата выпуска       | Тираж  | Художник |
| ------------- | ----------- | --------------------------------------------------------------- | ---------- | ------------------ | ------ | -------- |
| № 595         |             | Юрий Гагарин.                                                   | 3000 манат | 6 ноября 2001 года | 20 000 | —        |
| № 1110        |             | 50 летие полёта первой женщины-космонавта Валентины Терешковой. | 1 манат    | 16 июня 2013 года  | 20 000 | —        |

Герои Советского Союза, изображённые на почтовых марках других государств
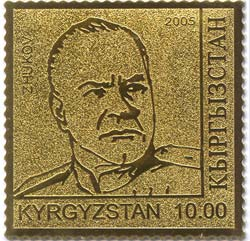
Георгий Жуков
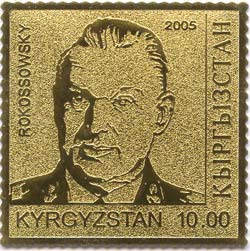
Константин Рокоссовский
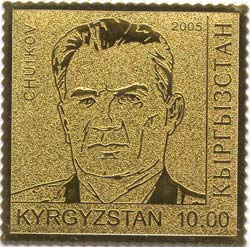
Василий Чуйков
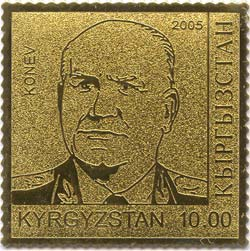
Иван Конев
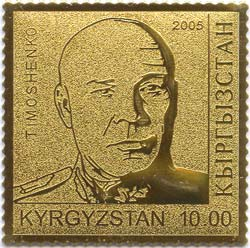
Семён Тимошенко
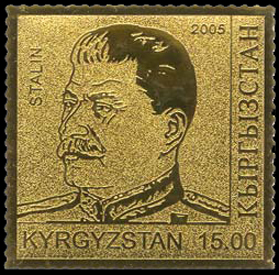
Иосиф Сталин
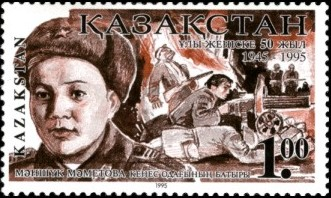
Маншук Маметова
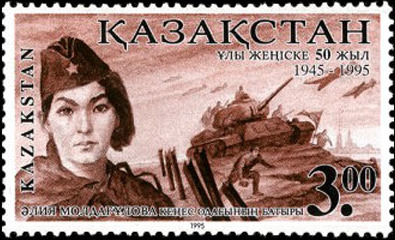
Алия Молдагулова
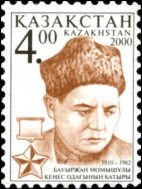
Бауыржан Момыш-улы
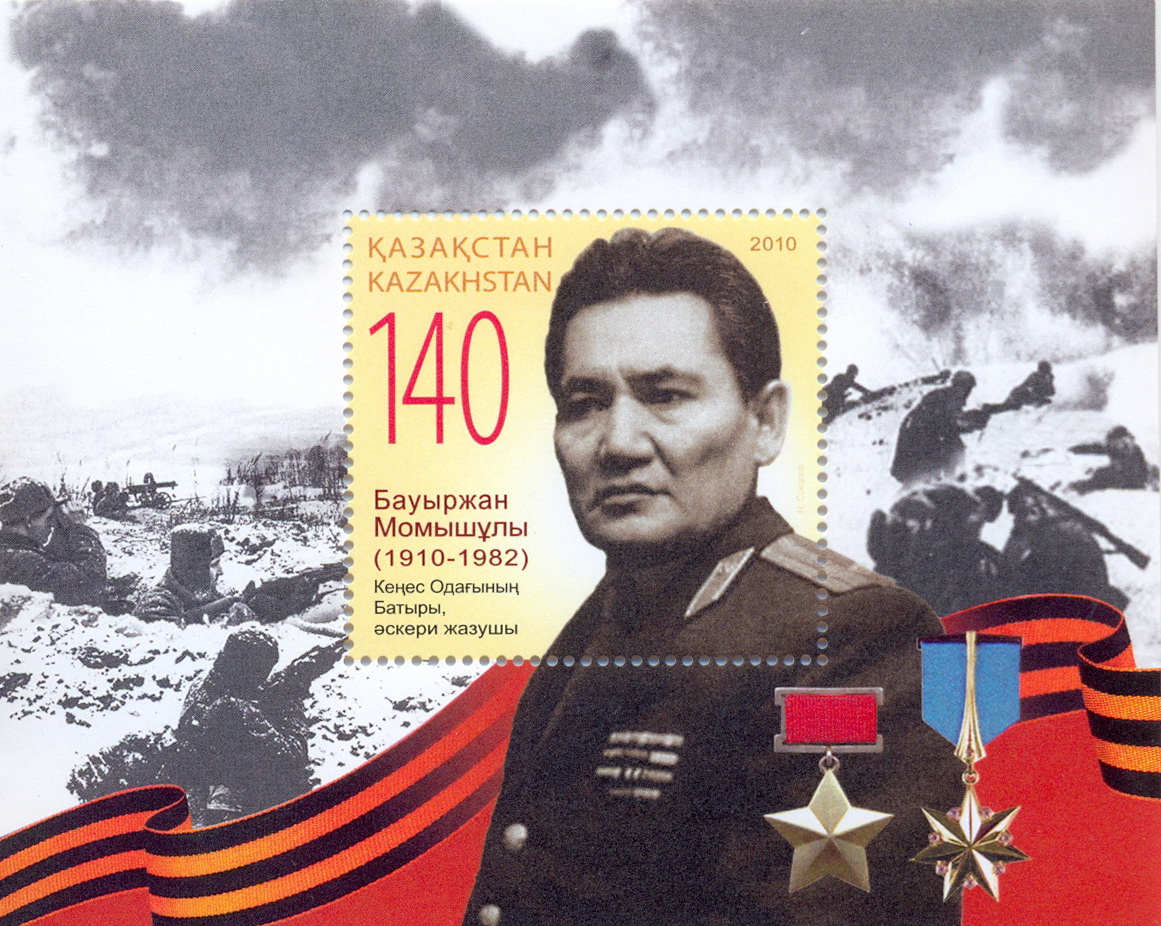
Бауыржан Момыш-улы
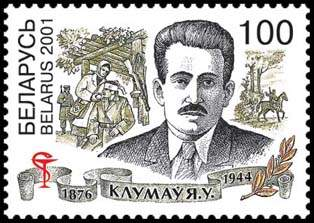
Евгений Клумов
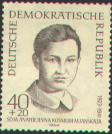
Зоя Космодемьянская
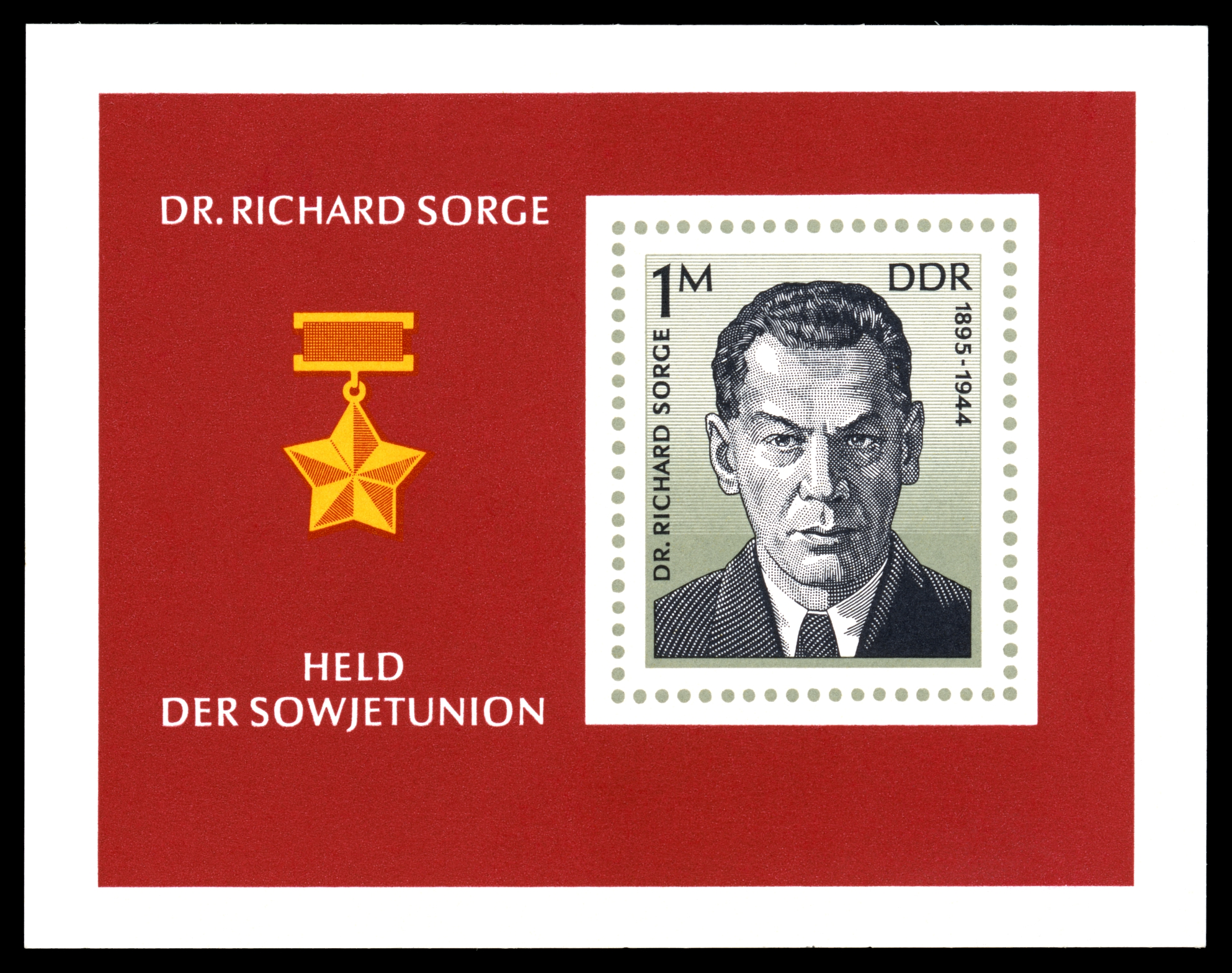
Рихард Зорге
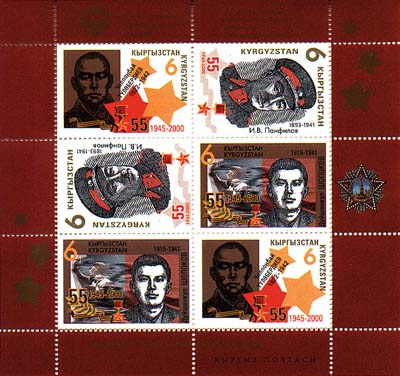
Иван Панфилов, Чолпонбай Тулебердиев, Дуйшенкул Шопоков
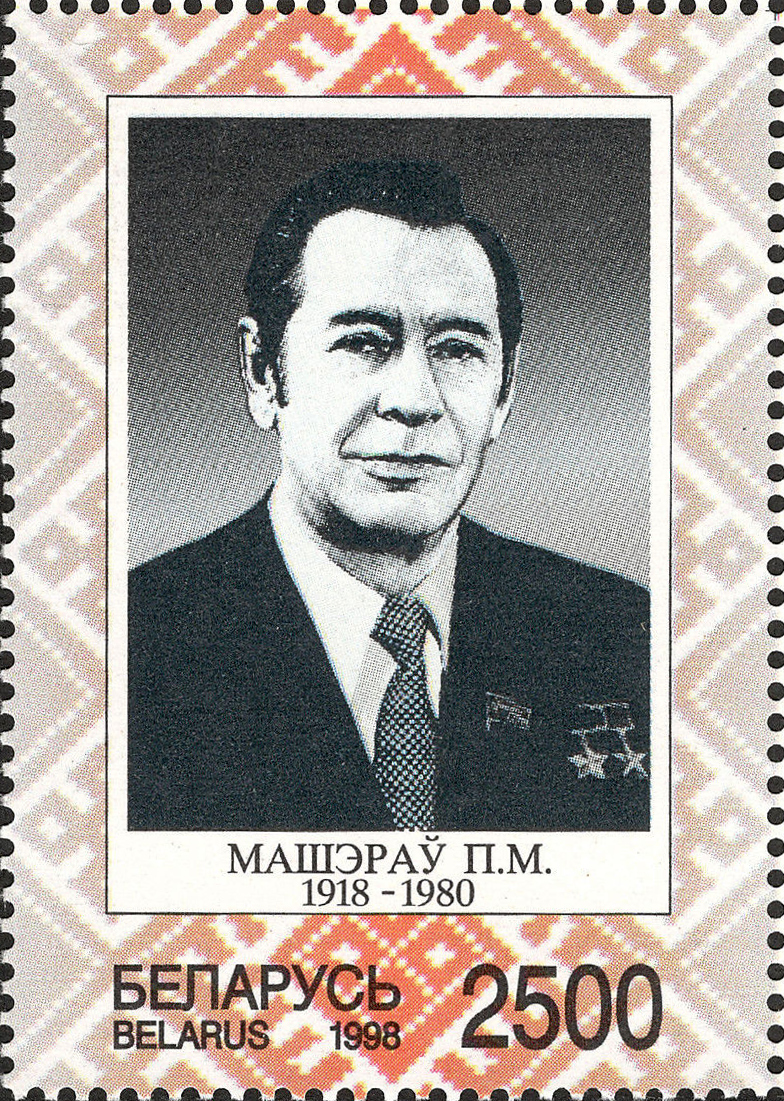
Пётр Машеров
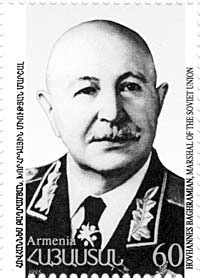
Иван Баграмян
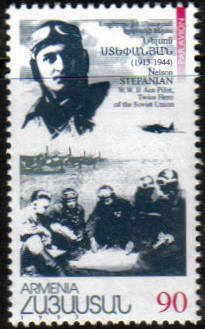
Нельсон Степанян
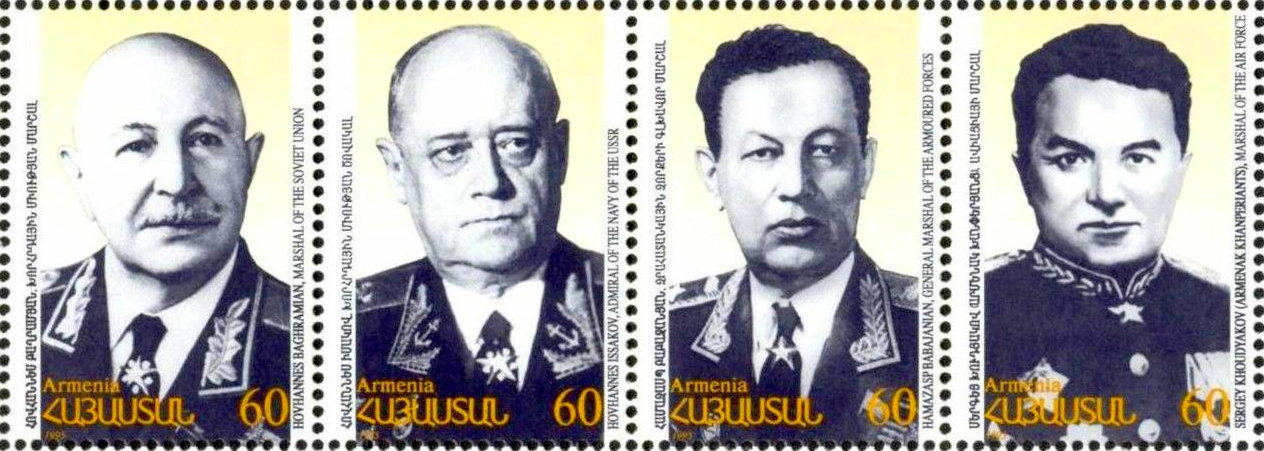
Иван Баграмян, Иван Исаков, Амазасп Бабаджанян, Сергей Худяков
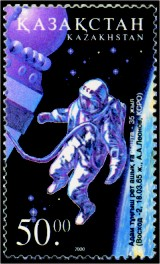
Алексей Леонов
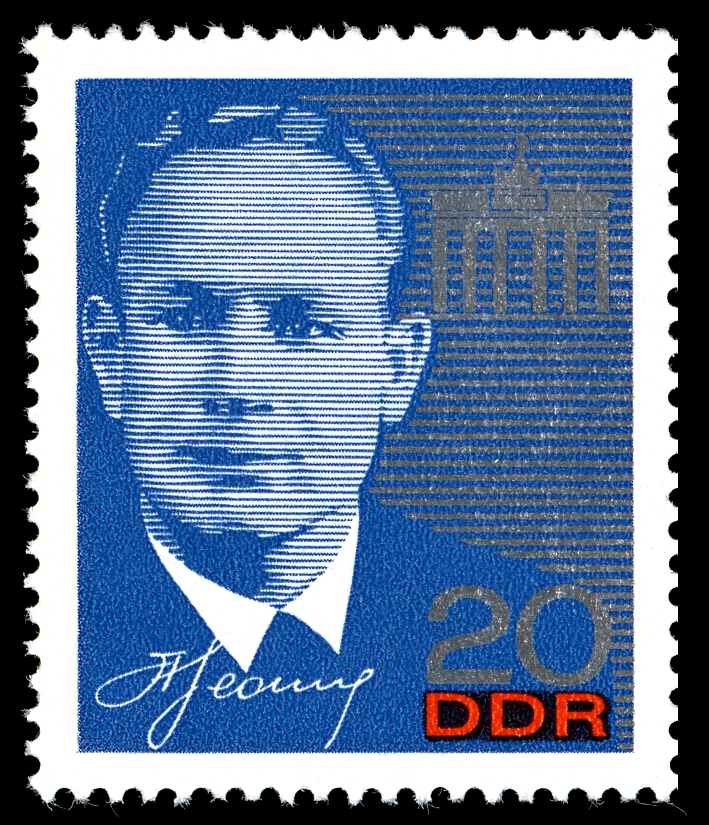
Алексей Леонов
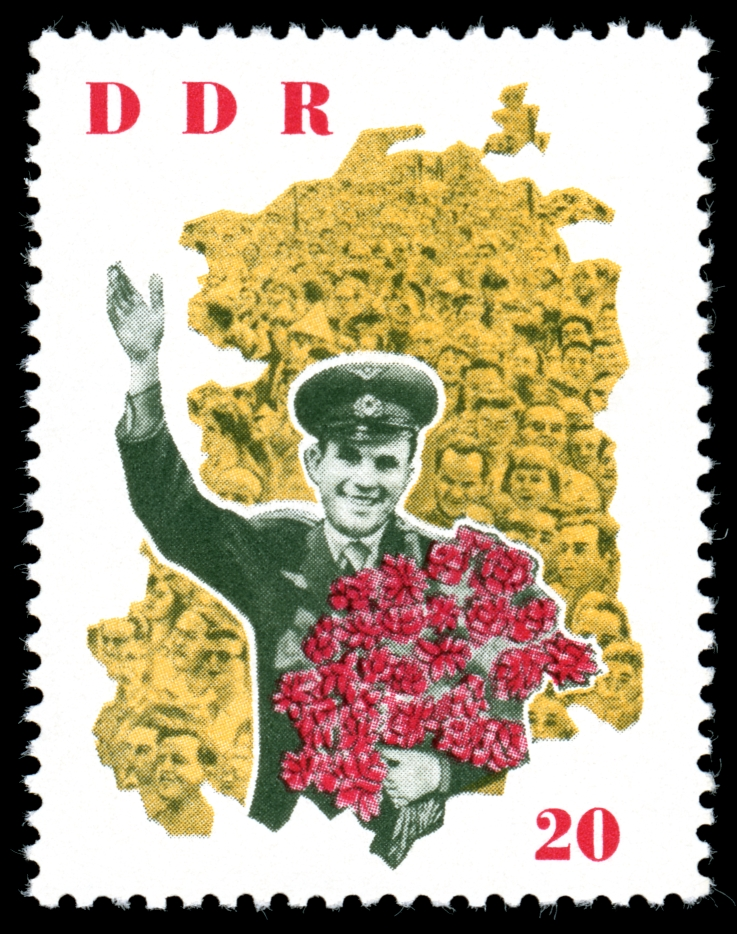
Юрий Гагарин
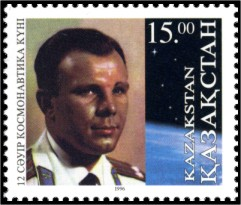
Юрий Гагарин
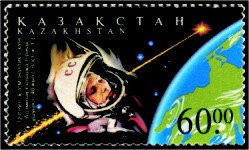
Юрий Гагарин
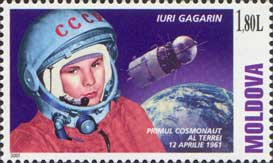
Юрий Гагарин
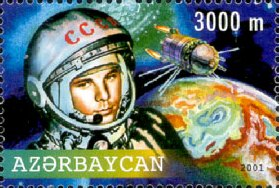
Юрий Гагарин
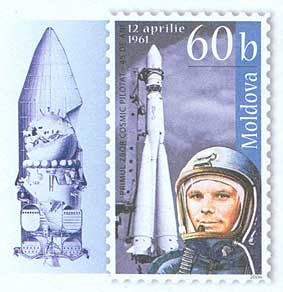
Юрий Гагарин
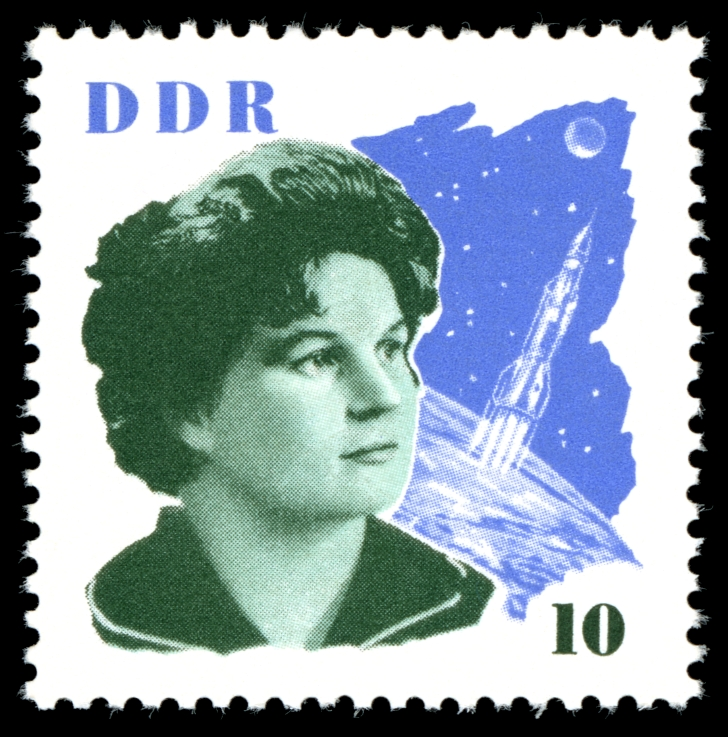
Валентина Терешкова
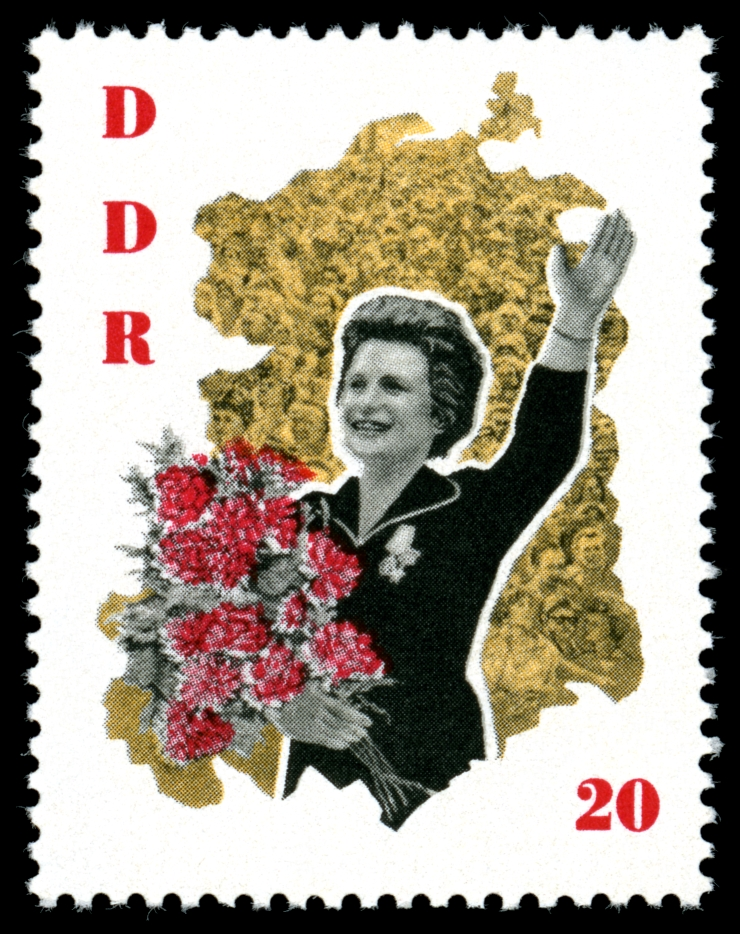
Валентина Терешкова
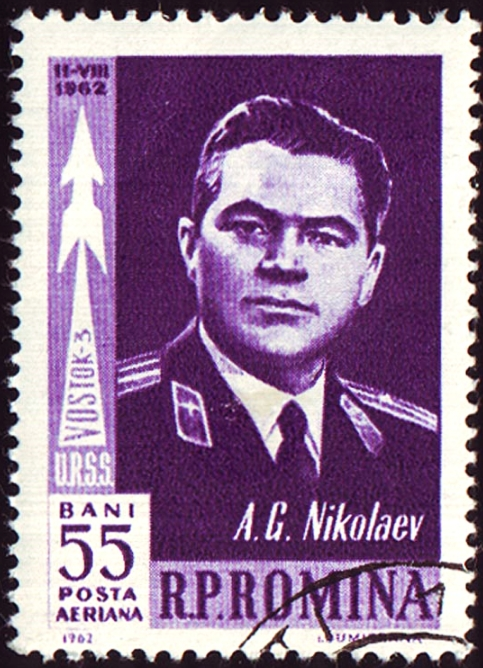
Андриян Николаев
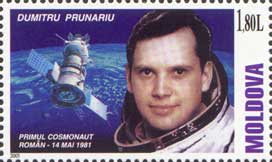
Думитру Прунариу
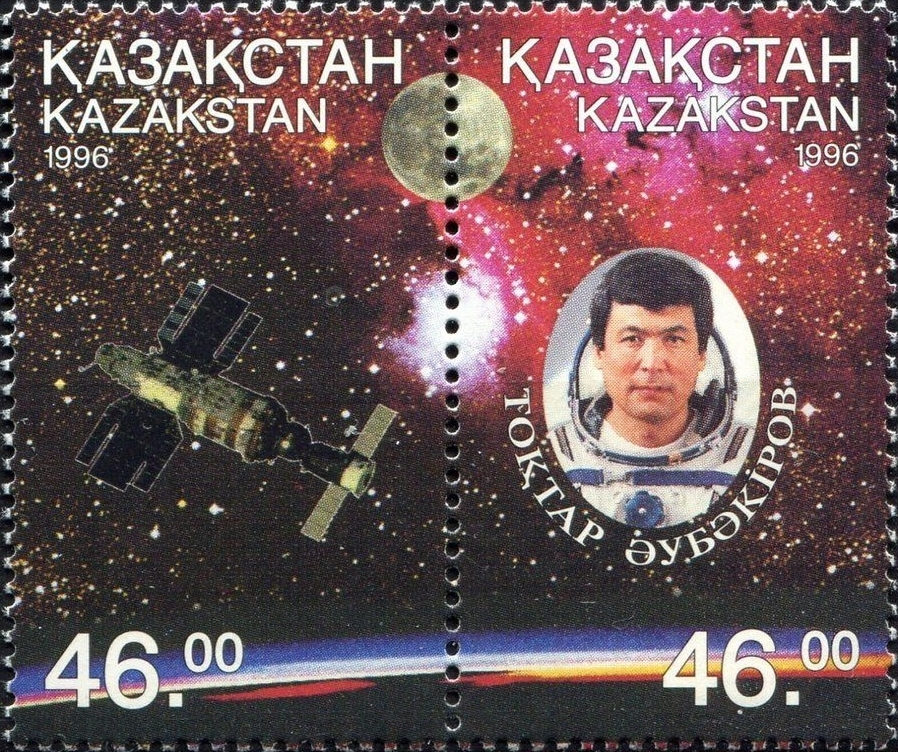
Токтар Аубакиров
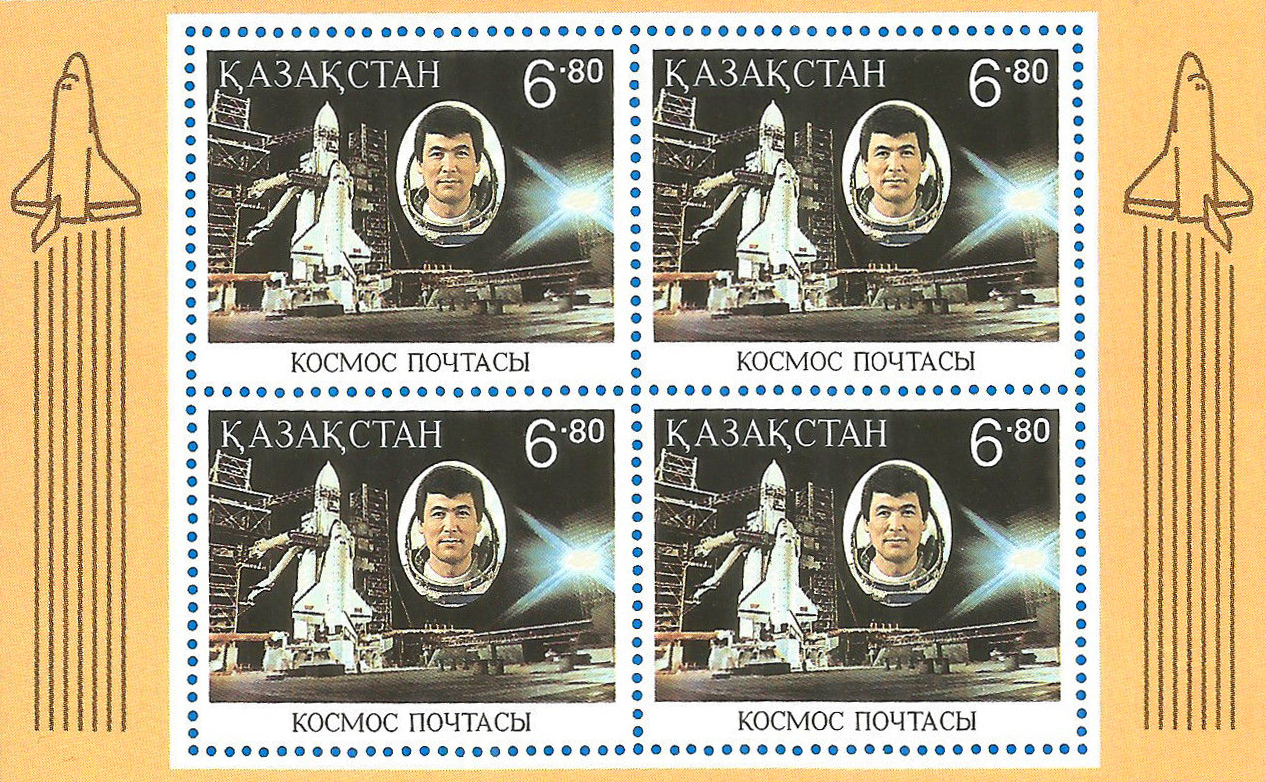
Токтар Аубакиров
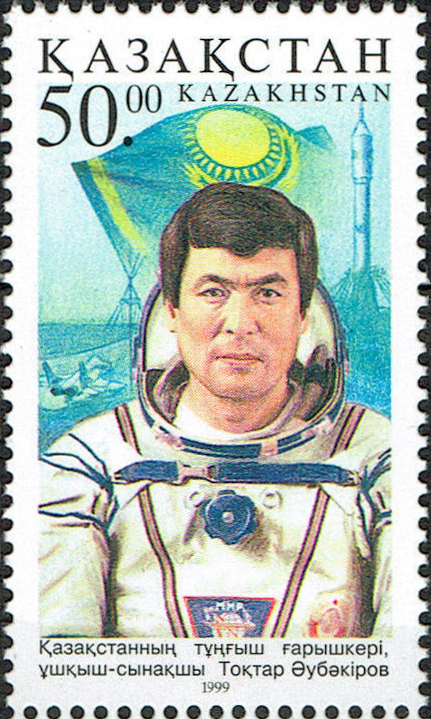
Токтар Аубакиров
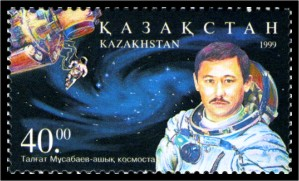
Талгат Мусабаев
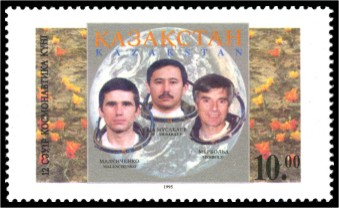
Юрий Маленченко, Талгат Мусабаев, Ульф Мербольд
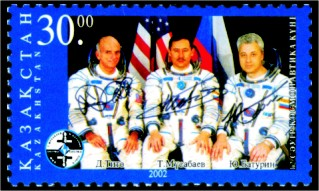
Деннис Тито, Талгат Мусабаев, Юрий Батурин
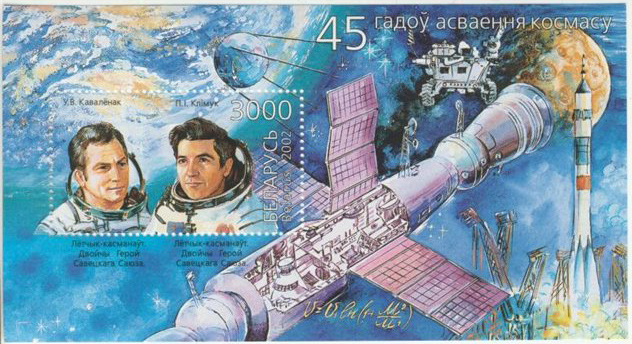
Владимир Ковалёнок, Пётр Климук
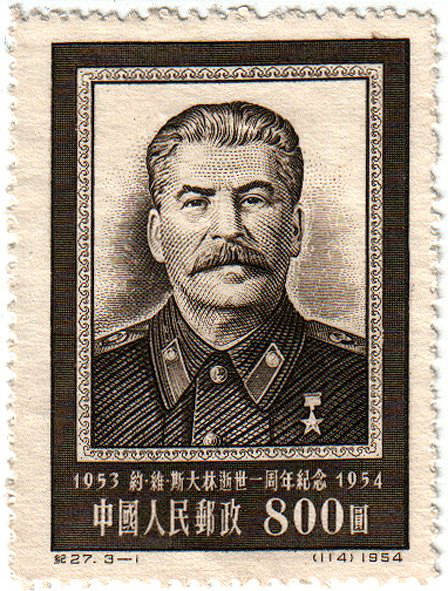
Иосиф Сталин
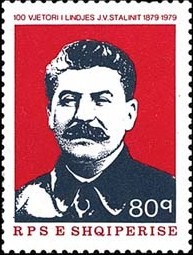
Иосиф Сталин
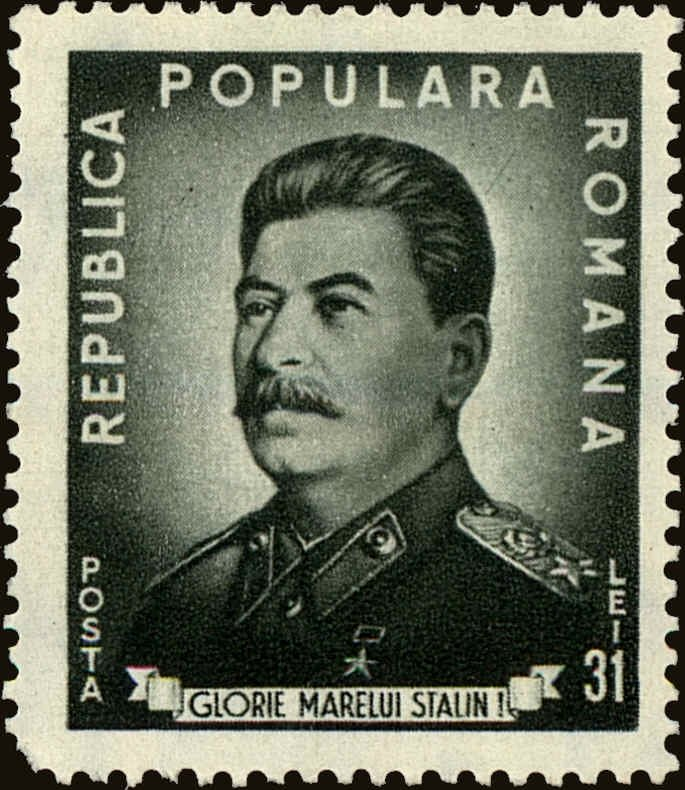
Иосиф Сталин
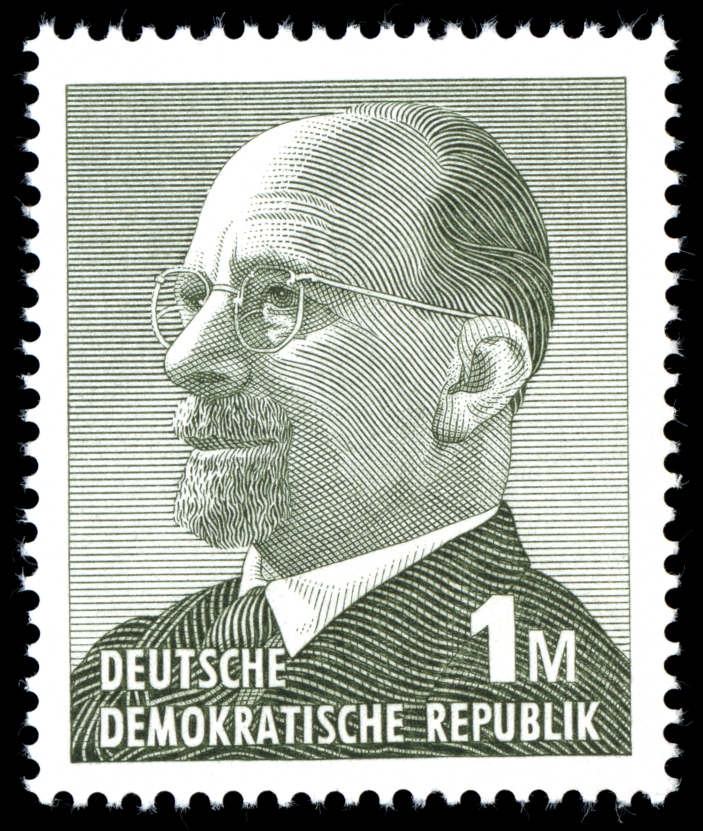
Вальтер Ульбрихт
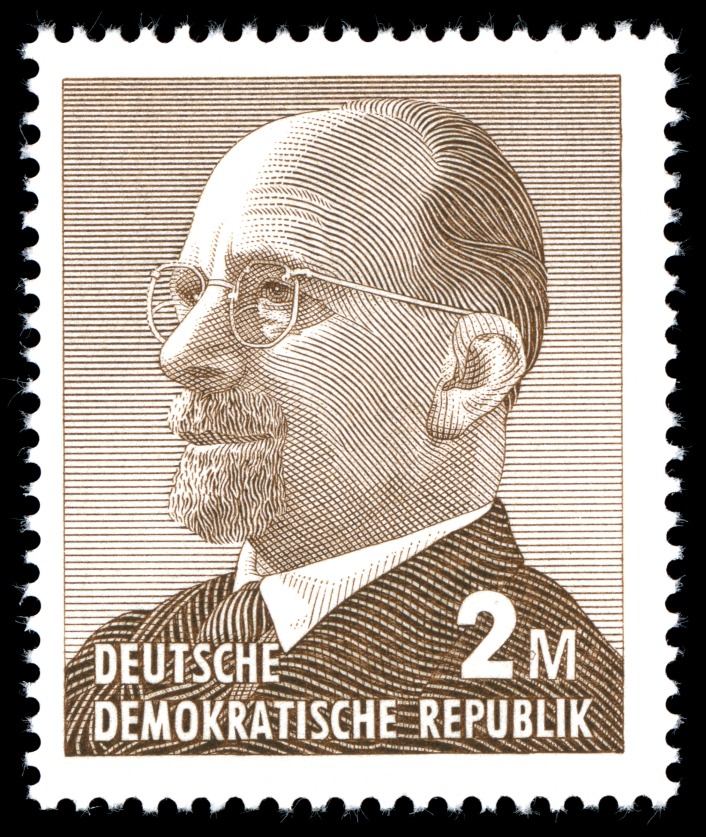
Вальтер Ульбрихт
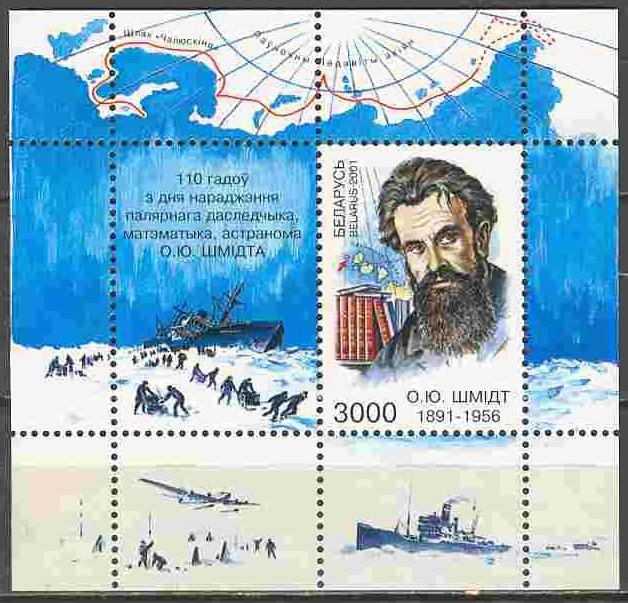
Отто Шмидт